# 日本の城一覧

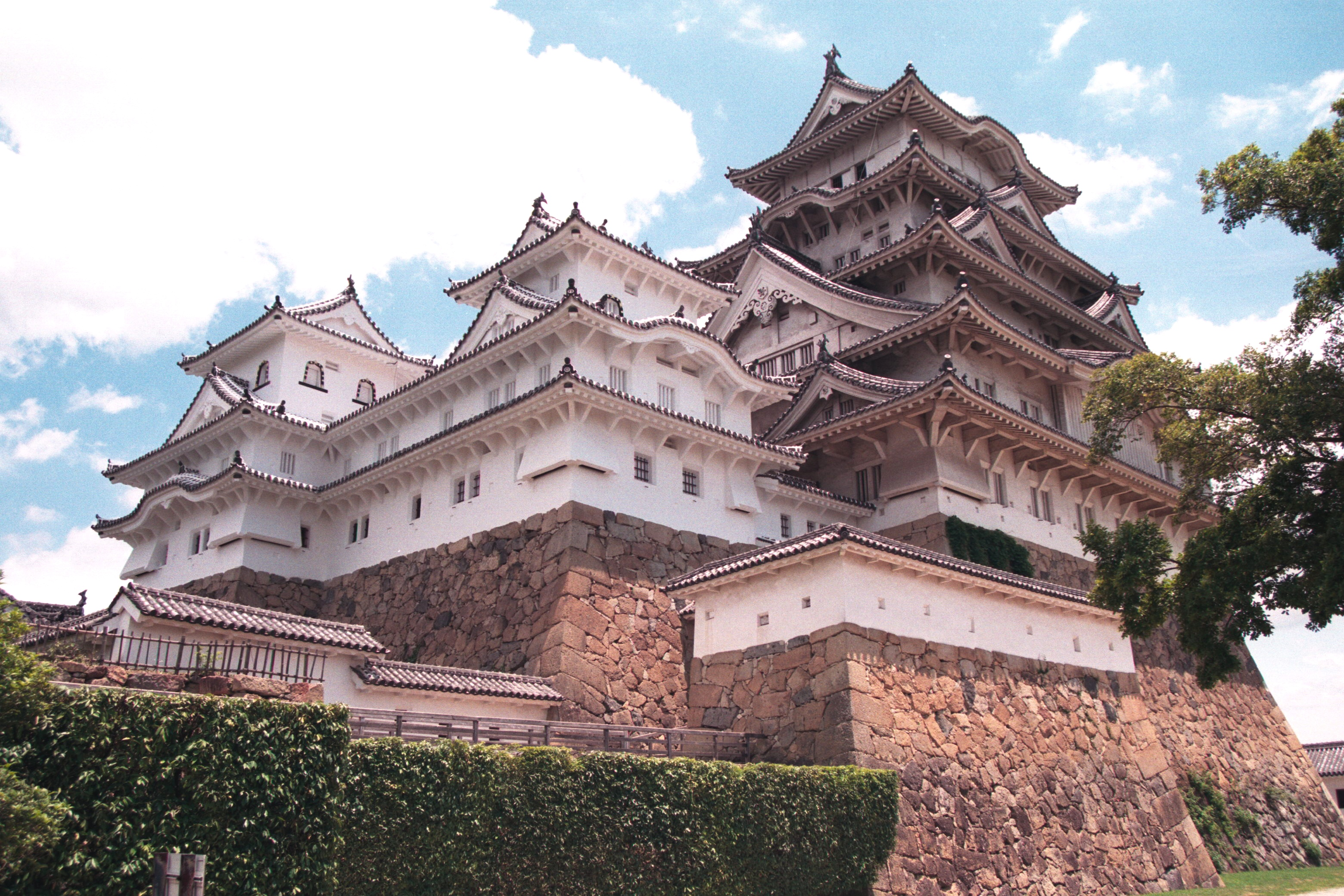
姫路城（天守群〈世界遺産・国宝〉）

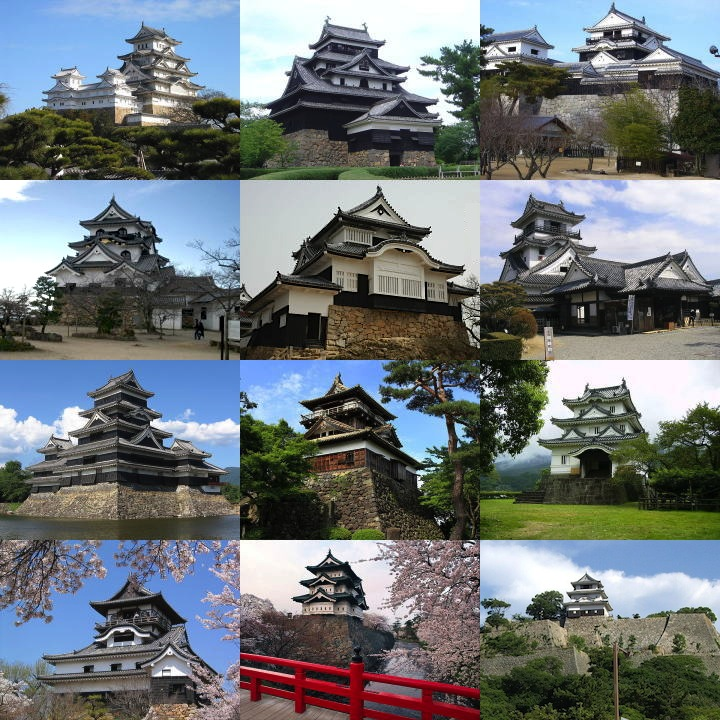
現存12天守

日本の城の一覧（にほんのしろのいちらん）は、日本の城（および朝鮮半島の倭城）の都道府県ごとの一覧索引である。財団法人日本城郭協会が選定した「日本100名城・続日本100名城」の一覧については「日本100名城」および「続日本100名城」を参照。
- この一覧ではリンク先があるものを優先し、全ての城を網羅するわけではない。詳細は各都道府県の城一覧を参照。
- 城に別名がある場合は、城名の右に括弧書きで添えた。
- 写真は再建も含み天守などの建造物がある城を優先した。
- 朝鮮半島については、倭城だけを記載した。

| 目次                                               |
| -------------------------------------------------- |
| 北海道                                             |
| 青森県 岩手県 宮城県 秋田県 山形県 福島県          |
| 茨城県 栃木県 群馬県 埼玉県 千葉県 東京都 神奈川県 |
| 新潟県 富山県 石川県 福井県                        |
| 山梨県 長野県                                      |
| 岐阜県 静岡県 愛知県 三重県                        |
| 滋賀県 京都府 大阪府 兵庫県 奈良県 和歌山県        |
| 鳥取県 島根県 岡山県 広島県 山口県                 |
| 徳島県 香川県 愛媛県 高知県                        |
| 福岡県 佐賀県 長崎県 熊本県 大分県 宮崎県 鹿児島県 |
| 沖縄県                                             |
| 朝鮮半島                                           |

## 北海道
- 松前城
- 館城
- 五稜郭（亀田御役所土塁）
- 志苔館
- 四稜郭
- 弁天台場
- 千代ヶ岱陣屋（千代ヶ岡陣屋・津軽陣屋）
- 南部陣屋
  - モロラン陣屋
  - オシャマンベ陣屋
  - 砂原陣屋
- 松前藩戸切地陣屋
- 仙台藩シラオイ元陣屋
  - 広尾陣屋
- シベチャリチャシアイヌ民族の古城
- モシリヤチャシアイヌ民族の古城
- 根室半島チャシ跡群（チャルコロモイチャシ他）アイヌ民族の古城

五稜郭

関連
- 道南十二館
- チャシ

## 青森県

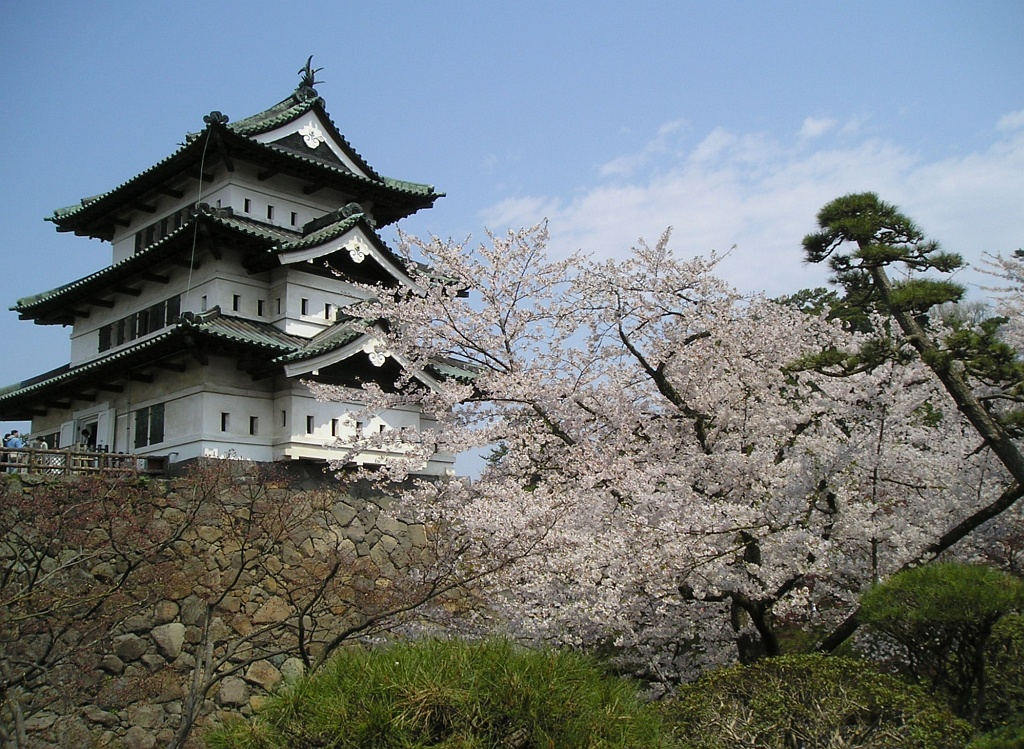
弘前城（天守〈現存・国重文〉）

- 蠣崎城（錦帯城）
- 田名部城
- 奥瀬館
- 七戸城（柏葉城）
- 野辺地城（金鶏城）
- 横浜館
- 櫛引城
- 新井田城
- 根城
- 八戸城
- 相内館
- 上名久井城
- 剣吉城
- 平良ヶ崎館
- 大向館
- 馬場館
- 三戸城（留ヶ崎城・糠部城）
- 田子館
- 聖寿寺館（本三戸城）
- 浅水城
- 中市館
- 法師岡館
- 伝法寺館
- 沢田館

- 蓬田城
- 高畑城
- 油川城
- 尻八館
- 高田城
- 浅瀬石城（汗石城）
- 横内城
- 黒石城
- 田舎館城
- 大光寺城
- 浪岡城
- 藤崎城
- 福島城
- 唐川城
- 青柳館
- 石川城（大仏ヶ鼻城）
- 弘前城
- 小栗山館
- 堀越城
- 和徳城
- 大浦城（八幡城・賀田城）
- 種里城
- 元城（深浦館）

## 岩手県

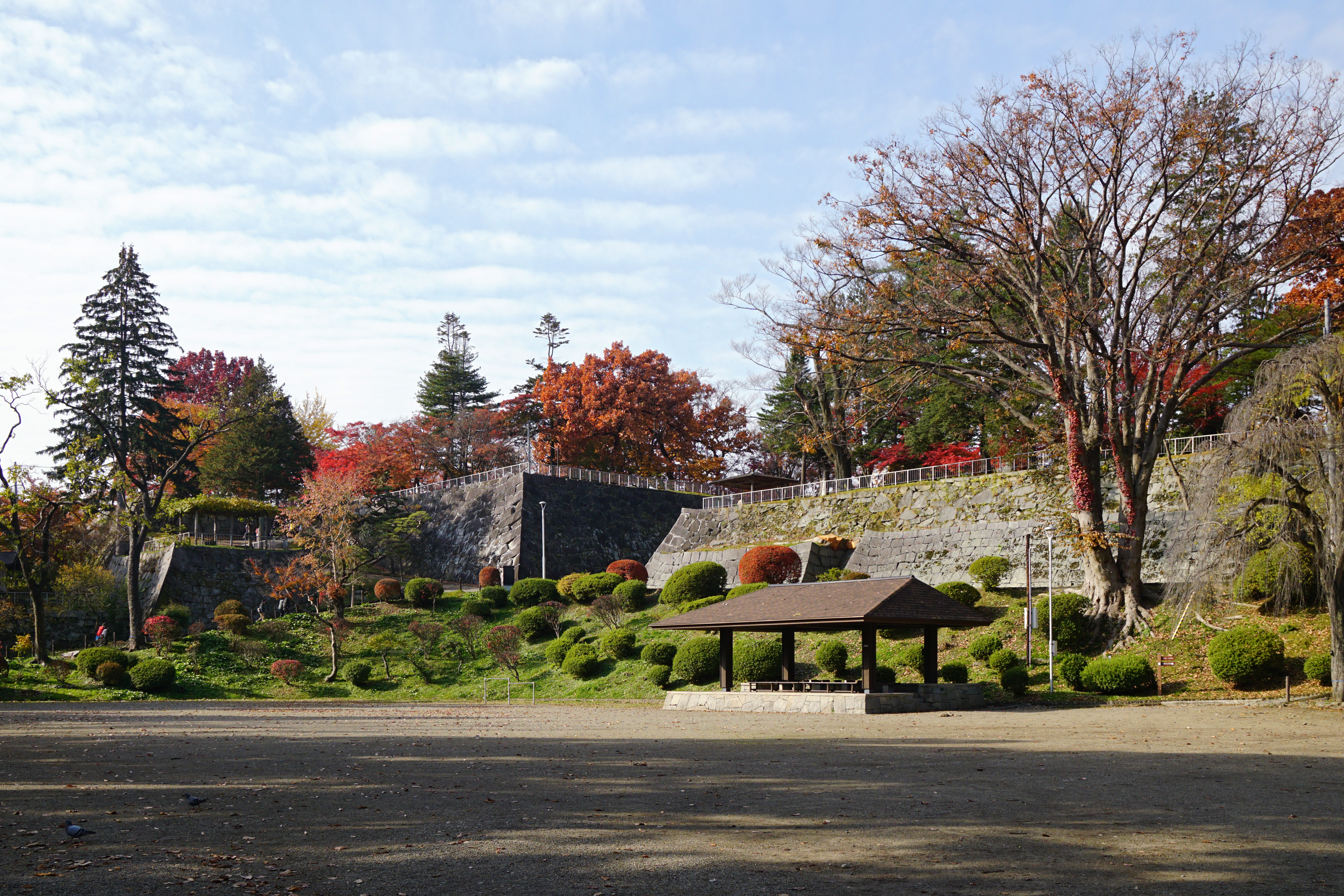
盛岡城（石垣）

- 軽米城
- 晴山館
- 小軽米城
- 種市城
- 野田城
- 久慈城
- 石峠館
- 千徳城
- 田鎖城
- 払川
- 大槌城
- 鱒沢館
- 鍋倉城（遠野城）
- 火渡館
- 横田城
- 板沢城
- 金田一城（四戸城）
- 九戸城
- 姉帯城
- 江刺家館
- 一戸城
- 浄法寺城
- 一方井城

- 葛巻城
- 沼宮内城
- 雫石城（滴石城・雫石御所）
- 平館城
- 猪去館（猪去御所）
- 盛岡城（不来方城）
- 岩崎城
- 志波城（斯波城）〈古代城柵〉
- 厨川柵〈古代城柵〉
- 下田館
- 中野館
- 乙部館
- 郡山城（高水寺城・斯波御所）
- 徳丹城〈古代城柵〉
- 長岡城
- 樋爪館
- 江釣子城
- 鹿島館（鬼柳城）
- 黒沢尻柵〈古代城柵〉
- 二子城
- 十二丁目城
- 花巻城（鳥谷ヶ崎城）
- 安俵城

- 十八ヶ城（本館）
- 上須々孫館
- 高館
- 世田米城
- 鳥海柵
- 嫗戸柵
- 岩谷堂城
- 人首城
- 胆沢城
- 水沢城
- 岩谷堂城
- 金ケ崎城
- 衣川館
- 上口内城
- 前沢城
- 薄衣城
- 豊田館
- 一関城
- 白鳥舘
- 平泉館
- 接待館
- 唐梅館
- 伽羅御所

## 宮城県

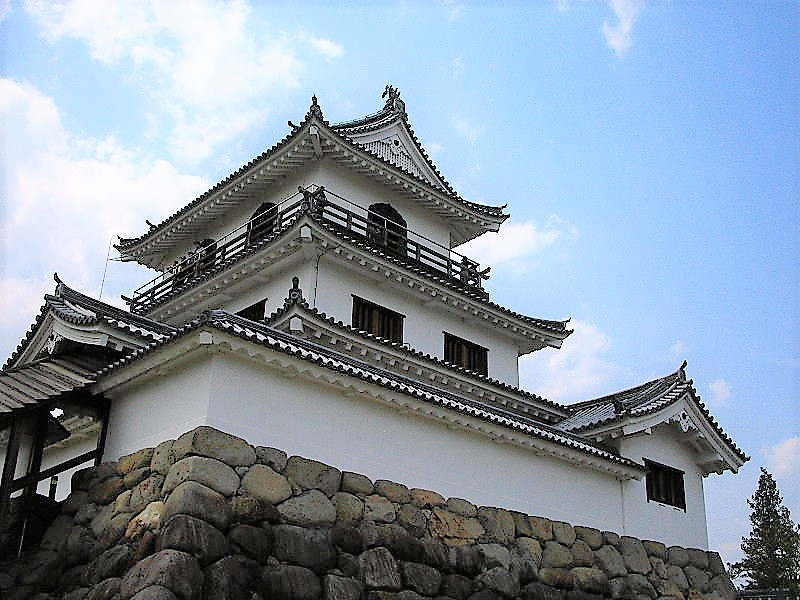
白石城（三重櫓〈木造復元〉）

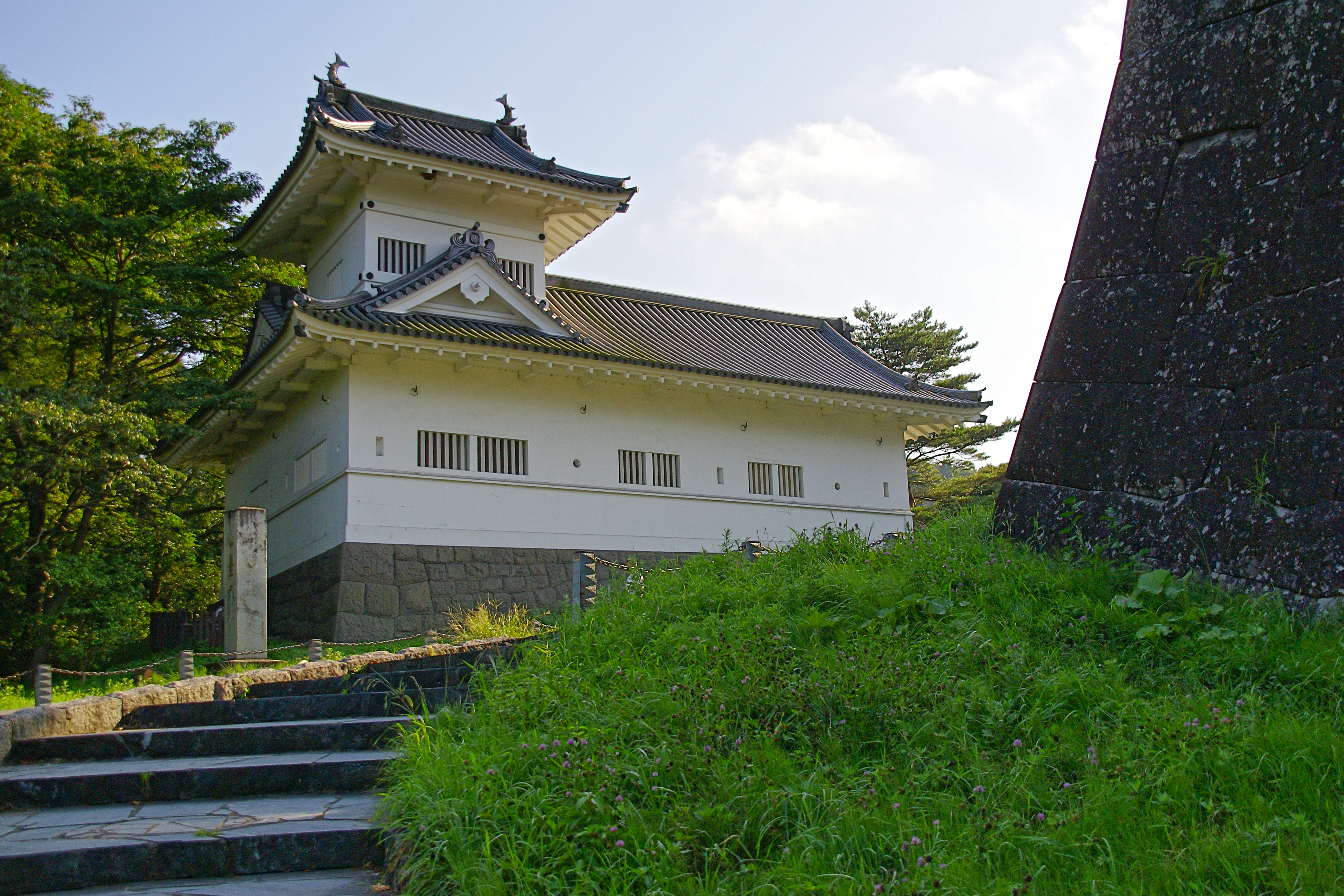
仙台城（大手門脇櫓〈外観復興〉）

- 仙台城（青葉城）
- 白石城（益岡城）
- 岩出山城（岩手沢城）
- 若林城
- 船岡白井
- 松森城
- 石巻城
- 涌谷城
- 笹森城
- 松山城（千石城）
- 川崎城
- 丸森城（鶴頭城）
- 吉岡城
- 丸森城（丸山城）
- 鶴楯城（下草城）
- 中新田城
- 東光寺城

- 利府城
- 岩切城
- 角田城
- 多賀城
- 寺池城（登米要害）
- 金山城
- 北目城
- 根添城（根添館）
- 高清水城
- 佐沼城
- 岩沼城（鵜ヶ崎城）
- 平沢城
- 小堤城
- 亘理城
- 坂元城（蓑首城）
- 宮沢城
- 今泉城
- 名生城
- 大窪城
- 古川城

## 秋田県

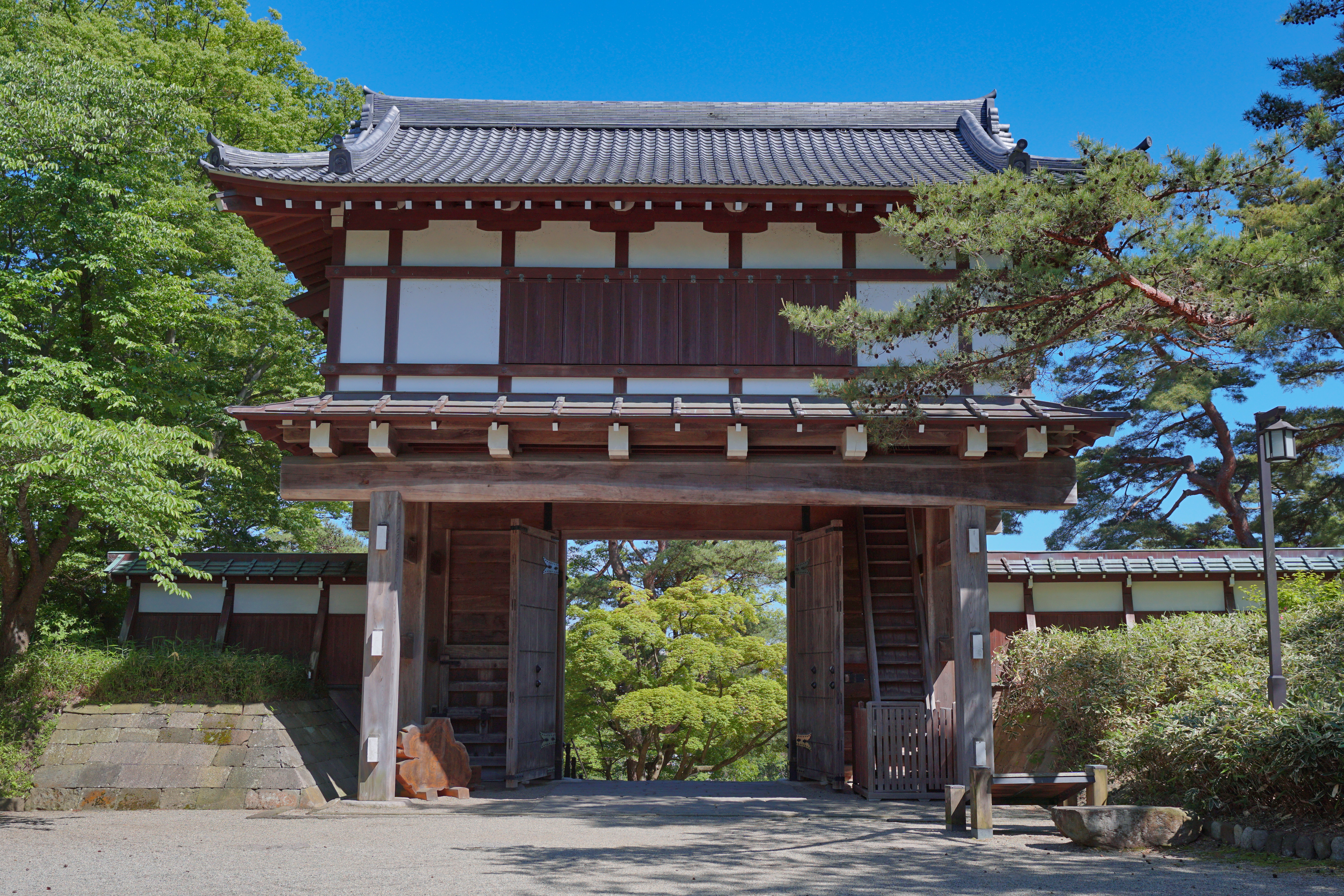
久保田城（本丸表門〈木造復元〉）

- 毛馬内城
- 花輪城
- 大湯館
- 長牛館
- 大館城
- 葛原館
- 十二所城
- 百騎館
- 大鳥井山遺跡
- 檜山城
- 脇本城
- 角館城
- 払田柵〈古代城柵〉
- 淀川城

- 稲庭城
- 紫島城
- 八乙女城
- 秋田城〈古代城柵〉
- 久保田城（秋田城）〈佐竹氏〉
- 湊城
- 横手城（韮城）
- 金沢柵
- 沼柵
- 亀田城
- 吉田城
- 岩崎城
- 本荘城
- 昌斎館

## 山形県

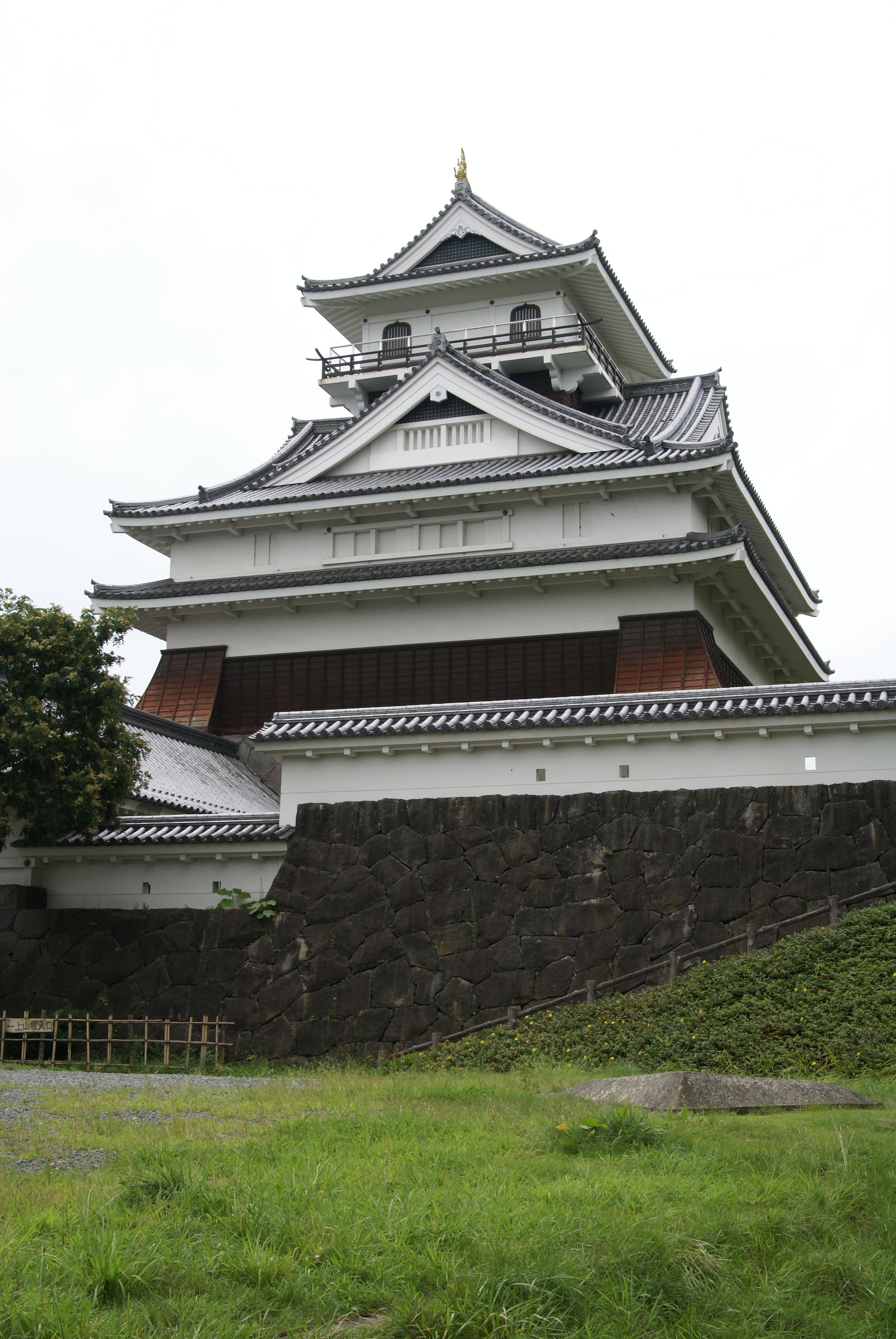
上山城（天守〈外観復興〉）

- 山形城（霞城）
- 朝日山城
- 左沢楯山城
- 大山城
- 金山城（楯山城）
- 亀ヶ崎城（東禅寺城）
- 城輪柵（城輪柵跡）
- 上山城（月岡城）
- 寒河江城
- 鮭延城
- 清水城
- 白岩城
- 白鳥城
- 新庄城（沼田城・鵜沼城）
- 楯岡城
- 鶴ヶ岡城（大宝寺城）
- 天童城（舞鶴城）
- 出羽柵
- 長瀞城
- 中野城
- 成生城

- 成沢城（鳴沢城）
- 延沢城（野辺沢城）
- 長谷堂城（亀ヶ城）
- 畑谷城
- 東根城
- 藤島城
- 真木山城
- 松山城（松嶺城）
- 丸岡城
- 溝延城
- 谷地城
- 山野辺城（山辺城）
- 小国城〈最上郡〉
- 小国城〈置賜郡〉
- 中山城
- 荒砥城（八乙女城）
- 高畠城（高畑城・鐘ヶ城）
- 鮎貝城
- 舘山城
- 米沢城（舞鶴城・松ヶ岬城）

## 福島県

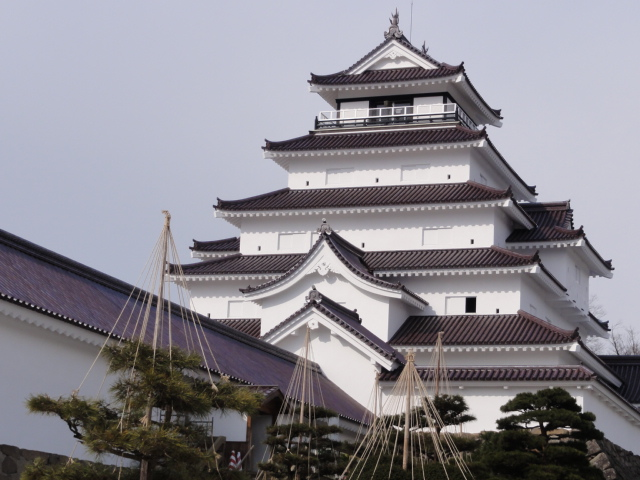
若松城（天守〈外観復元〉）

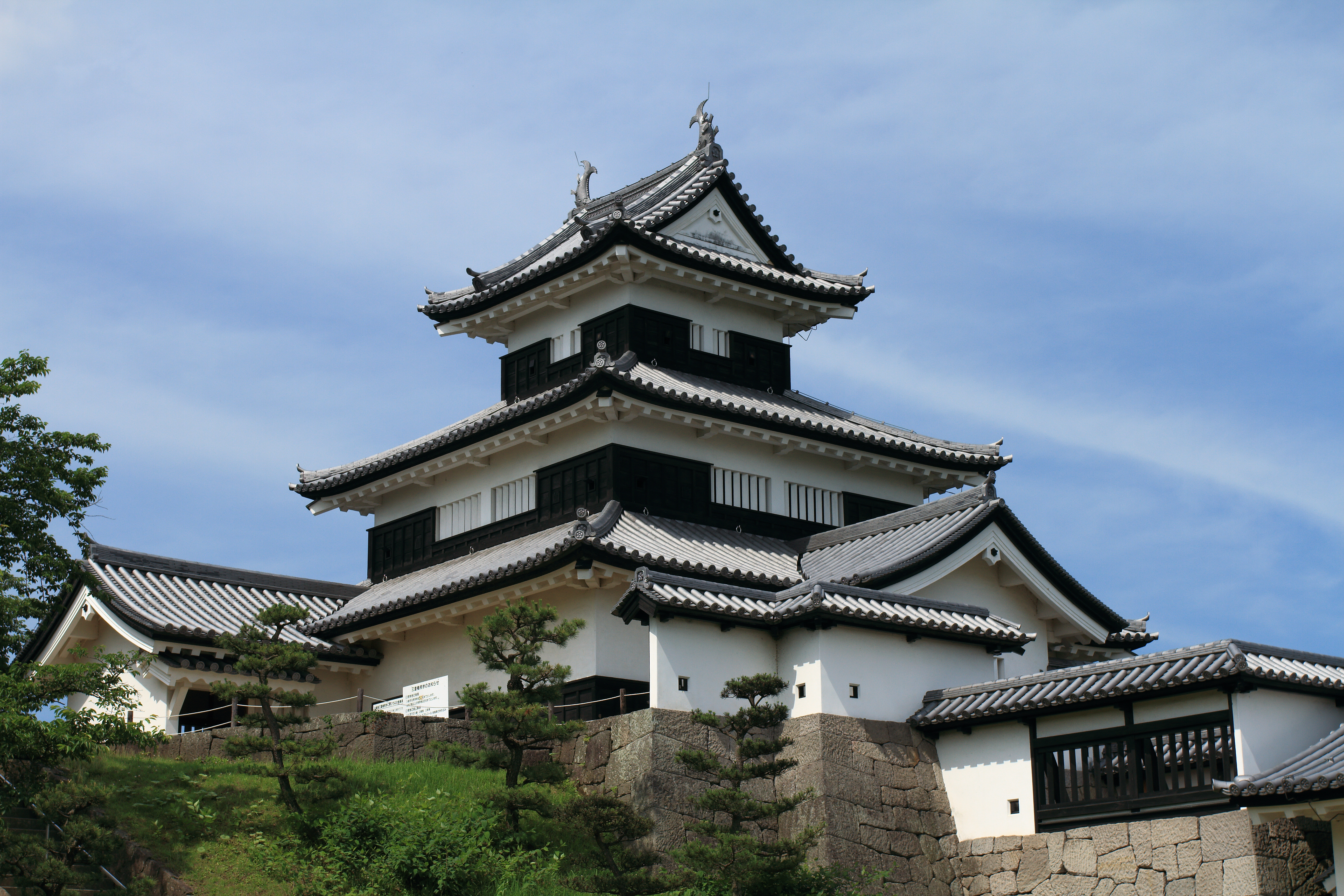
白河小峰城（三重櫓〈木造復元〉）

- 若松城（鶴ヶ城）
- 白河小峰城
- 神指城
- 磐城平城（龍ヶ城）
- 小高城
- 谷地小屋城（蓑首城・新地要害）
- 駒ヶ嶺城
- 中村城（馬陵城）
- 高倉城
- 大館城（飯野平城）
- 長沼城
- 三春城（舞鶴城）
- 須賀川城
- 棚倉城
- 赤舘
- 大森城
- 福島城
- 保原城
- 梁川城
- 宇津峯城
- 猪苗代城
- 桧原城

- 二本松城（霞ヶ城）
- 鎌田城
- 八丁目城
- 石母田城
- 新宮城
- 水久保城
- 三芦城
- 小浜城
- 小手森城
- 桑折西山城
- 大鳥城
- 霊山城
- 懸田城
- 陣ヶ峯城
- 北田城
- 鴫山城（南山城）
- 田部原館
- 久川城
- 搦目城（白川城）
- 守山城
- 中丸城
- 柏木城
- 宮森城

## 茨城県

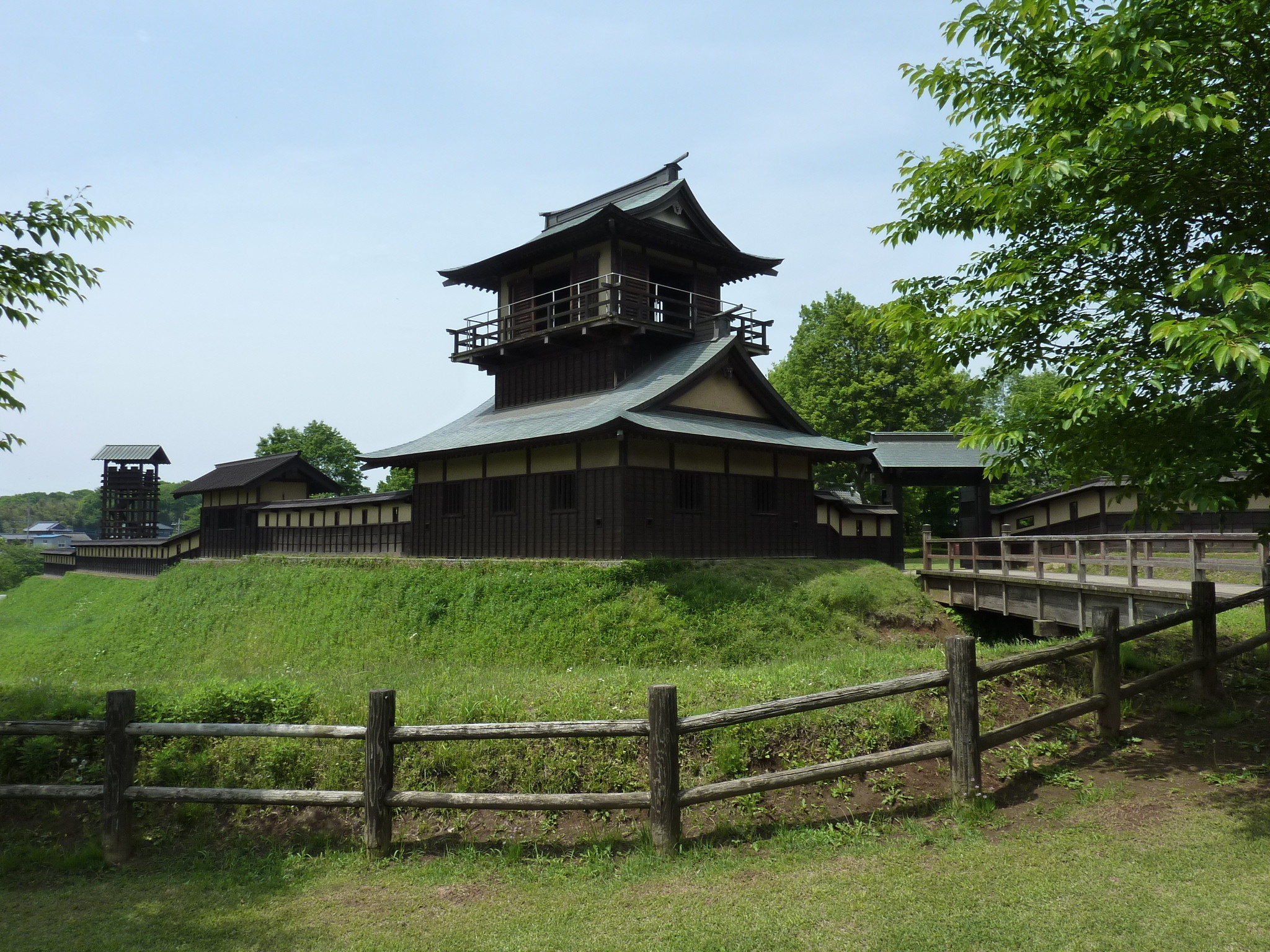
逆井城（物見櫓〈木造復元または復興〉）

- 水戸城（水府城）
- 伊佐城
- 牛久城
- 太田城
- 小田城
- 笠間城
- 久下田城
- 栗橋城
- 古河公方館（鴻巣御所）
- 古河城
- 頃藤城
- 多気城
- 土浦城
- 豊田城
- 助川海防城
- 逆井城
- 馬坂城

- 高井城
- 下館城
- 上条城
- 木原城
- 月居城
- 東林寺城
- 野口城
- 真壁城
- 松岡城
- 水海城
- 結城城
- 依上城
- 今泉城
- 守谷城
- 馴馬城
- 龍ケ崎城
- 今城
- 高井城
- 大木城

## 栃木県

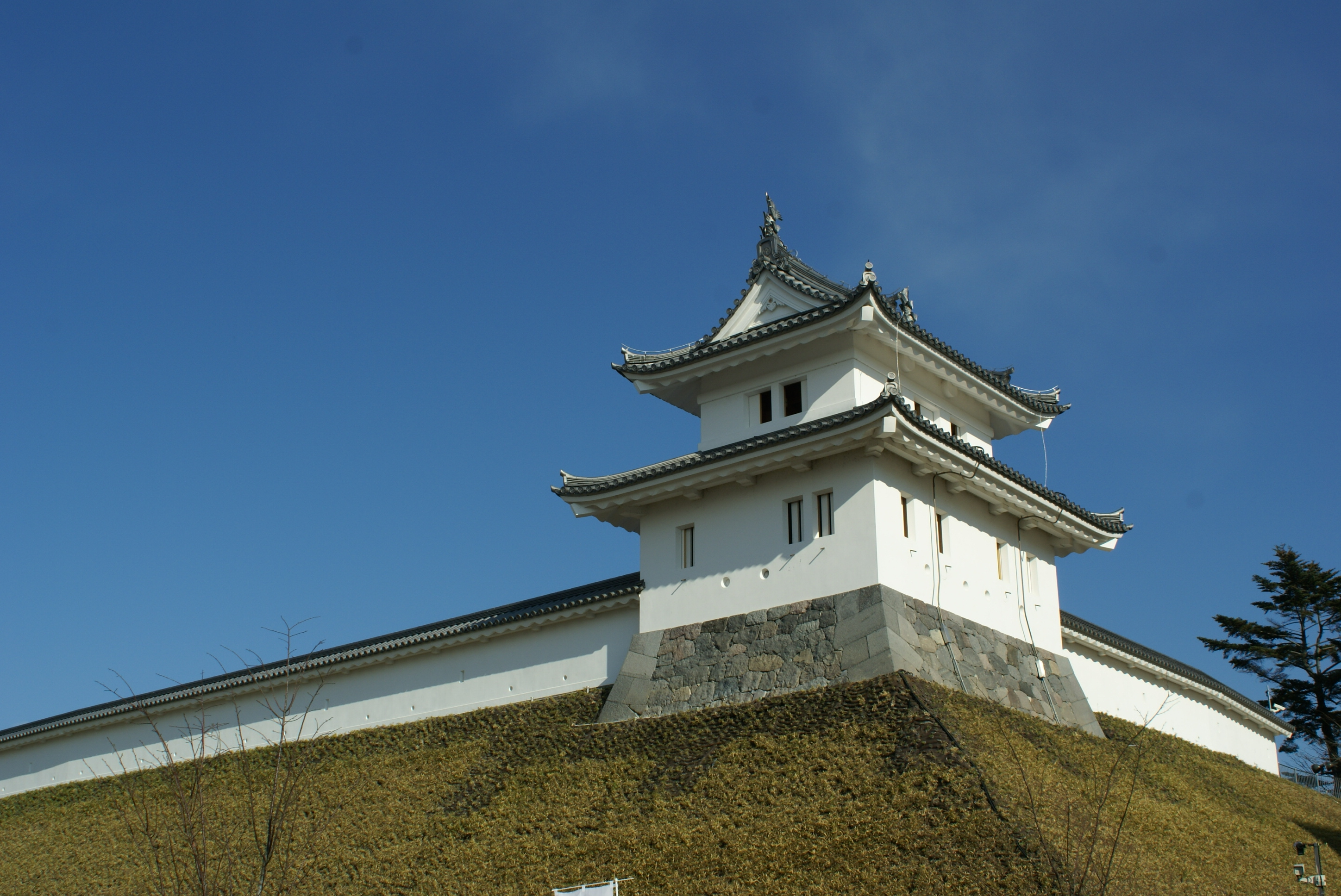
宇都宮城（富士見櫓〈木造復元〉）

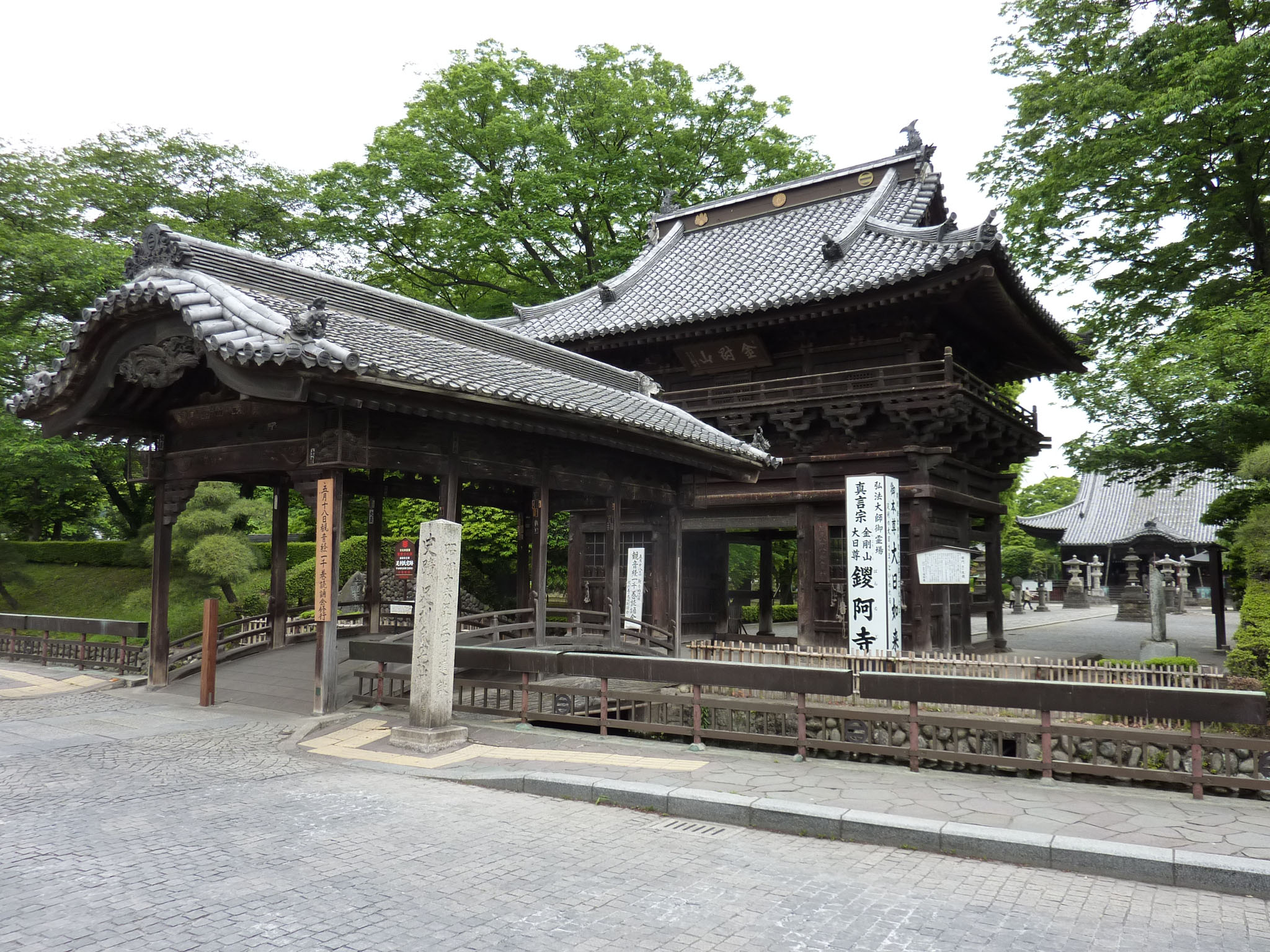
足利氏館（鑁阿寺）（鑁阿寺山門）

- 宇都宮城
- 飛山城
- 多気城
- 徳次郎城
- 犬飼城
- 真岡城
- 岡本城
- 西明寺城
- 多功城
- 児山城
- 茂木城
- 籠谷城
- 八木岡城
- 生田目城
- 中村城
- 古山城
- 勝山城
- 鹿沼城
- 壬生城
- 小山城
- 鷲城
- 中久喜城
- 羽生田城

- 唐沢山城
- 佐野城
- 足利城
- 足利氏館
- 皆川城
- 栃木城
- 川崎城
- 矢板城
- 玉生城
- 松ヶ嶺城
- 山田城
- 伊佐野城
- 喜連川城
- 烏山城（臥牛城）
- 大田原城
- 黒羽城
- 千本城
- 福原城
- 成田城
- 山根城
- 大宮城
- 風見城

## 群馬県

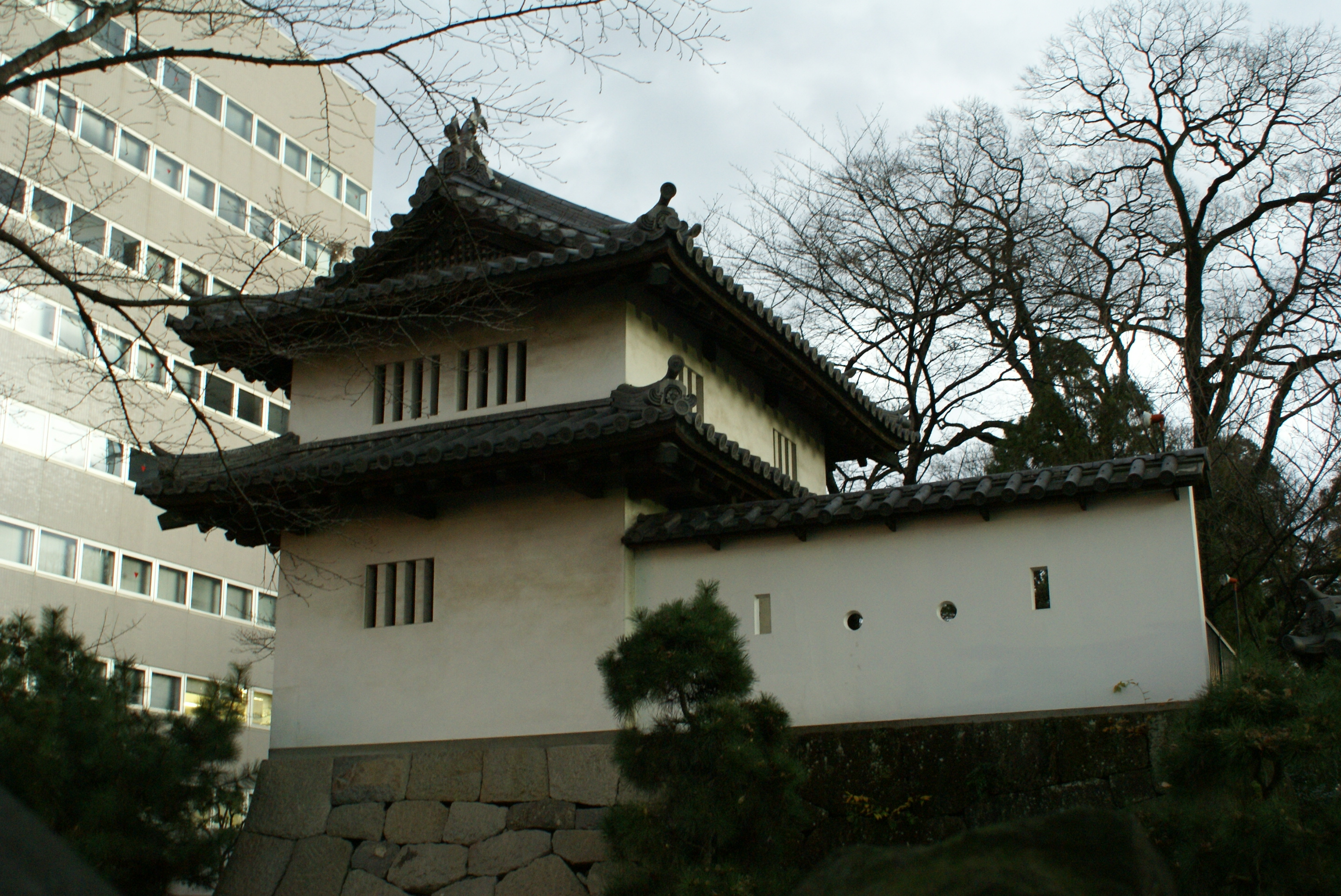
高崎城（乾櫓〈移築現存〉）

- 高崎城
- 館林城（尾曳城）
- 岩櫃城
- 大胡城
- 小泉城
- 白井城
- 箱田城
- 膳城
- 反町館
- 高津戸城
- 倉賀野城
- 根小屋城
- 国峰城

- 新田金山城
- 名胡桃城
- 沼田城
- 柄杓山城（桐生城）
- 平井城
- 前橋城（厩橋城）
- 松井田城
- 箕輪城
- 安中城
- 中野城
- 山名城

## 埼玉県

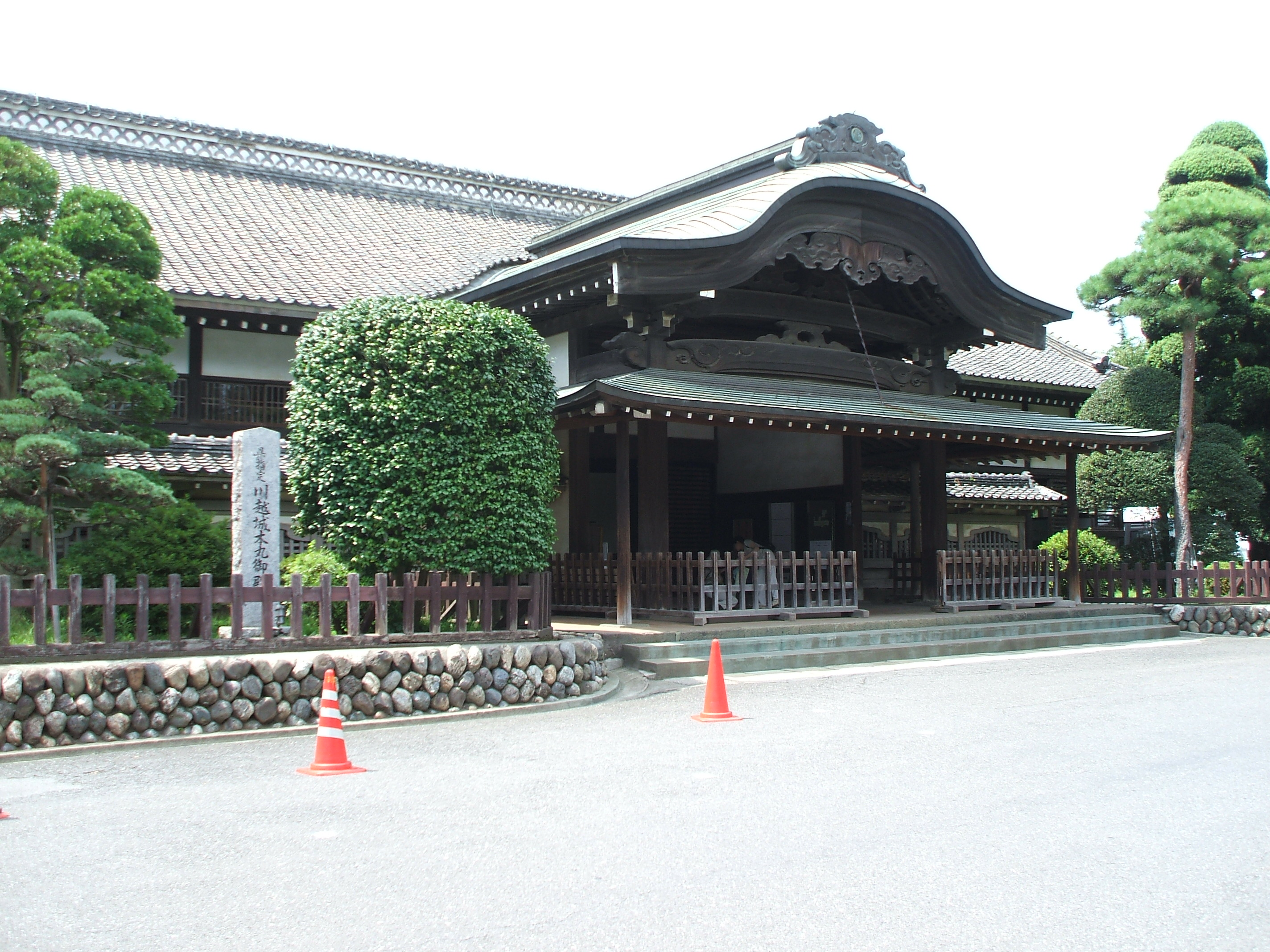
川越城（本丸御殿〈現存〉）

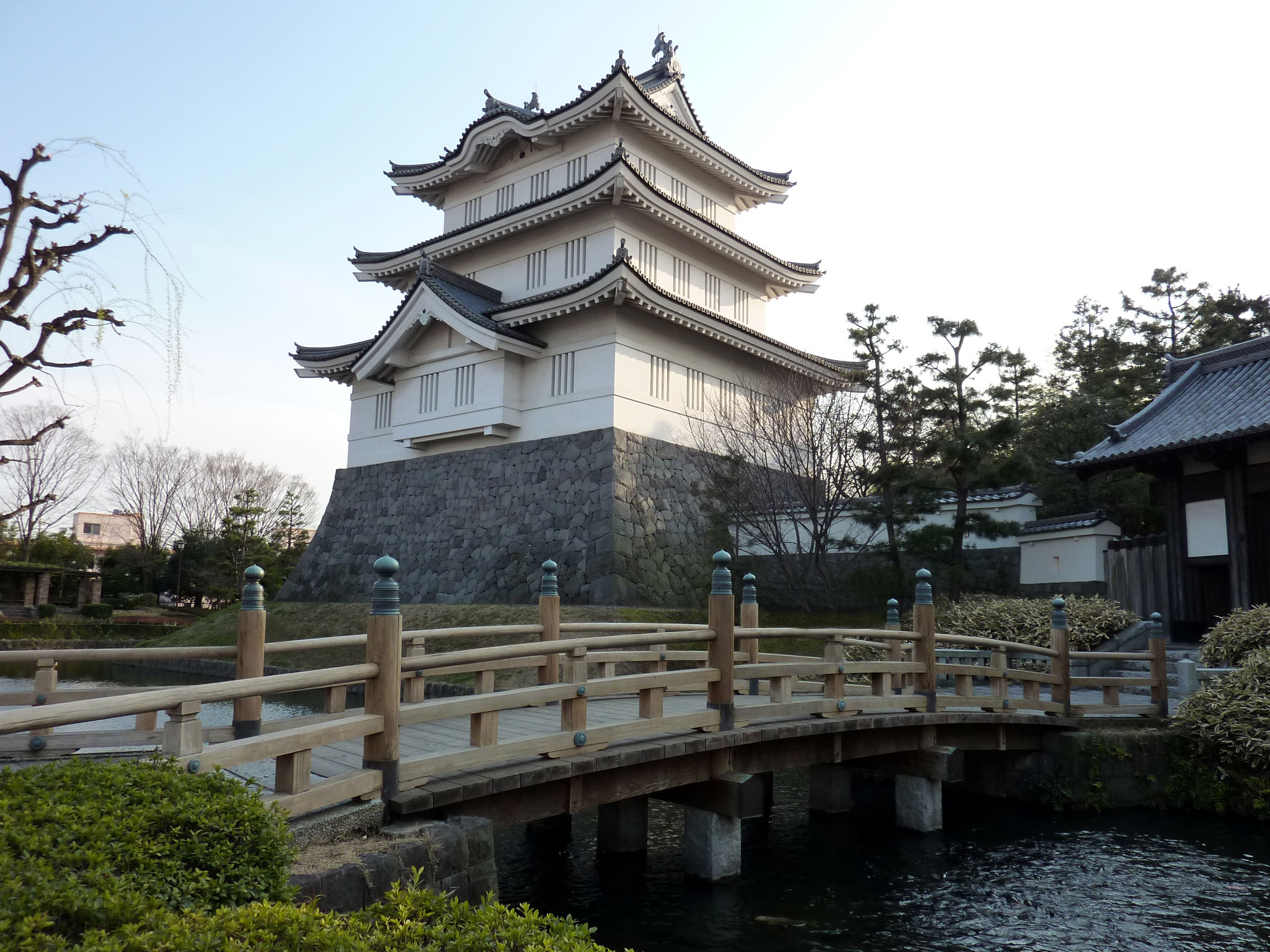
忍城（三重櫓〈復興〉）

- 川越城
- 岩槻城
- 松山城
- 小倉城
- 越畑城
- 柏原城城山砦
- 河越館
- 雉岡城
- 児玉城
- 菖蒲城
- 杉山城
- 高見城
- 天神山城
- 難波田城（南畑城）
- 本庄城
- 松山陣屋
- 毛呂城（山根城）
- 赤山城
- 蕨城
- 真鳥山城
- 領ヶ谷城

- 深谷城
- 鉢形城
- 青鳥城
- 吾那蜆城（大築城）
- 大堀山城
- 忍城
- 騎西城（根古屋城）
- 北秋津城
- 寿能城
- 菅谷館（菅谷城）
- 高坂館
- 滝の城
- 仲山城
- 根古屋城（龍谷城）
- 花崎城
- 花園城
- 羽生城
- 源範頼館
- 石戸城
- 山口城（児泉城）

## 千葉県

### 安房国
- 館山城
- 山下城
- 高月城
- 三原城
- 金山城
- 岡本城

### 上総国
- 勝浦城
- 金山城
- 山田城
- 鶴ヶ城
- 万喜城
- 大多喜城
- 根古屋城
- 佐貫城
- 造海城（百首城）
- 百首城（造海城）
- 飯野陣屋
- 大戸城
- 久留里城
- 千本城
- 真里谷城
- 久保田城
- 蔵波城
- 大網城
- 小西城
- 坂田城
- 高田城
- 宮崎城
- 山中城
- 津辺城
- 富田城
- 成東城
- 松尾城
- 森城
- 今泉城
- 千田城
- 丸山城
- 榎本城
- 高山城
- 一宮城
- 小林城
- 本納城
- 牛久城
- 引田城
- 村上城
- 椎津城

### 下総国

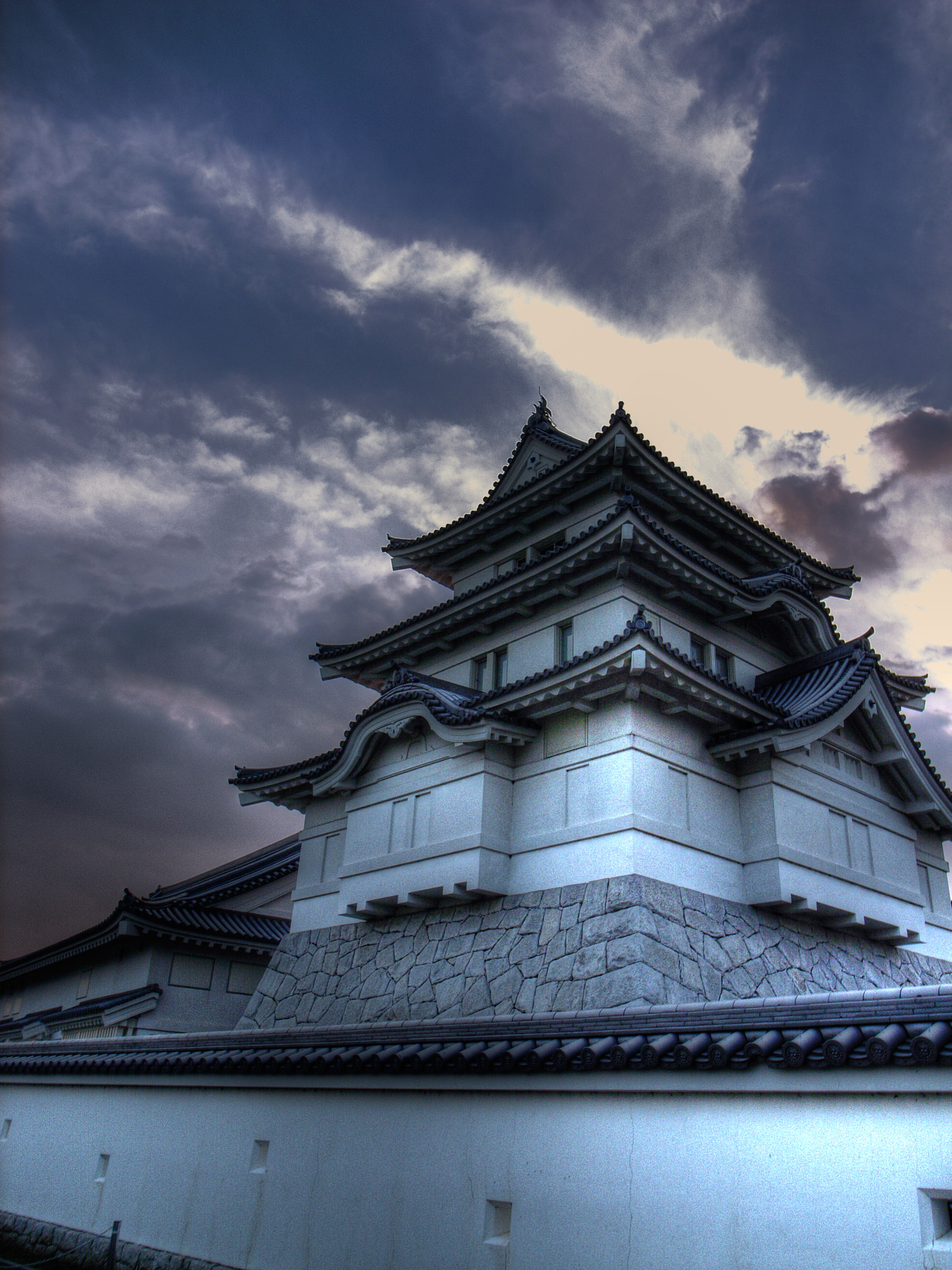
関宿城（天守〈模擬〉）

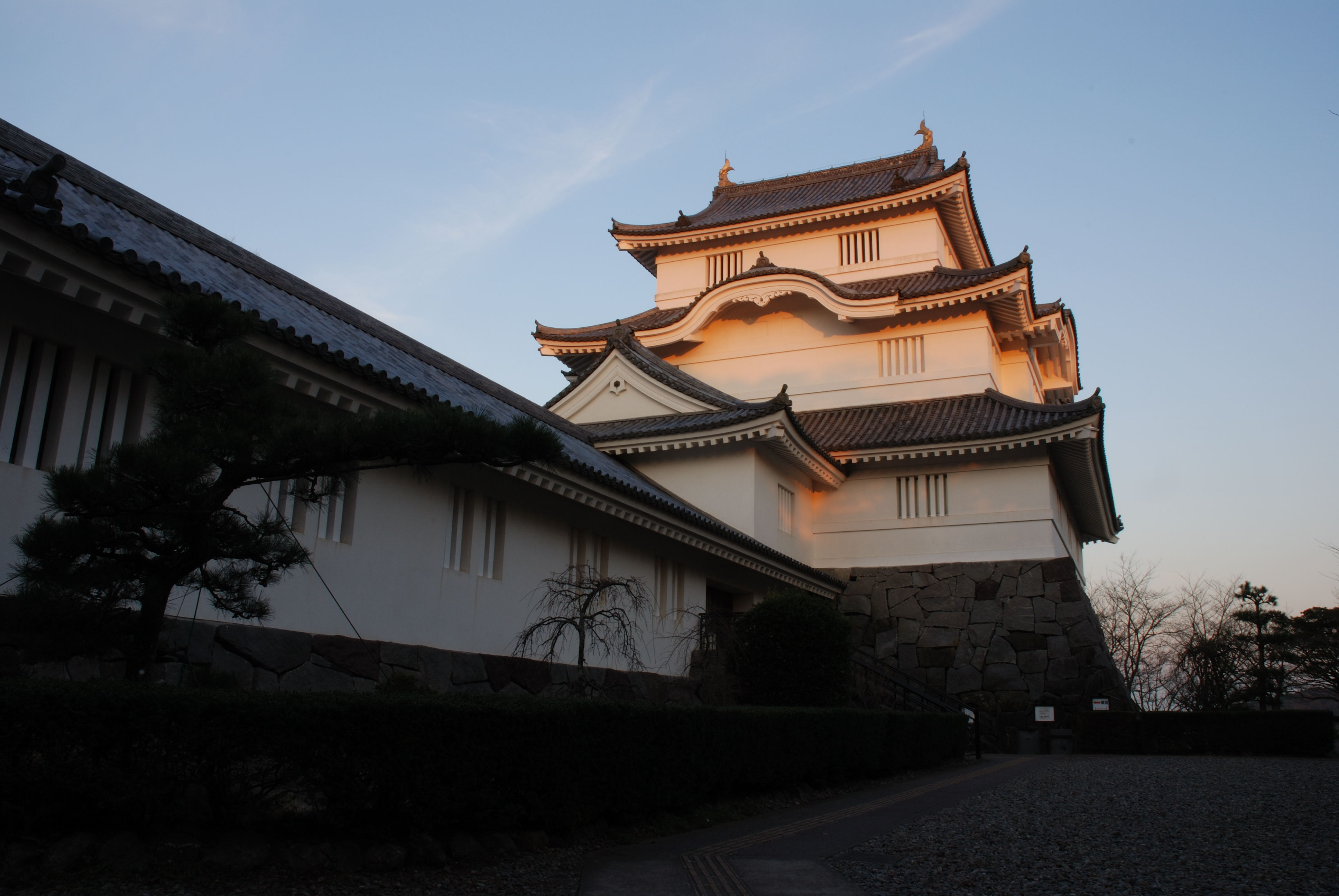
大多喜城（天守〈模擬〉）

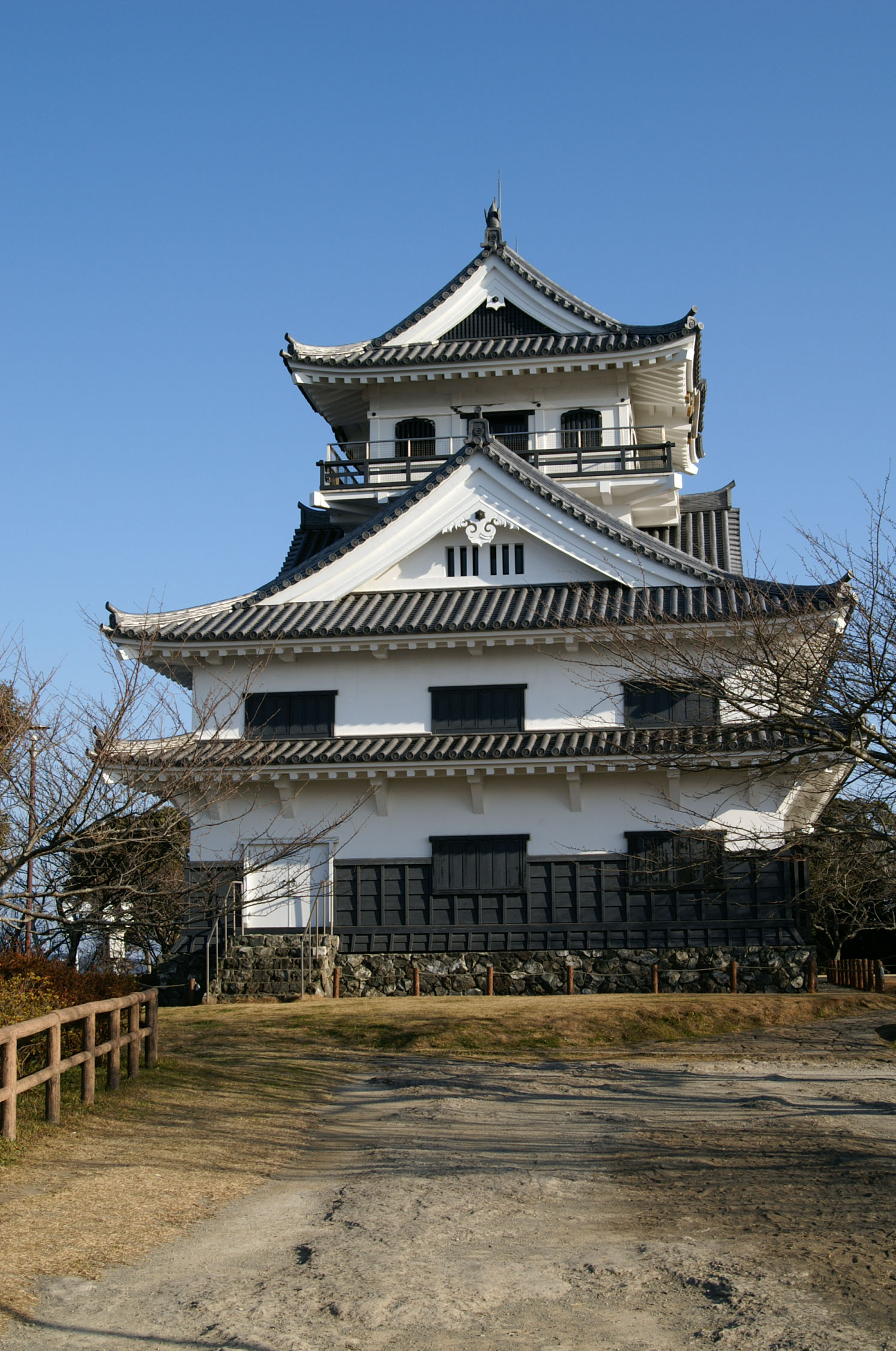
館山城（天守〈模擬〉）

- 佐倉城
- 本佐倉城
- 大椎城
- 小弓城
- 亥鼻城
- 土気城
- 馬加城
- 生実城
- 高品城
- 栄福寺館
- 大草城
- 千葉御茶屋御殿
- 金堀城
- 中山城（内山城）
- 鷺沼城
- 実籾城
- 米本城
- 小林城
- 臼井城
- 飯野城
- 高岡城
- 長沼城
- 鷺山城
- 中野城
- 矢作城（大崎城）
- 大戸城
- 山崎城
- 白井城
- 長岡城
- 牛尾城
- 今泉城
- 和田城
- 高根城
- 金杉城
- 米ケ崎城
- 夏見城
- 大野城
- 国府台城
- 国分城
- 深井城
- 関宿城
- 増尾城
- 松戸城
- 栗ケ沢城
- 根木内城
- 小金城
- 手賀城
- 我孫子城
- 中峠城（芝原城）
- 根戸城
- 久寺家城
- 布佐城（和田城）
- 柴崎城
- 佐津間城
- 法華坊館
- 羽黒前館
- 新木城
- 芝崎城

## 東京都
- 江戸城（皇居）
- 赤塚城
- 奥沢城
- 小田野城
- 片倉城
- 勝沼城
- 辛垣城
- 品川台場
- 渋谷城（金王丸城）
- 志村城（板橋城・篠田城）
- 石神井城
- 深大寺城
- 世田谷城

- 八王子城
- 浄福寺城
- 高月城
- 滝山城
- 戸倉城
- 練馬城
- 初沢城
- 平塚城
- 小野路城
- 元木山城
- 成瀬城

### 下総国（西部）

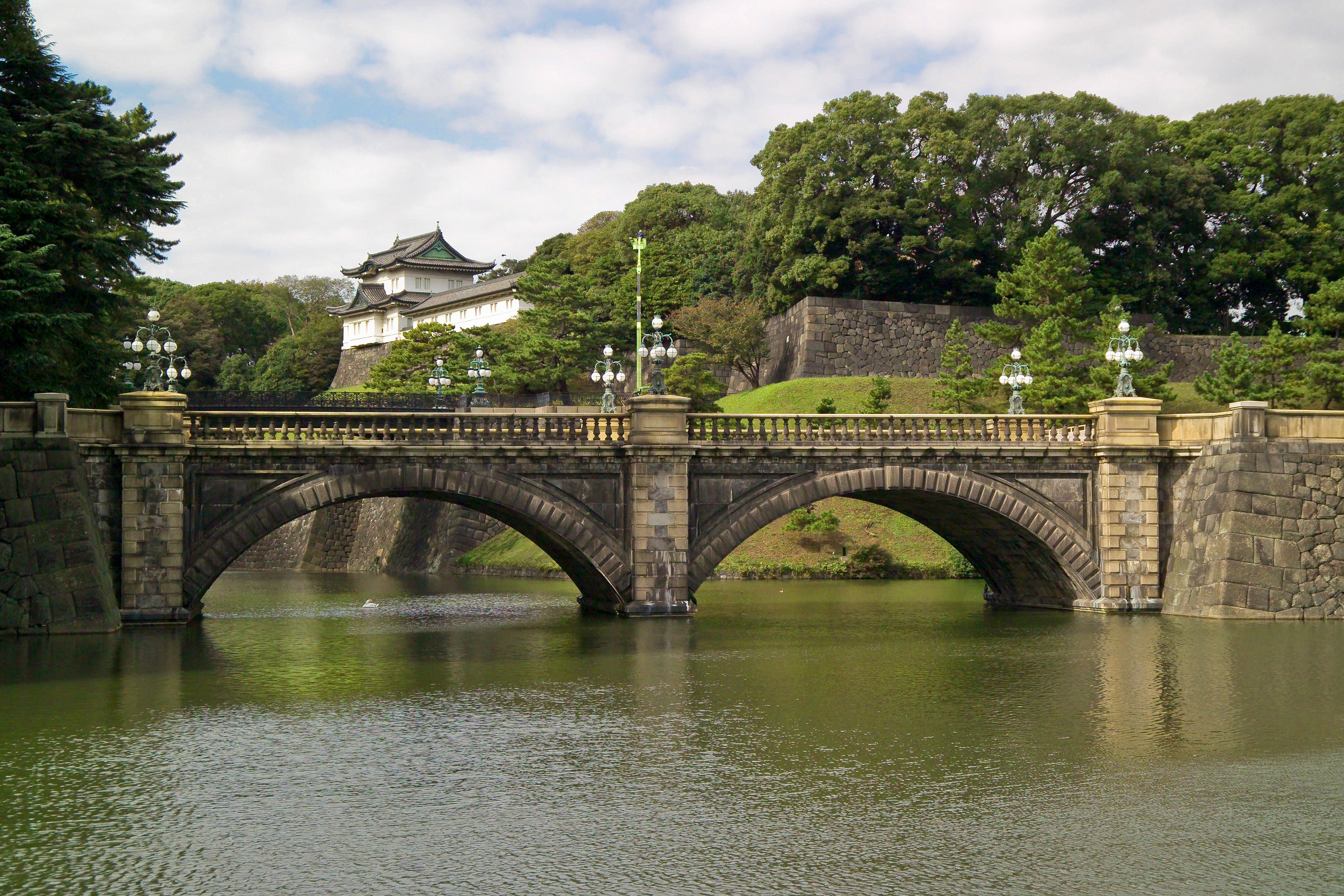
江戸城（正門石橋と伏見櫓）

- 葛西城

## 神奈川県

### 相模国
- 小田原城
- 足柄城
- 進士ヶ城
- 鷹ノ巣城
- 岡崎城
- 住吉城
- 玉縄城
- 浦賀城
- 三崎城
- 鎌倉城
- 津久井城
- 石垣山城（石垣山一夜城）
- 大庭城
- 河村城
- 衣笠城
- 佐原城
- 深見城
- 淵野辺城
- 荻野山中陣屋

### 武蔵国

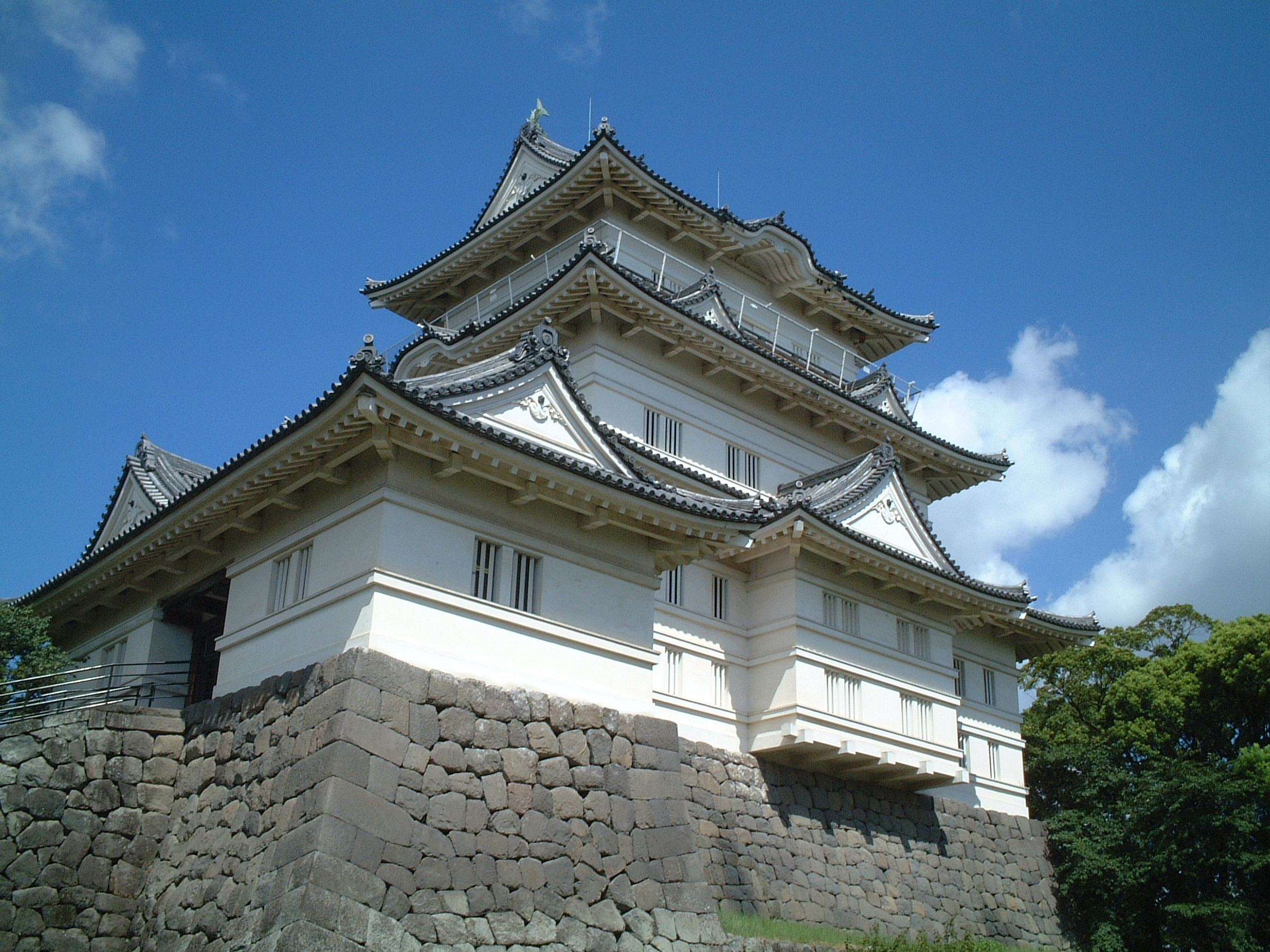
小田原城（天守〈復興〉）

- 枡形城
- 小沢城
- 寺尾城〈川崎市〉
- 寺尾城〈横浜市〉
- 荏田城
- 小机城
- 篠原城
- 笹下城
- 野庭関城
- 榎下城
- 茅ヶ崎城
- 大塚・歳勝土遺跡
- 磯子城
- 蒔田城
- 岡津城
- 青木城
- 権現山城

## 新潟県

### 越後国
- 春日山城
- 福島城（越後福嶋城）
- 高田城（鮫ケ城）
- 北条城
- 長岡城
- 勝山城（落水城）
- 清崎城（糸魚川城）
- 渟足柵
- 沼垂城
- 磐舟柵
- 村上城（本庄城・舞鶴城）
- 鳥坂城
- 栖吉城
- 栃尾城（舞鶴城）
- 蔵王堂城
- 新潟城
- 木場城
- 蒲原津城
- 上杉館（御館）
- 根知城
- 猿毛城
- 下田城
- 畑野城（熊谷城）
- 上条城
- 新発田城（菖蒲城）

- 村松城
- 三条城
- 津川城（麒麟山城）
- 赤谷城
- 五十公野城
- 箕冠城
- 本与板城
- 与板城（直江城・直江山城）
- 与板陣屋（与板城）
- 赤田城
- 新津城
- 田中城
- 鮫ヶ尾城
- 坂戸城
- 平林城
- 雁金城
- 安田城〈刈羽郡〉
- 安田城〈蒲原郡〉
- 天神山城
- 長峰城

### 佐渡国

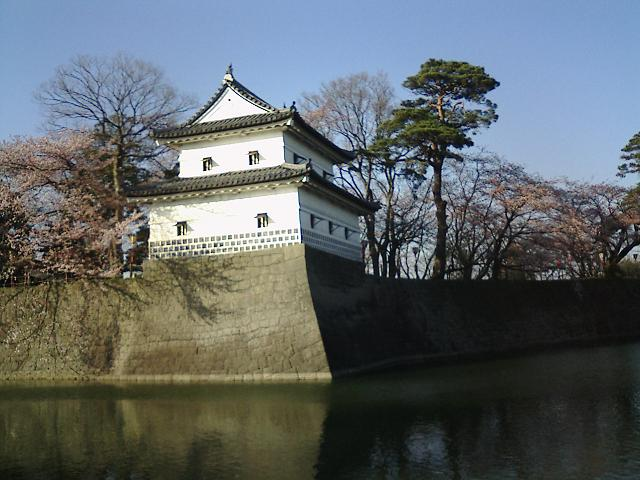
新発田城（二の丸隅櫓〈現存・国重文〉）

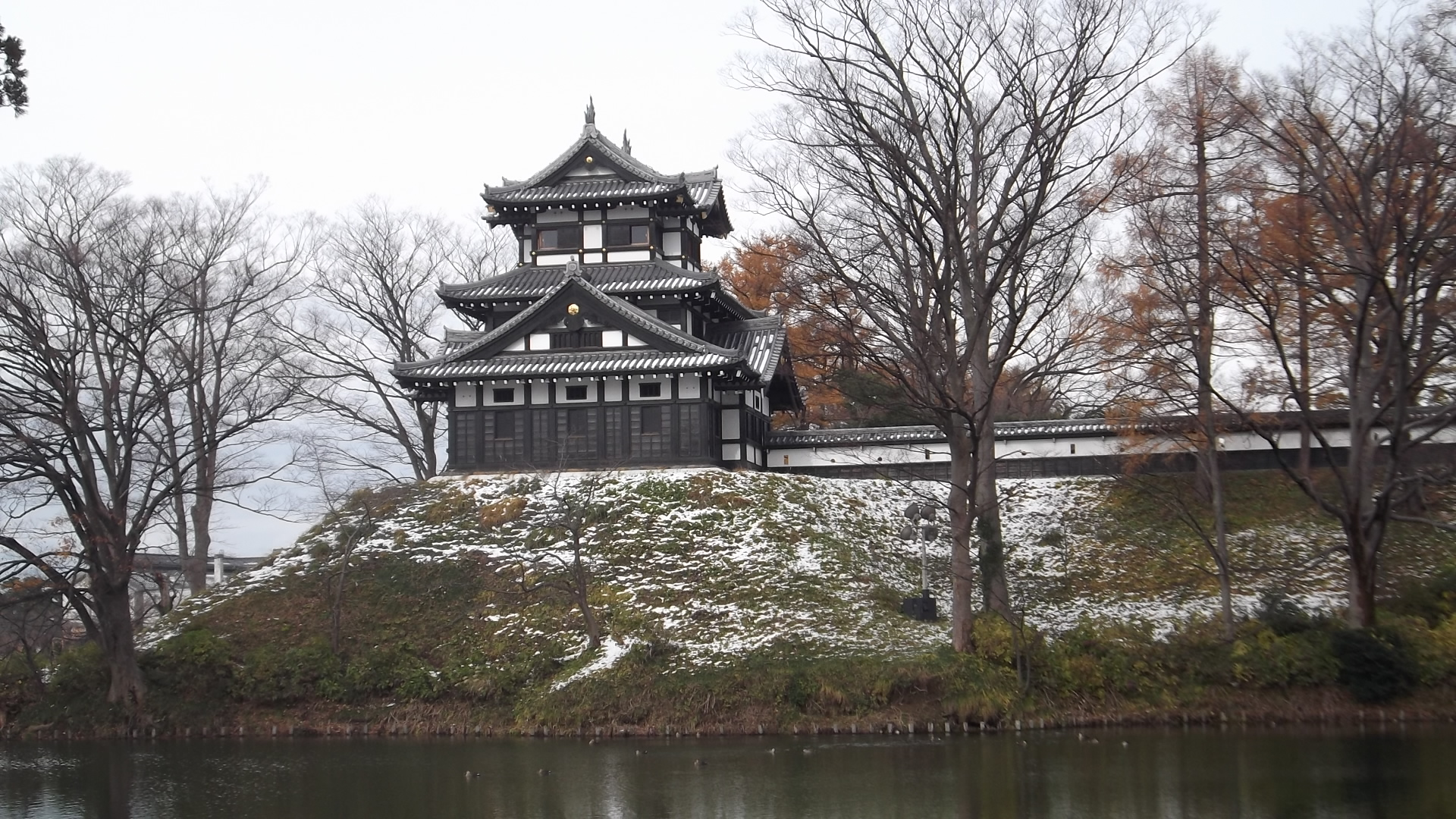
高田城（三重櫓〈復興〉・新潟県上越市）

- 羽茂城
- 雑太城
- 新穂城
- 河原田城（獅子ヶ城）

## 富山県

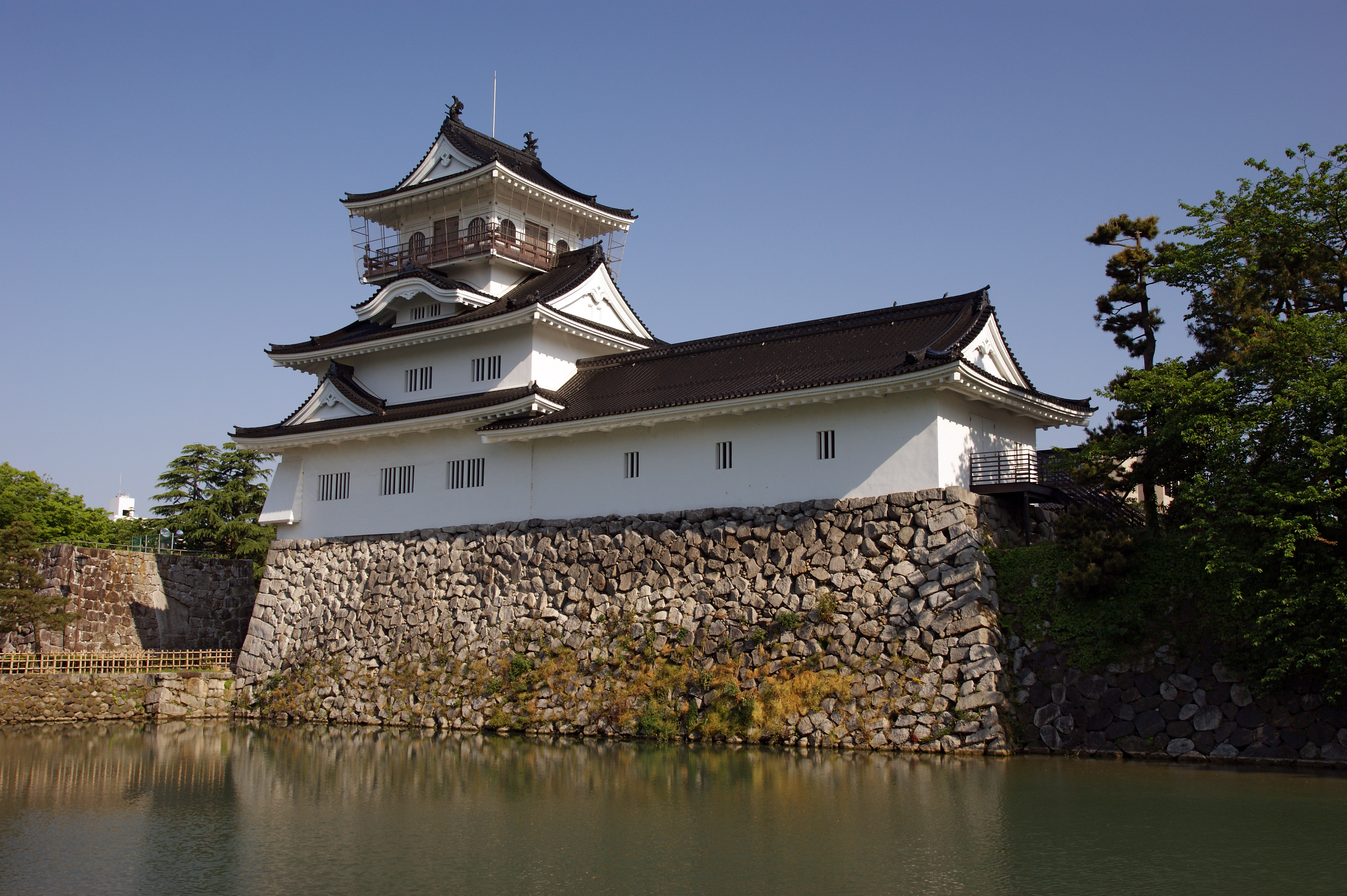
富山城（天守〈模擬〉）

- 富山城
- 阿尾城
- 安楽寺城
- 安田城
- 安養寺城
- 井口城
- 井波城
- 一乗寺城
- 猿倉城
- 鴨城
- 岩木城
- 願海寺城
- 宮崎城
- 弓庄城
- 松倉城
- 魚津城
- 天神山城
- 源氏ヶ峰城
- 古国府城
- 御峰城（土山御坊）
- 今石動城
- 今泉城
- 寺家新屋敷館
- 柴田屋館
- 守山城
- 増山城
- 宗守館
- 小出城
- 庄ノ城（壇城）
- 上見城

- 城生城
- 高岡城
- 城端城
- 赤丸城
- 千代ヶ様城
- 浅井城（丸山城）〈礪波郡〉
- 浅井城〈射水郡〉
- 太田本郷城
- 大村城
- 大峪城
- 池田城〈射水郡〉
- 池田城〈新川郡〉
- 中村山城
- 長沢西城
- 長沢東城
- 湯山城（森寺城）
- 道坪野城
- 日宮城（火宮城）
- 日方江城
- 白鳥城
- 飯久保城
- 富崎城
- 布市城
- 福光城
- 放生津城
- 名畑城
- 木舟城
- 野尻城
- 蓮沼城

## 石川県

### 加賀国
- 金沢城（尾山御坊）
- 小松城
- 大聖寺城
- 松任城
- 鳥越城
- 二曲城
- 津幡城
- 高尾城
- 松根城
- 朝日山城
- 岩倉城
- 荒山城
- 日谷城
- 今江城
- 虚空蔵城
- 南郷城
- 檜谷城
- 柏野城
- 高松城
- 森城
- 多田城
- 舟岡城
- 竹橋城
- 堅田城
- 一瀬城

### 能登国

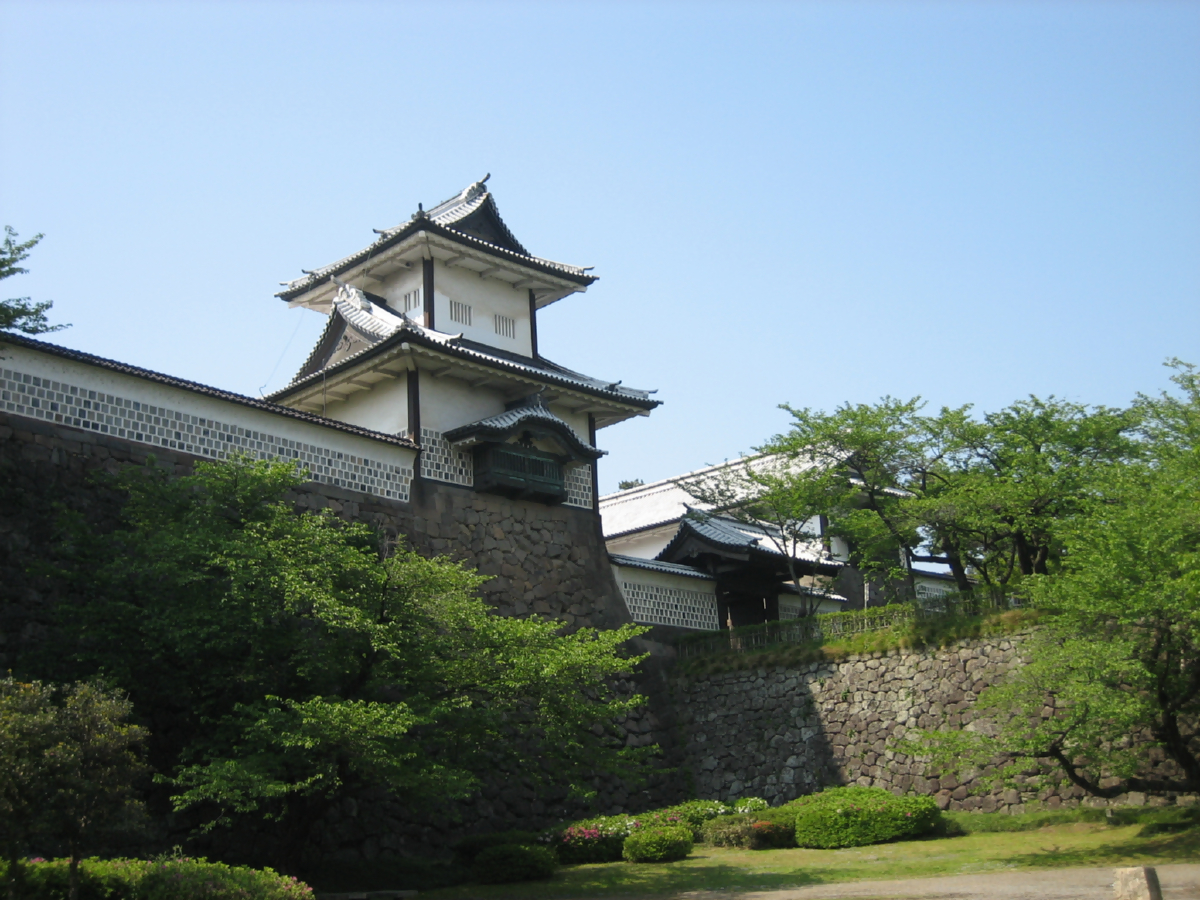
金沢城（石川門〈現存・国重文〉）

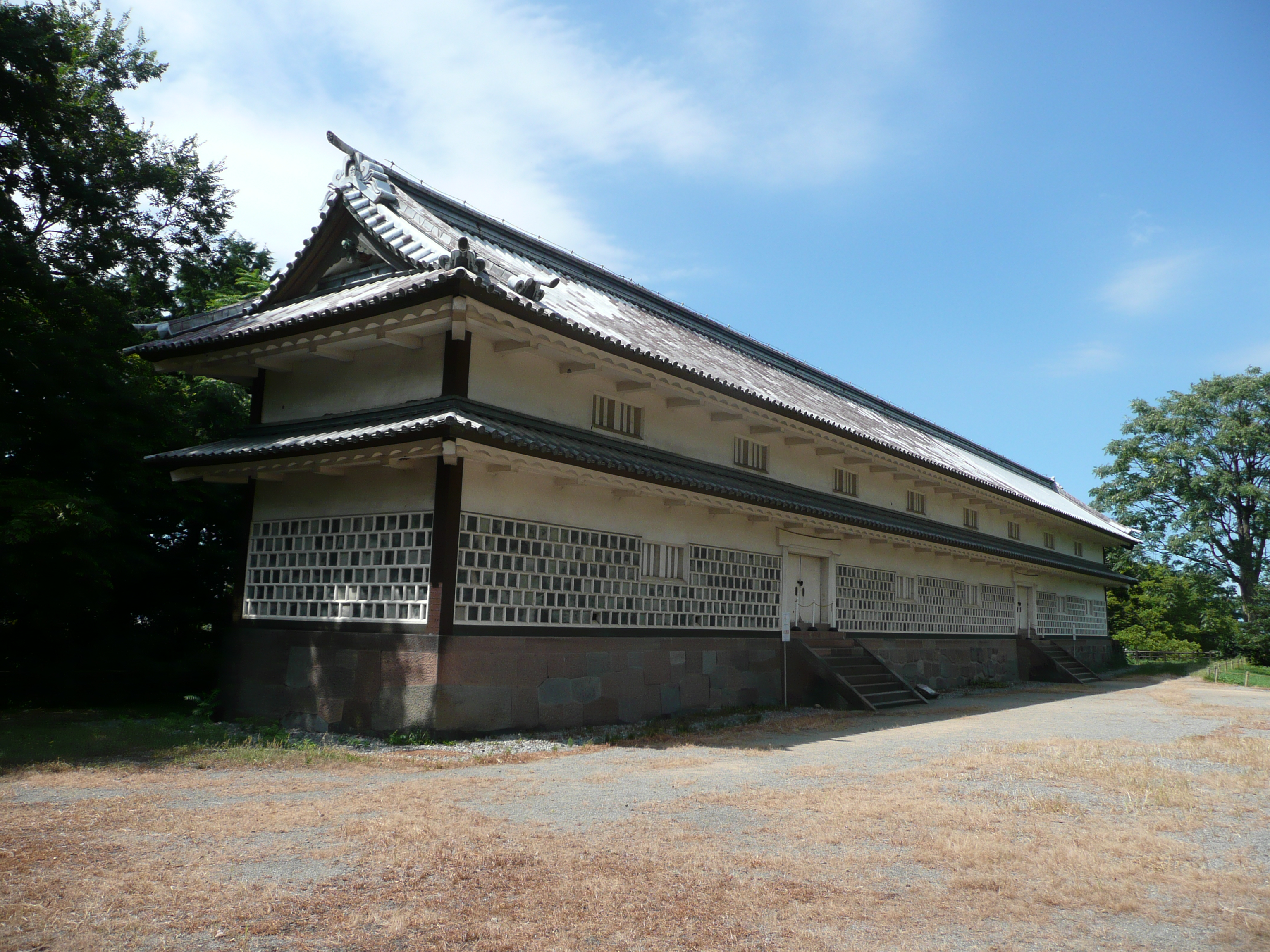
金沢城（三十間長屋〈現存・国重文〉）

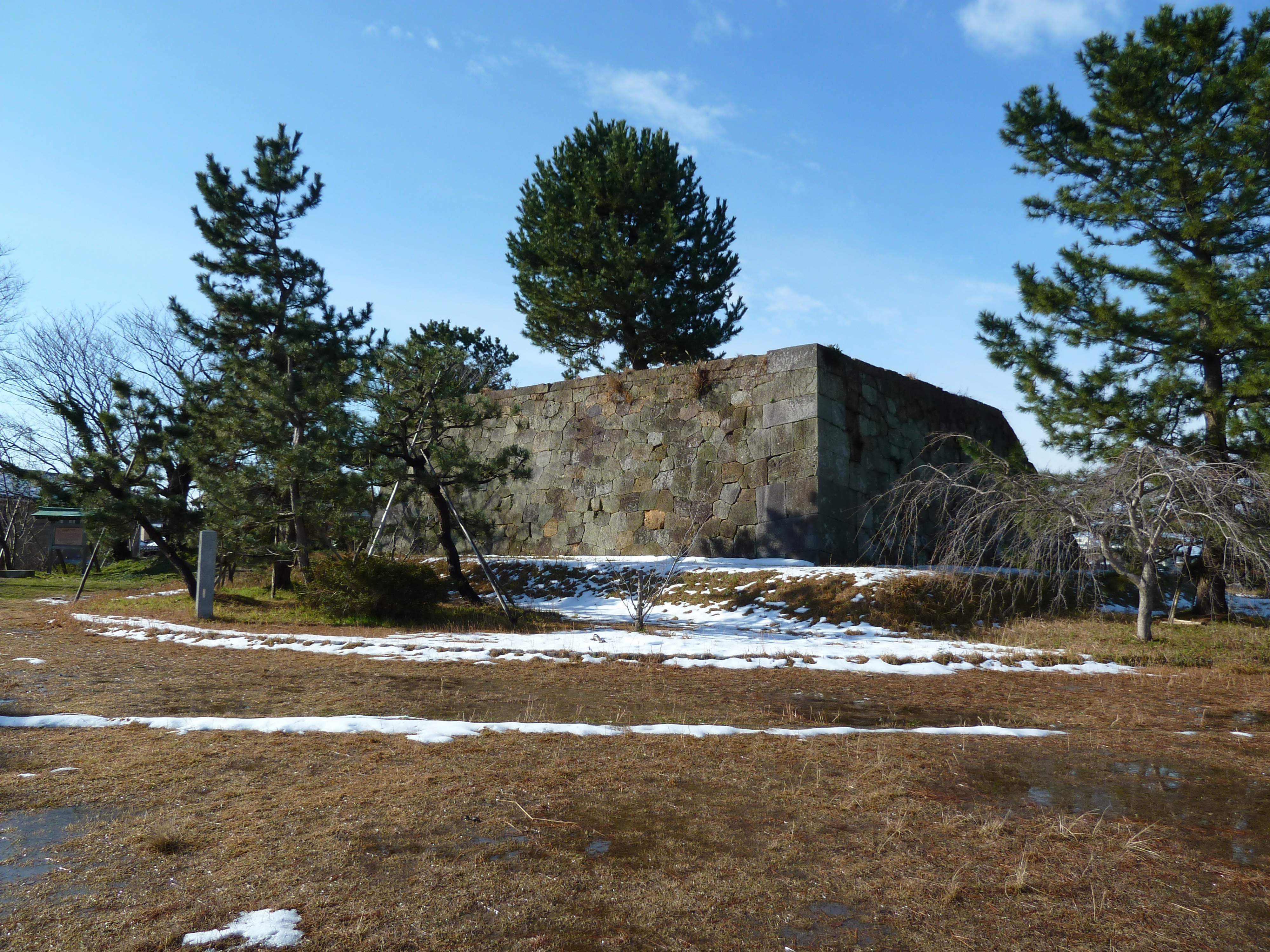
小松城天守台

- 七尾城
- 小丸山城
- 末森城
- 穴水城
- 天堂城
- 崎山城
- 末吉城
- 松波城
- 正院川尻城
- 飯田城
- 甲山城
- 幾保比城
- 石動山城
- 棚木城
- 荒屋城
- 棚懸城
- 勝山城
- 荒山城
- 金丸城
- 柴峠砦
- 三日城
- 新宮城
- 富来城
- 木尾嶽城

## 福井県

### 越前国
- 一乗谷城
- 福井城（北ノ庄城）
- 金ヶ崎城
- 敦賀城
- 疋壇城（塩山城）
- 玄蕃尾城（内中尾山城）
- 丸岡城
- 杣山城
- 小丸城
- 大野城
- 勝山城
- 三国湊城

### 若狭国

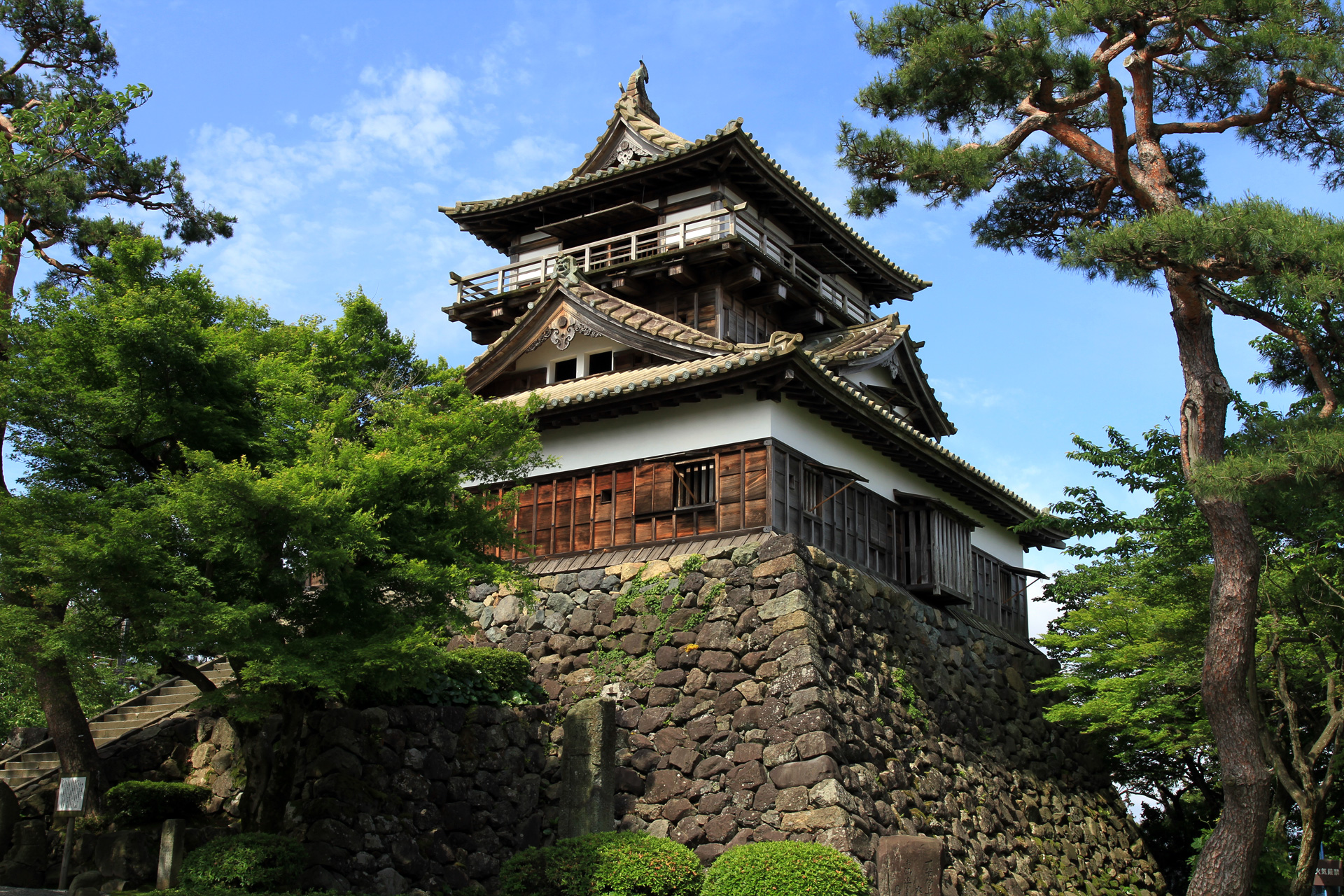
丸岡城（天守〈現存・国重文〉）

- 後瀬山城
- 小浜城
- 国吉城
- 高浜城
- 箱ヶ岳城

## 山梨県

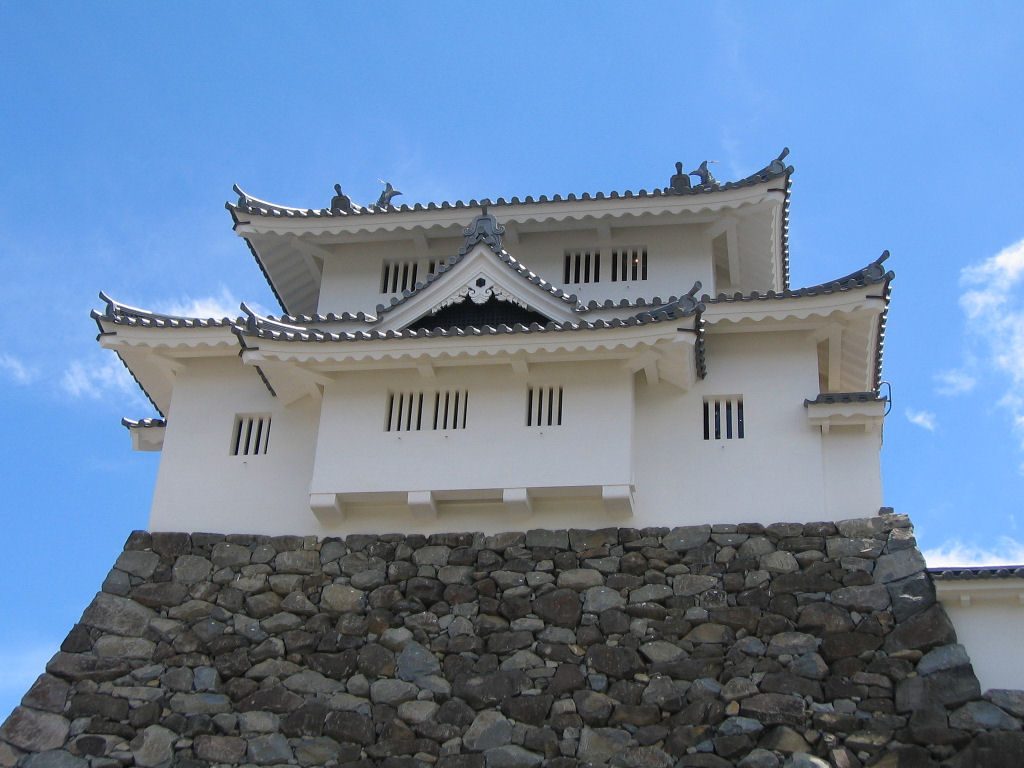
甲府城（稲荷櫓〈復元〉）

- 躑躅ヶ崎館（武田氏館）
- 甲府城（舞鶴城・一条小山城・府中城）
- 新府城
- 白山城
- 能見城
- 勝沼氏館
- 谷村城（谷村館）
- 上野原城

- 岩殿山城
- 小山城
- 勝山城〈都留郡〉
- 勝山城〈八代郡〉
- 要害山城（積翠寺城）
- 若神子城
- 谷戸城
- 御坂城

## 長野県

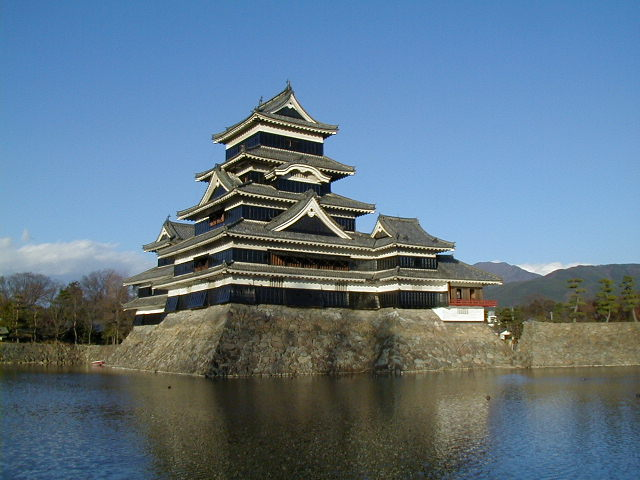
松本城（天守群〈現存・国宝〉）

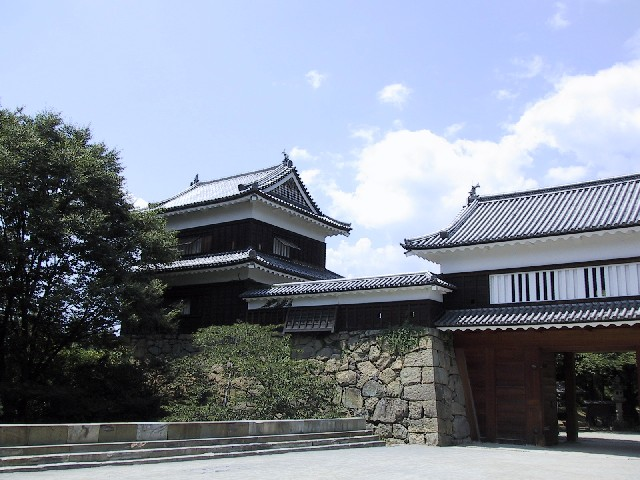
上田城（丸南櫓と東虎口櫓〈現存・長野県重文〉）

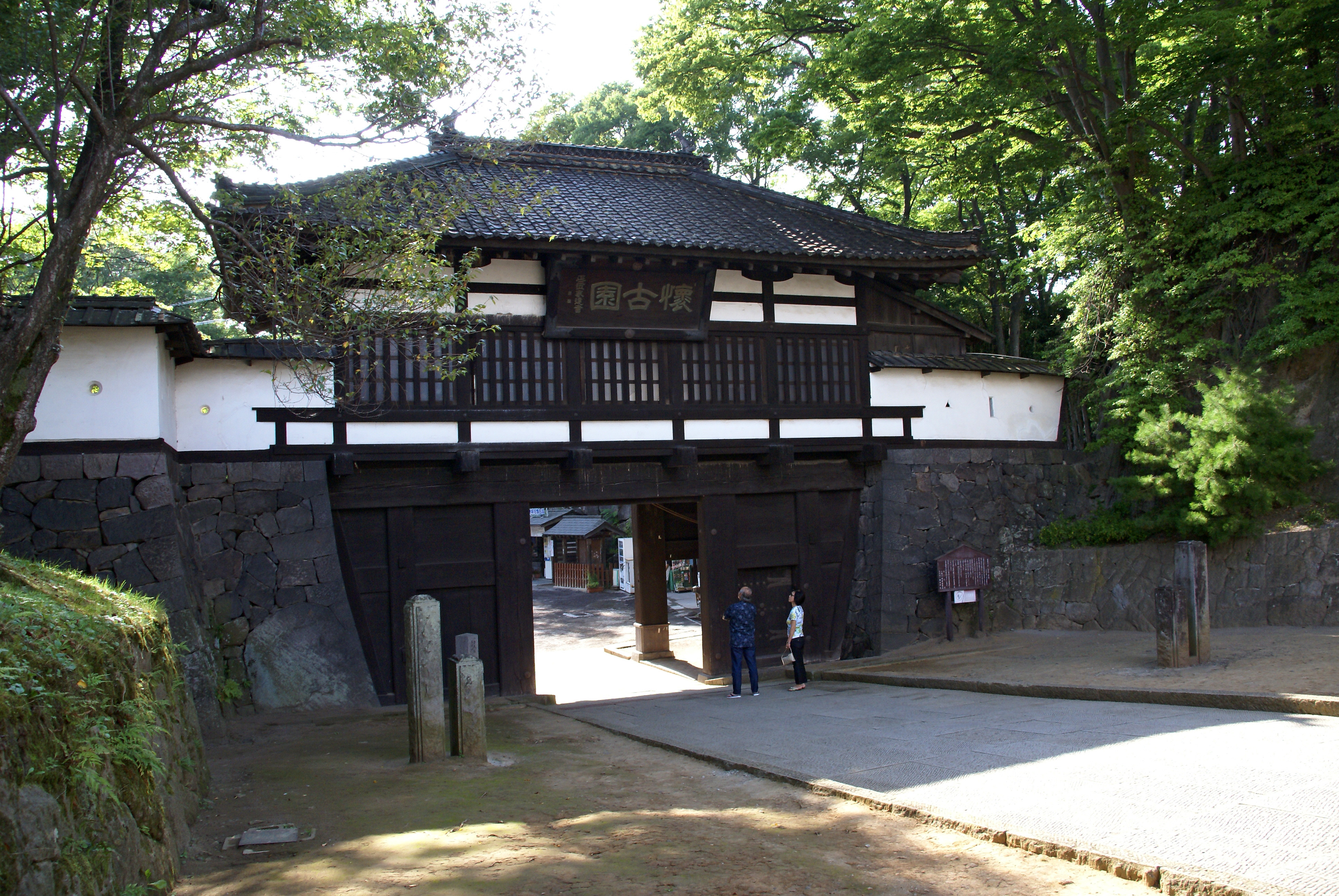
小諸城（三の門）〈現存・国重文〉

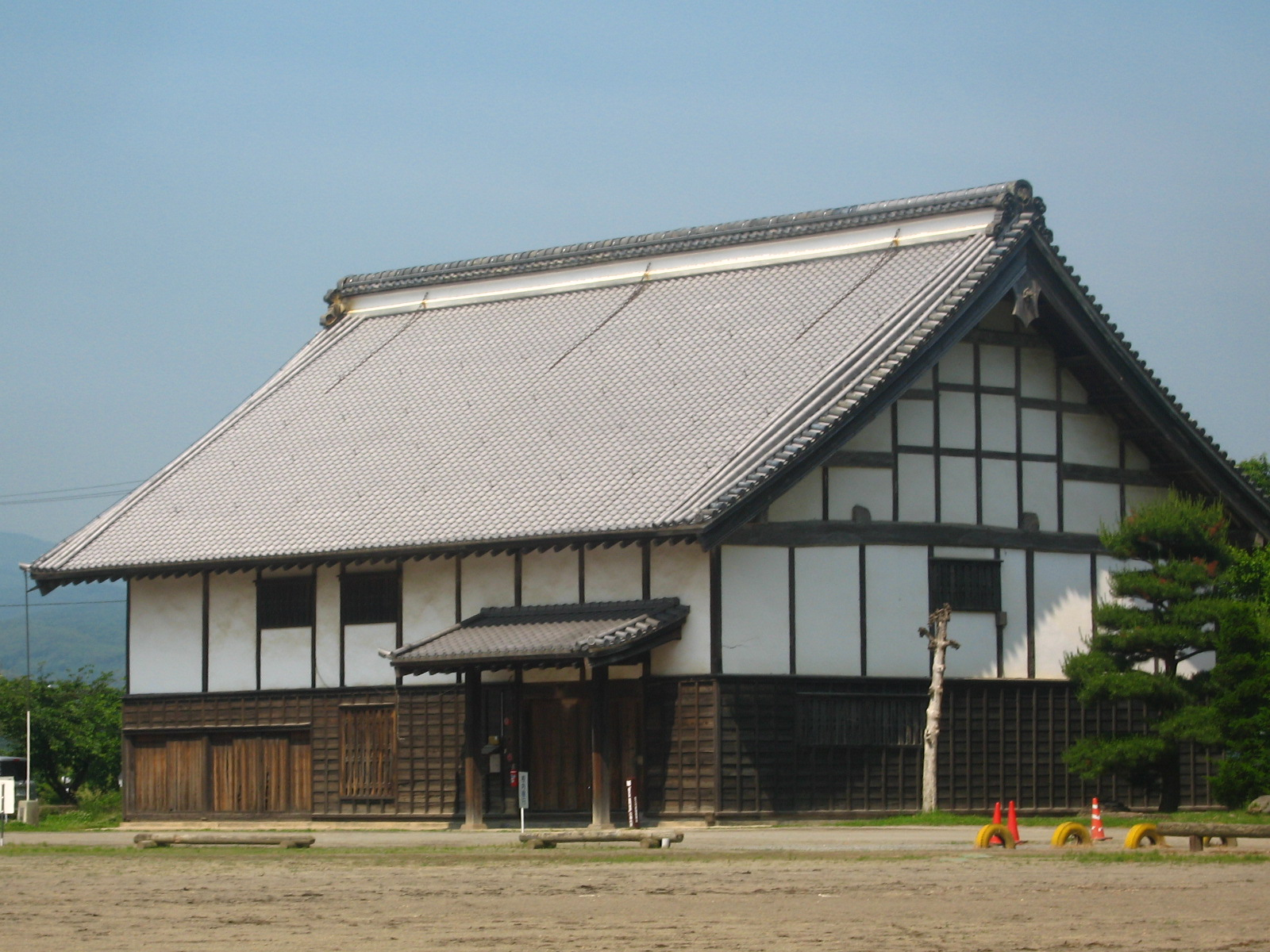
龍岡城（龍岡城御台所櫓〈現存〉）

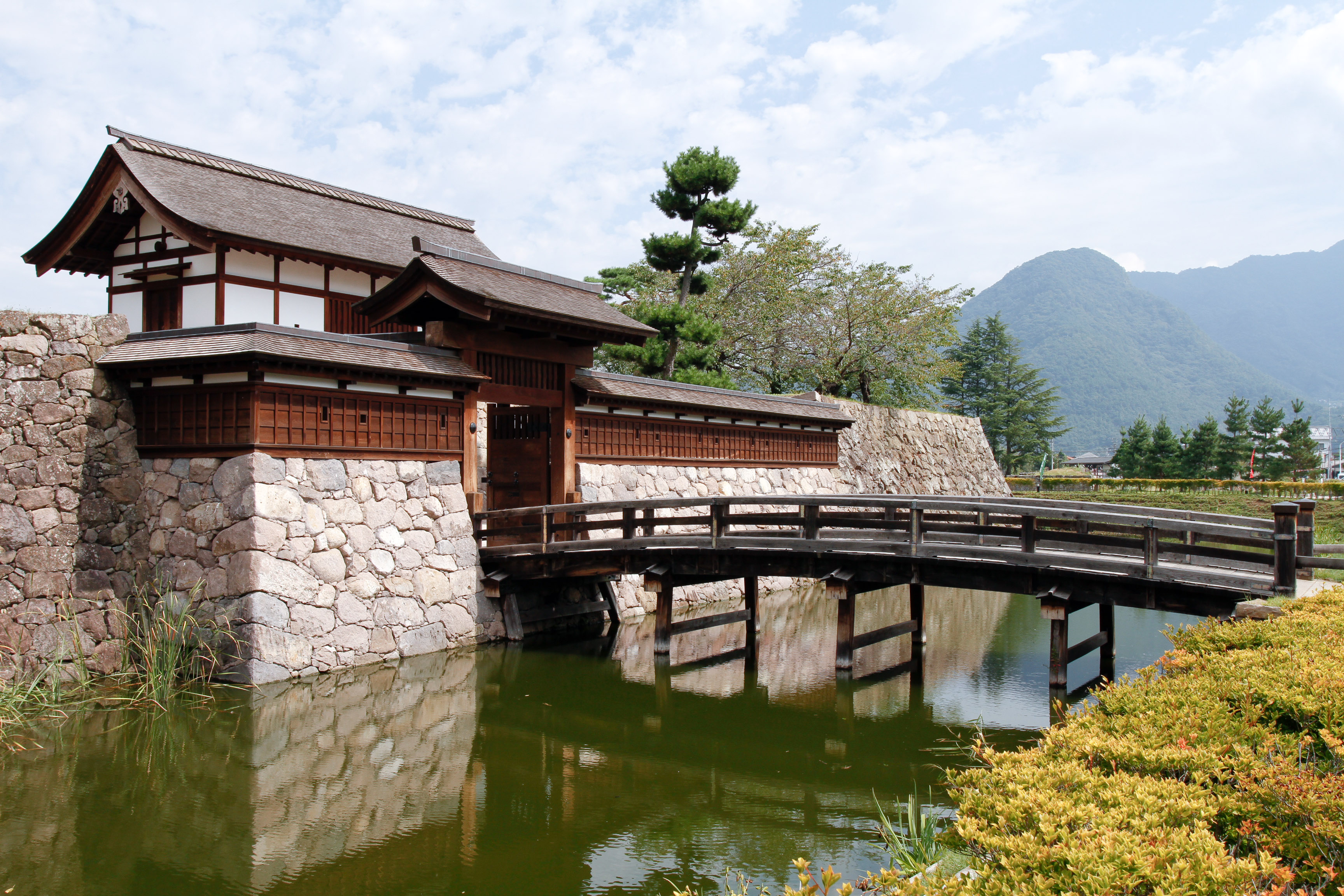
松代城（太鼓門〈復元〉）

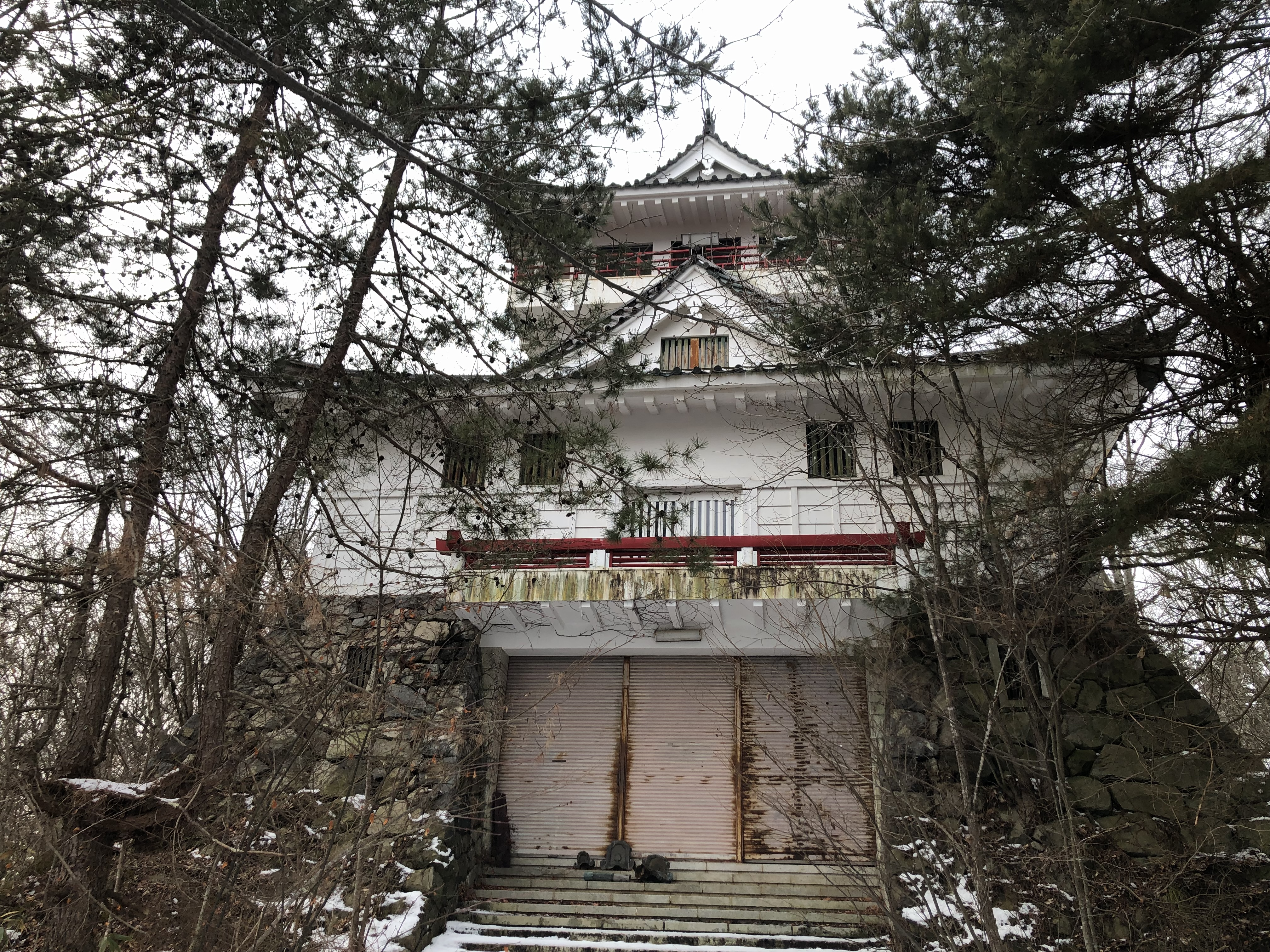
大峰城（天守〈模擬〉）

- 松本城（深志城）
- 上田城
- 小諸城
- 林城
- 井川館（井川城）
- 桐原城
- 山家城
- 埴原城
- 村井城（小屋城）
- 青柳城
- 大峰城
- 麻績城
- 塔原城
- 光城
- 田沢城
- 上ノ山城
- 妙義山城
- 平瀬城
- 小岩嶽城
- 等々力城
- 森城
- 真田本城（松尾城）
- 塩田城
- 岡城
- 丸子城
- 長窪城
- 内山城
- 志賀城
- 海ノ口城
- 春日城〈伊那郡〉
- 龍岡城
- 戸石城（砥石城）
- 尼巌城
- 井上城
- 葛山城
- 旭山城
- 横田城
- 横山城
- 栗田城
- 生仁城
- 霞城
- 室賀城（原畑城・笹洞城）
- 前山城
- 須田城

- 松代城（海津城）
- 高遠城
- 塩崎城
- 清滝城
- 髻山城
- 長沼城
- 吉窪城
- 葛尾城
- 屋代城
- 荒砥城
- 鷲尾城
- 牧之島城
- 古山城
- 割ヶ嶽城
- 飯山城
- 高梨氏館（高梨城）
- 鴨ヶ嶽城
- 内池館（市河氏館）
- 上原城
- 桑原城（高戸屋城）
- 高島城
- 有賀城
- 望月城
- 春日城〈佐久郡〉
- 春山城
- 福与城
- 松川福与城
- 箕輪城
- 飯田城
- 鈴岡城
- 松尾城
- 片切城（舟山城）
- 大嶋城
- 名子城
- 松岡城
- 吉岡城
- 神之峰城
- 知久平城
- 道本城
- 福島城（木曽福島城）
- 妻籠城
- 矢筒城

## 岐阜県

### 美濃国

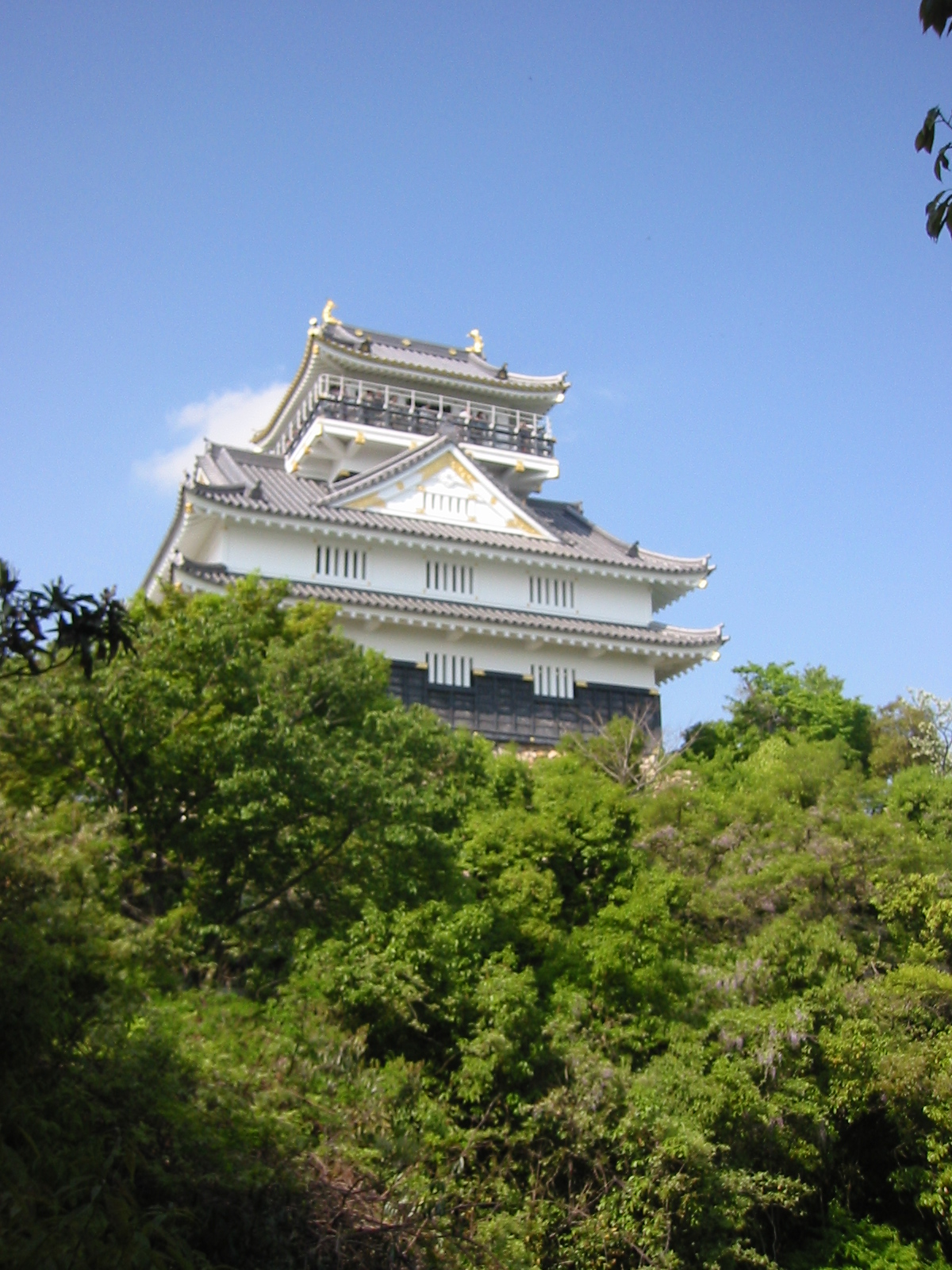
岐阜城（天守〈復興〉）

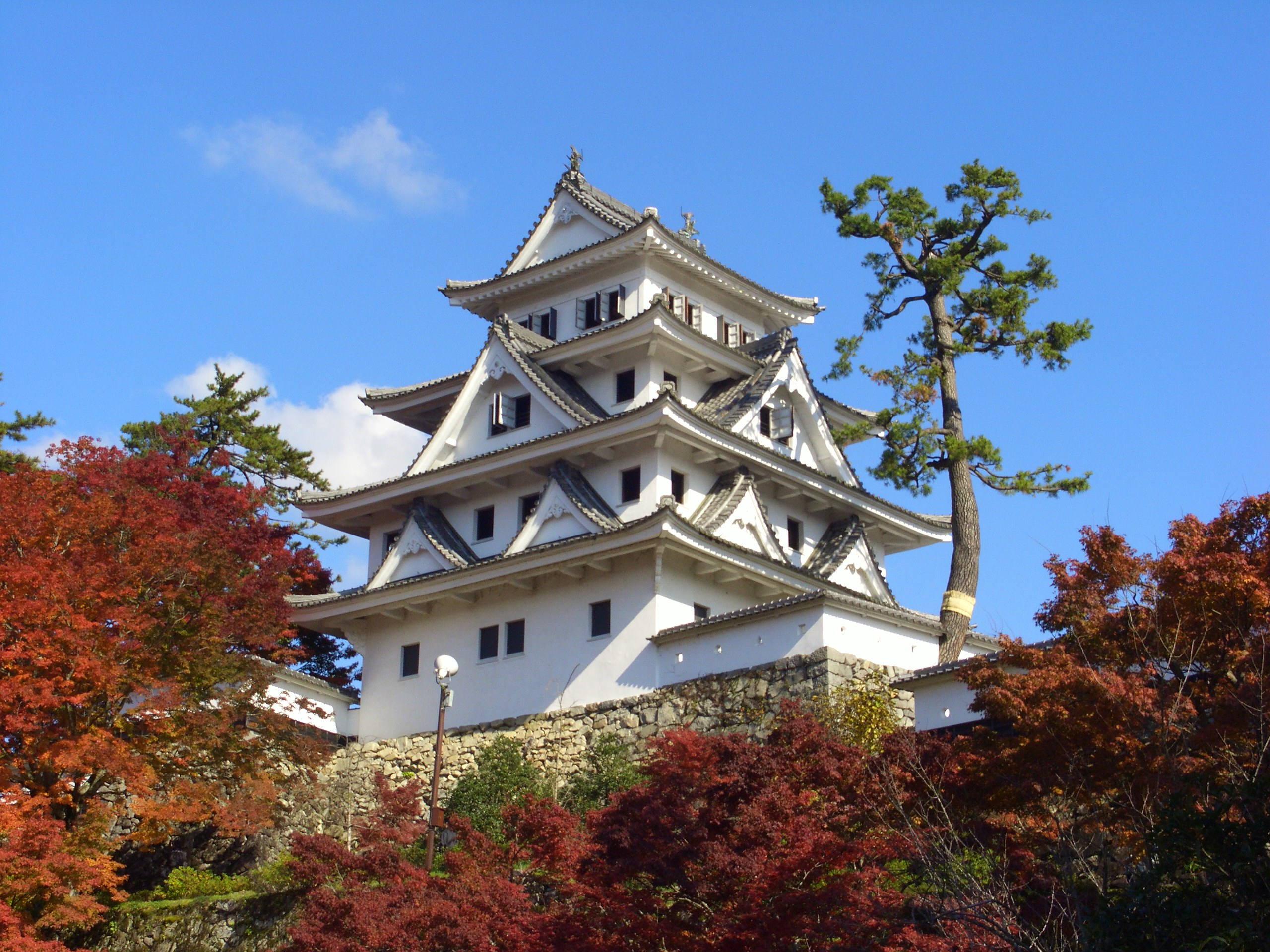
郡上八幡城（天守〈木造模擬〉）

- 岐阜城
- 郡上八幡城
- 阿木城
- 伊木山城
- 一柳城
- 鵜沼城
- 猿啄城
- 下切館
- 加治田城
- 加納城
- 革手城
- 刈安城
- 関城
- 岩村城
- 顔戸城
- 久々城
- 久々利城
- 金山城
- 戸狩城
- 広恵寺城
- 高桑城
- 黒野城
- 今城
- 根本城
- 池田城
- 城の坂遺跡
- 笠原城
- 妻木城
- 細野城
- 鷺山城
- 三井城
- 山口城
- 篠脇城
- 十七条城
- 小原城
- 小倉山城
- 小野城
- 迫間城
- 八幡山城
- 小里城
- 和知城
- 鉈尾山城
- 松尾山城
- 田口城
- 玉城

- 大垣城
- 上茜部城
- 跡部城
- 川手城
- 川田城
- 曽根城
- 太平城
- 大桑城
- 大森城
- 竹ヶ鼻城
- 長山城
- 長森城
- 椎倉城
- 鶴ヶ城
- 赤谷山城
- 東殿山城
- 杉原砦
- 小島城
- 堂洞城
- 八神城
- 飯羽間城
- 苗木城
- 伏屋城
- 米田城
- 片山城
- 菩提山城
- 岩手城
- 垂井城
- 北方城
- 墨俣城
- 本郷城
- 小寺城
- 片山城
- 池田城
- 太郎ヶ城
- 本城山城
- 無動寺城
- 明知城
- 明智城
- 毛利山城
- 柳津城
- 揖斐城
- 和知城
- 掛洞城

### 飛騨国
- 帰雲城
- 向小島城
- 広瀬城
- 江馬氏下館
- 高原諏訪城
- 高山城
- 桜洞城
- 山下城
- 土城
- 洞城
- 寺林城
- 政元城
- 牧戸城

- 小島城
- 古川城
- 松倉城
- 野口城
- 神岡城
- 増島城
- 東町城
- 萩原諏訪城
- 荻町城
- 尾崎城
- 傘松城
- 石神城
- 向牧戸城

#### 信濃国（一部）
- 馬籠城

#### 尾張国（一部）
- 松倉城
- 田代城

## 静岡県

### 駿河国
- 花沢城
- 田中城
- 持船城
- 丸子城
- 駿府城
- 久能城（久能山城）
- 江尻城
- 興津城（横山城）
- 蒲原城
- 大宮城（富士城）
- 興国寺城
- 沼津城
- 三枚橋城
- 長久保城
- 葛山城
- 深沢城

### 伊豆国
- 韮山城（龍城）
- 山中城
- 深根城
- 高谷城
- 鎌田城
- 下田城（鵜島城）
- 長浜城
- 戸倉城

### 遠江国

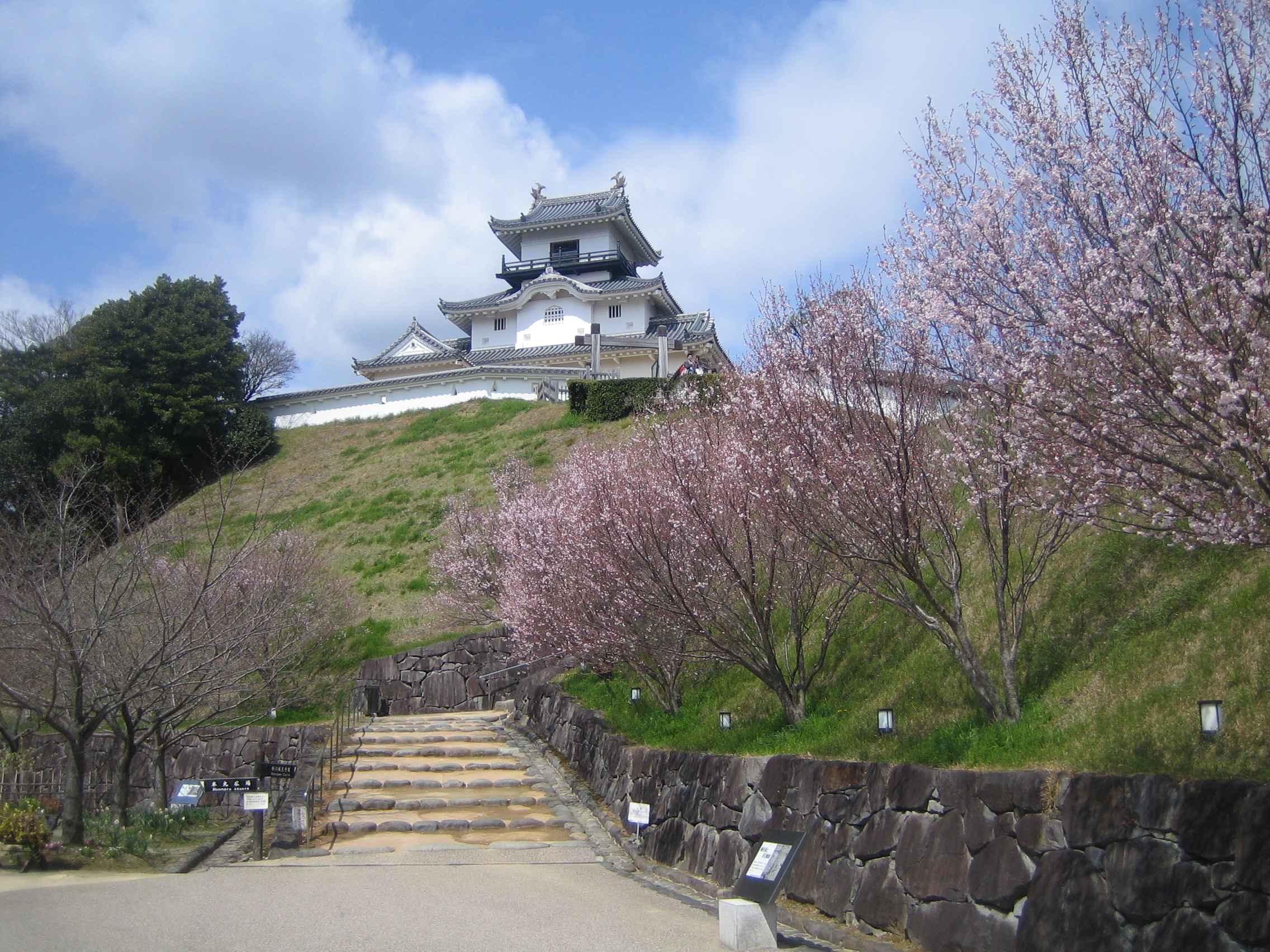
掛川城（天守〈木造復元または復興〉）

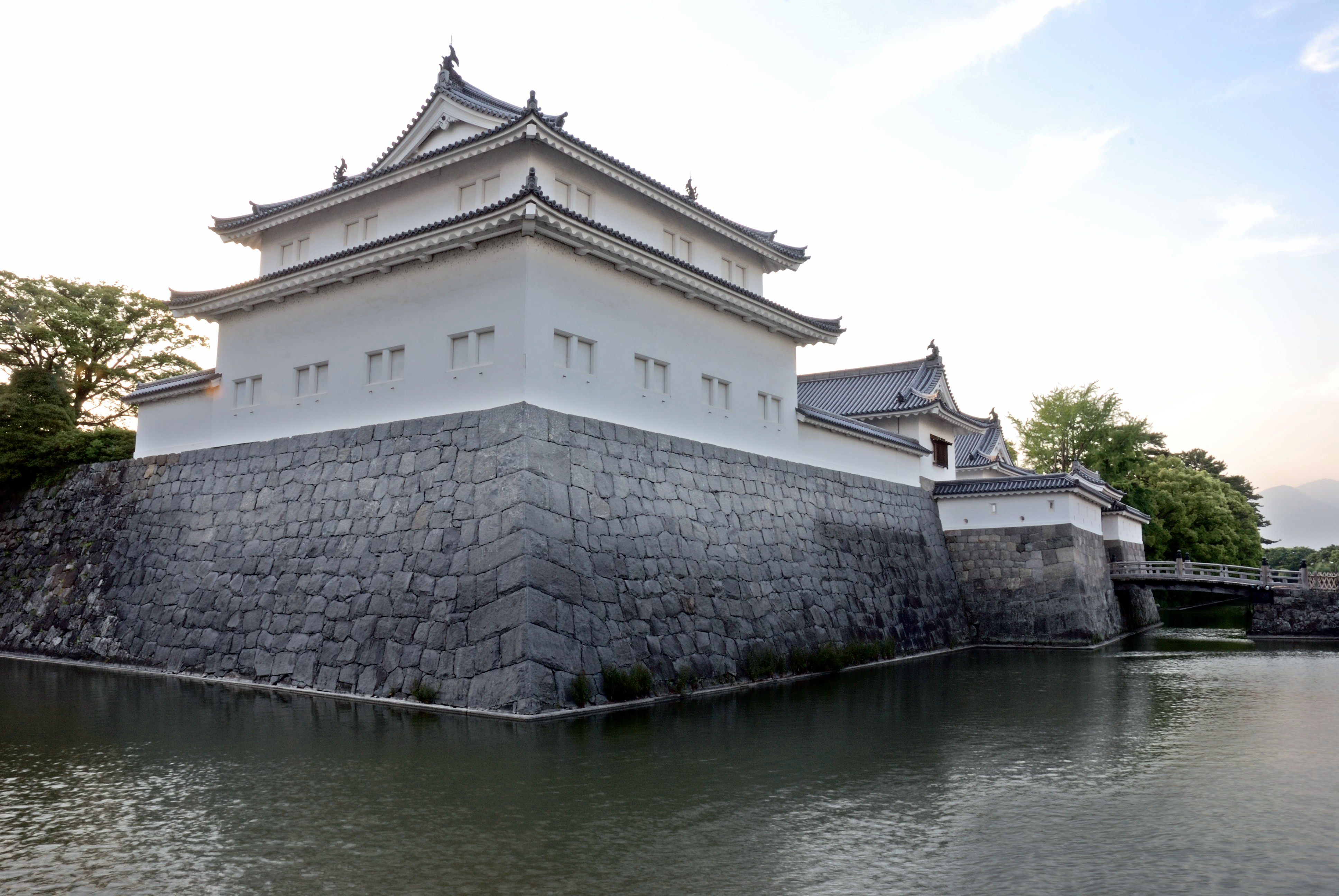
駿府城（巽櫓〈復元〉）

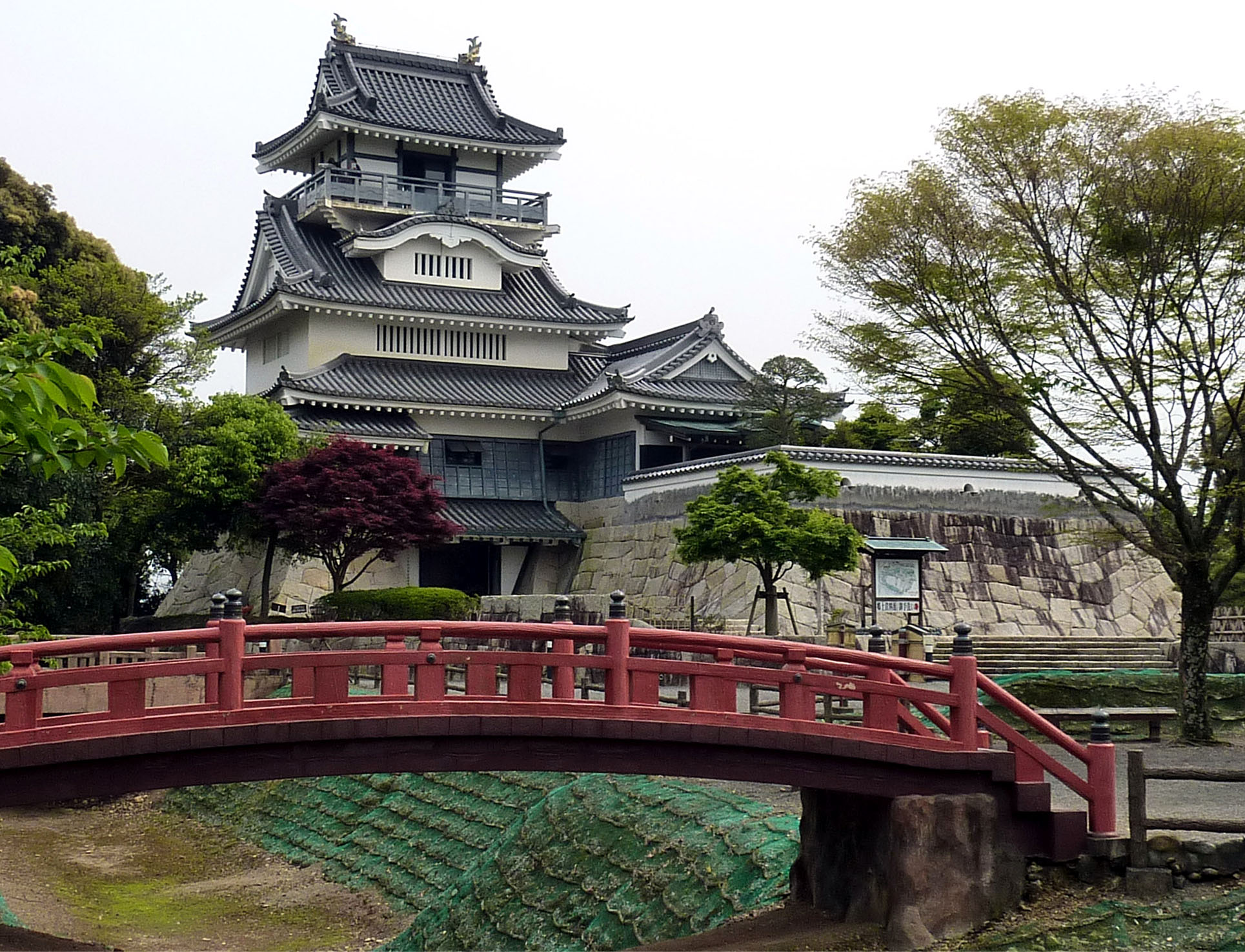
小山城（天守〈模擬〉）

- 掛川城
- 浜松城
- 曳馬城
- 高天神城
- 二俣城
- 天方城
- 犬居城
- 高根城
- 諏訪原城
- 井伊谷城
- 宇津山城
- 堀江城
- 堀川城
- 刑部城
- 頭陀寺城
- 久野城
- 馬伏塚城
- 横須賀城
- 横地城
- 小山城
- 相良城

## 愛知県

### 尾張国
- 一宮城
- 犬山城（白帝城）
- 今村城
- 入尾城
- 岩倉城
- 岩崎城
- 大草城〈現・知多市〉
- 大草城〈現・小牧市〉
- 大高城
- 大留城
- 大野城〈現・常滑市〉
- 大野城〈現・一宮市〉
- 大野城〈現・愛西市〉
- 緒川城
- 奥城
- 小田井城
- 楽田城
- 上菱野城
- 苅安賀城
- 木ノ下城
- 清洲城（清須城）
- 沓掛城
- 九之坪城
- 黒田城
- 光明寺城
- 小折城
- 小牧山城
- 下大留城
- 下之一色城
- 下奈良城
- 上条城
- 勝幡城
- 白山城
- 高田城（河田城）
- 名古屋城（柳ヶ城・金鯱城）
- 那古野城
- 鳴海城
- 西溝口城
- 古渡城
- 末森城
- 早尾東城
- 守山城
- 横山城
- 吉田城（柏井城）
- 竜泉寺城
- 北島城

### 三河国

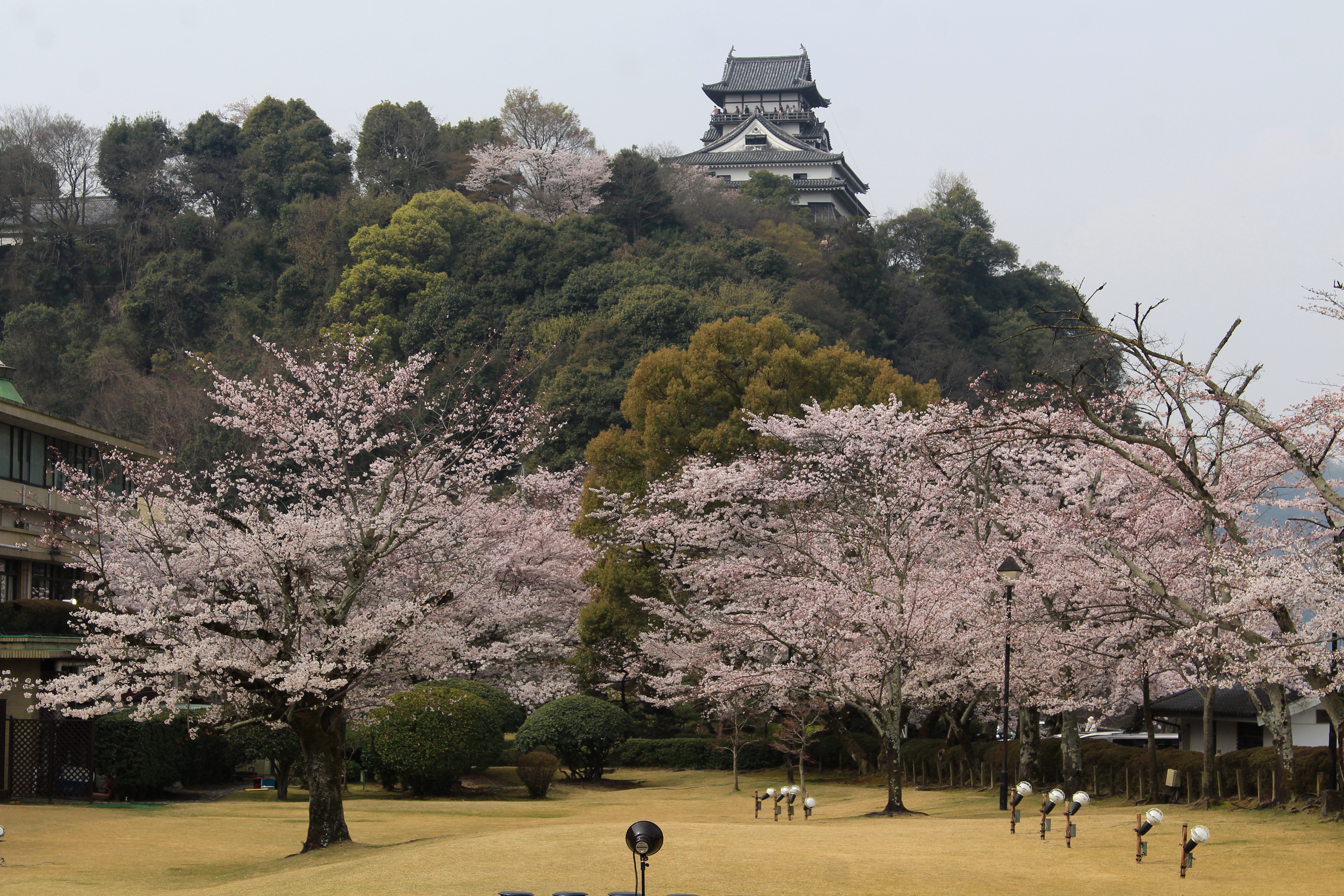
犬山城(天守<現存・国宝>)

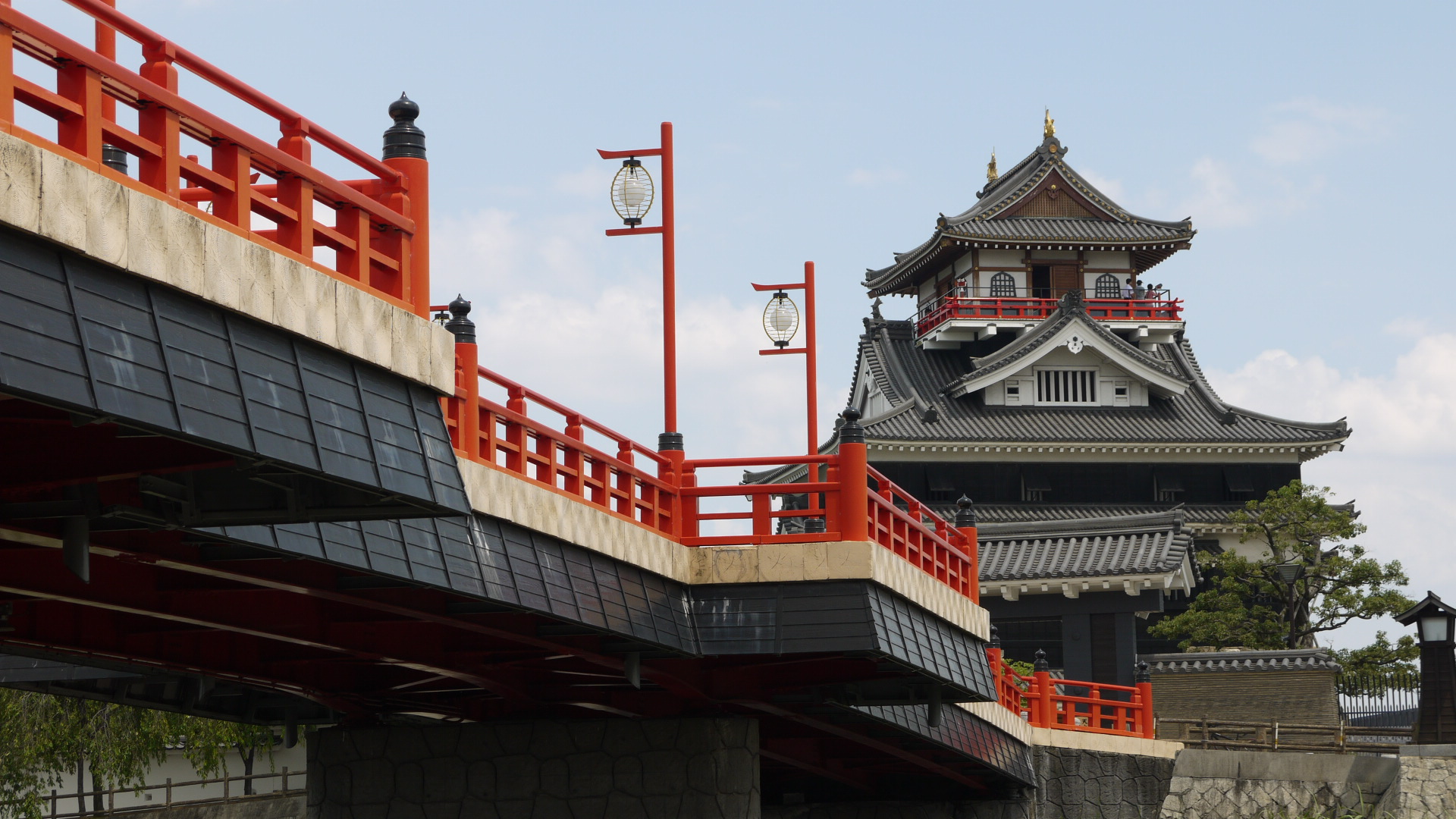
清洲城(天守<模擬>)

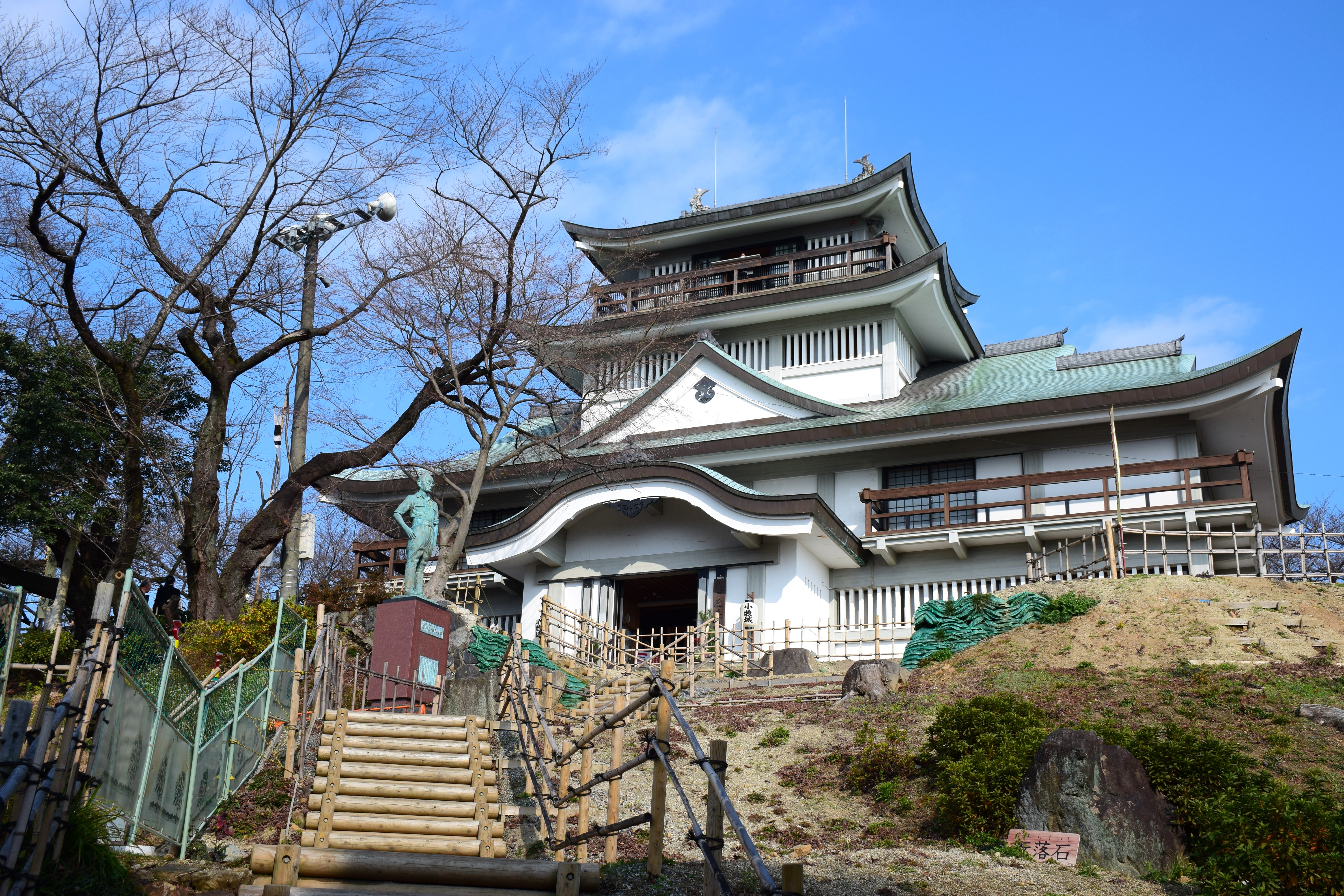
小牧山城(天守<模擬>)

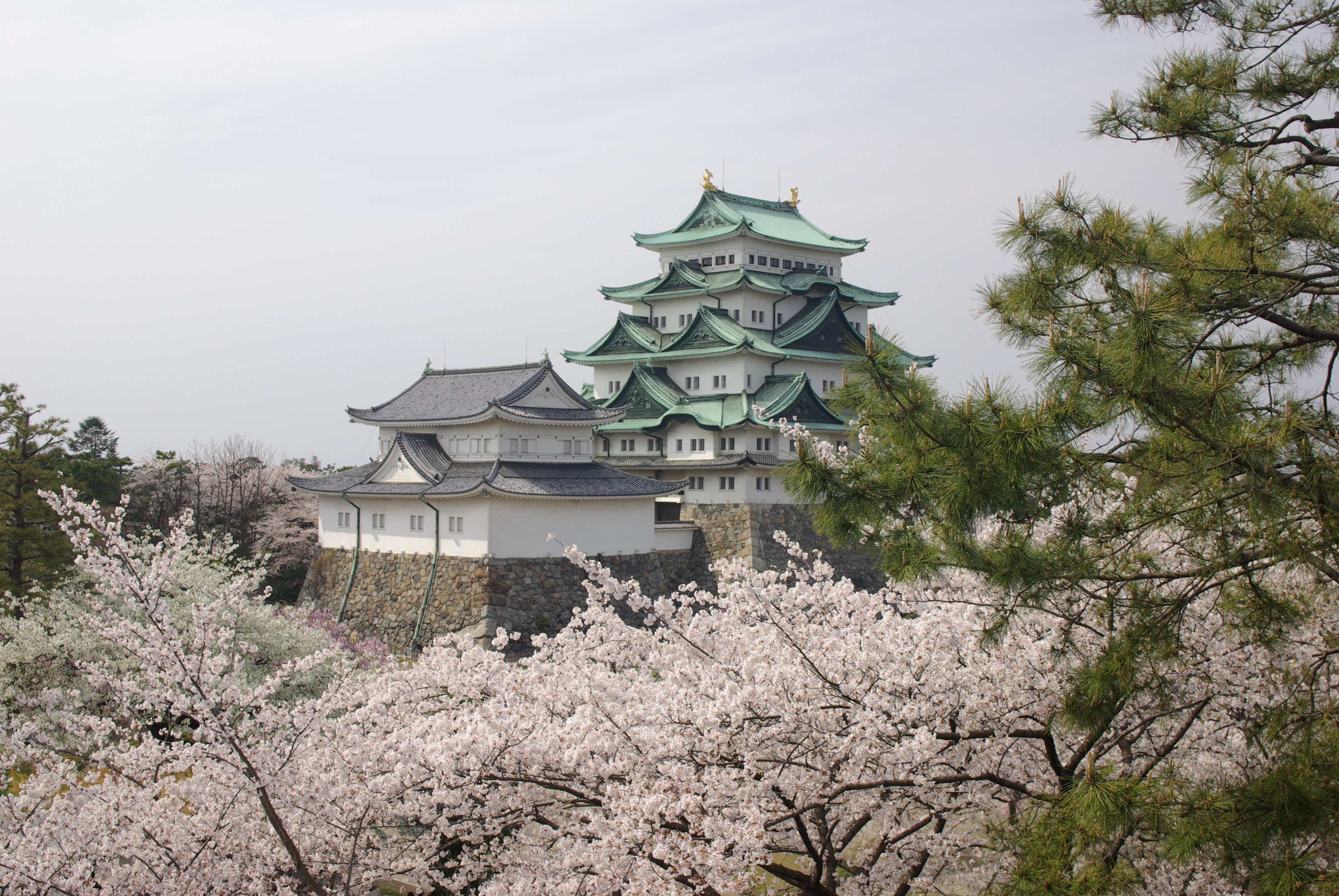
名古屋城(天守群<復元>)

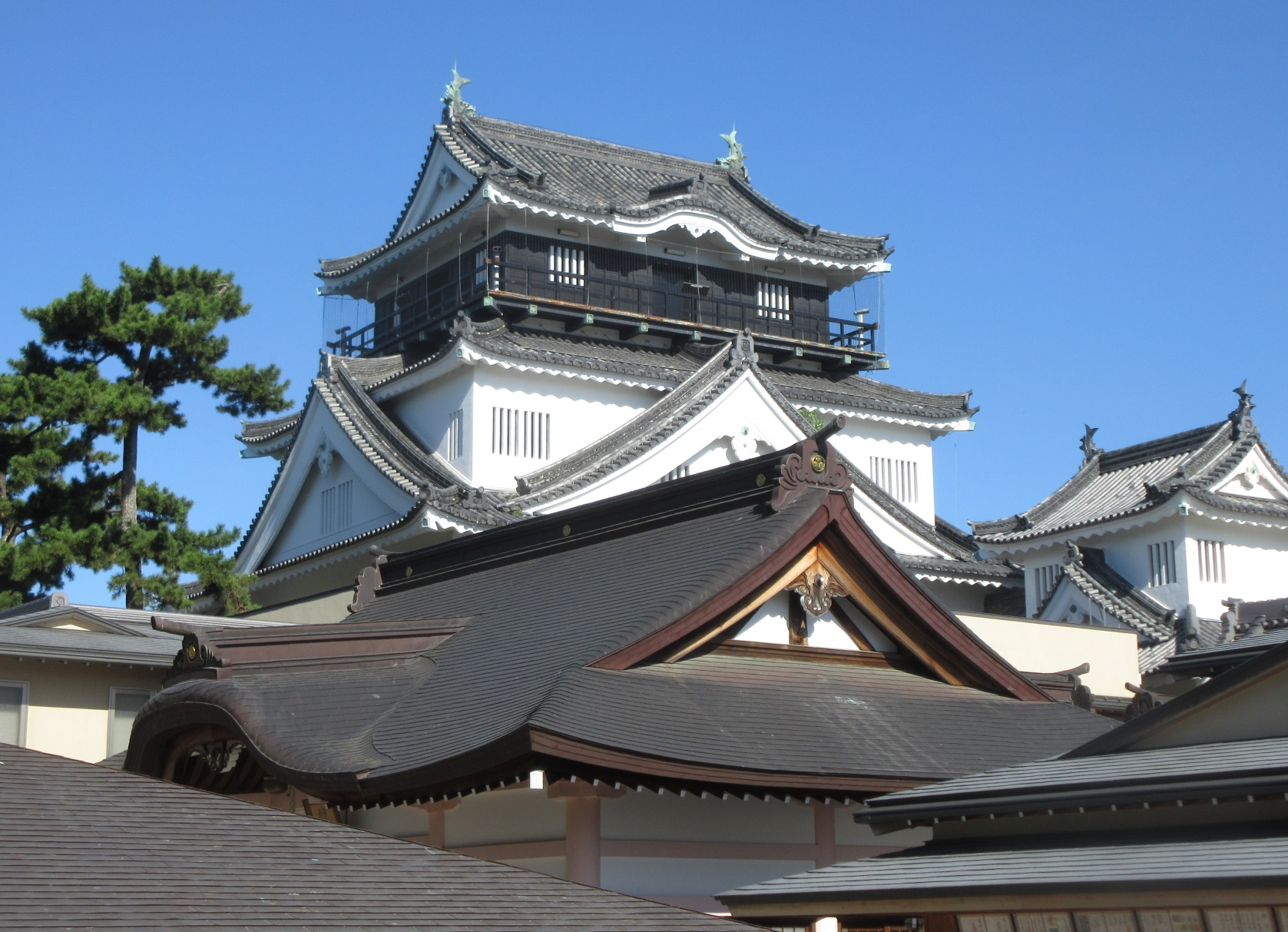
岡崎城(天守<復興>)

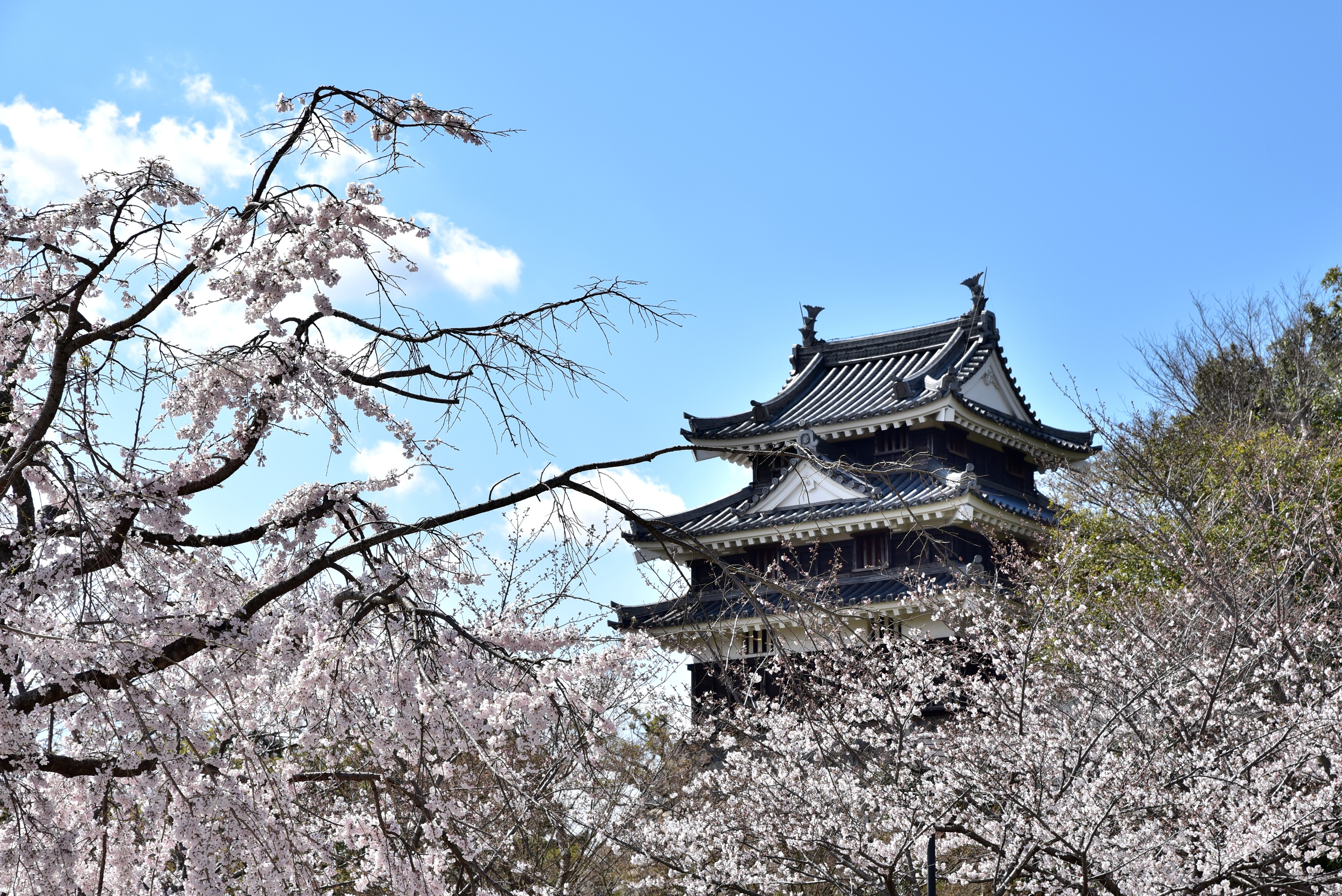
西尾城(<模擬>)

- 安祥城
- 井田城
- 牛久保城
- 大津城
- 岡崎城
- 大給城
- 形原城
- 上ノ郷城
- 亀山城（作手城）
- 刈谷城（亀城）
- 川口城
- 五本松城
- 古宮城
- 挙母城（七州城）
- 上条城
- 田原城
- 田峰城
- 寺部城（寺部陣屋）
- 東条城
- 長篠城
- 中島城
- 西尾城（西条城）
- 二連木城
- 野田城
- 深溝城
- 牧野城
- 真弓山城（足助城）
- 山中城
- 吉田城（今橋城・豊橋城）
- 月ヶ谷城

## 三重県

### 伊勢国
- 伊勢長島城
- 亀山城
- 伊勢上野城
- 長野氏城（中根城）
- 桑名城
- 峯城
- 田丸城（玉丸城）
- 津城（安濃津城）
- 神戸城
- 戸木城
- 松ヶ島城
- 松坂城
- 神山城
- 大河内城
- 霧山城
- 多芸城
- 五ヶ所城
- 阿坂城（白米城・高城）
- 枳城
- 家城城
- 伊勢高岡城

### 志摩国
- 鳥羽城
- 波切城

### 伊賀国
- 伊賀上野城（上野城・白鳳城）
- 伊賀丸山城
- 比自山城
- 福地氏城
- 千賀地氏城
- 伊賀柏原城（滝野城）

### 紀伊国（東部）

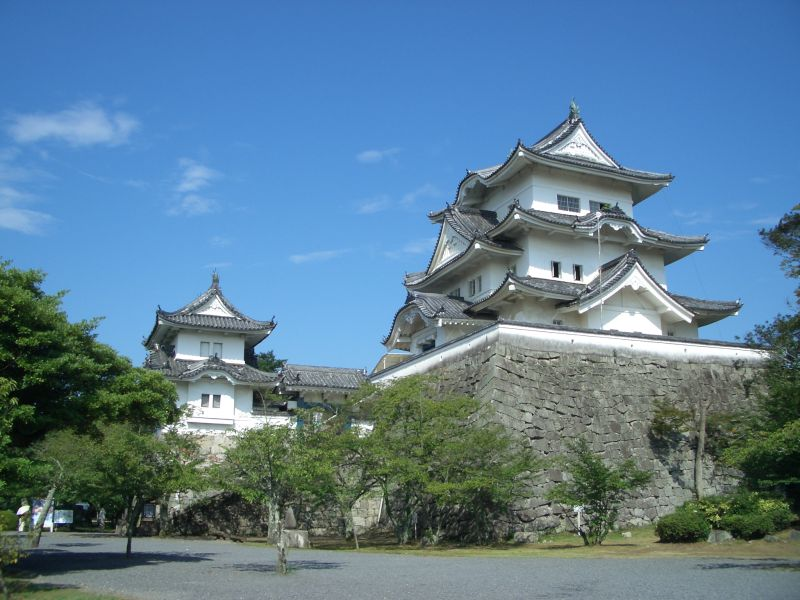
伊賀上野城（天守〈木造模擬〉）

- 赤木城
- 中村山城
- 鬼ヶ城
- 仲氏館
- 関山砦
- 山ノ神砦
- 紀伊三木城
- 紀伊長島城

## 滋賀県

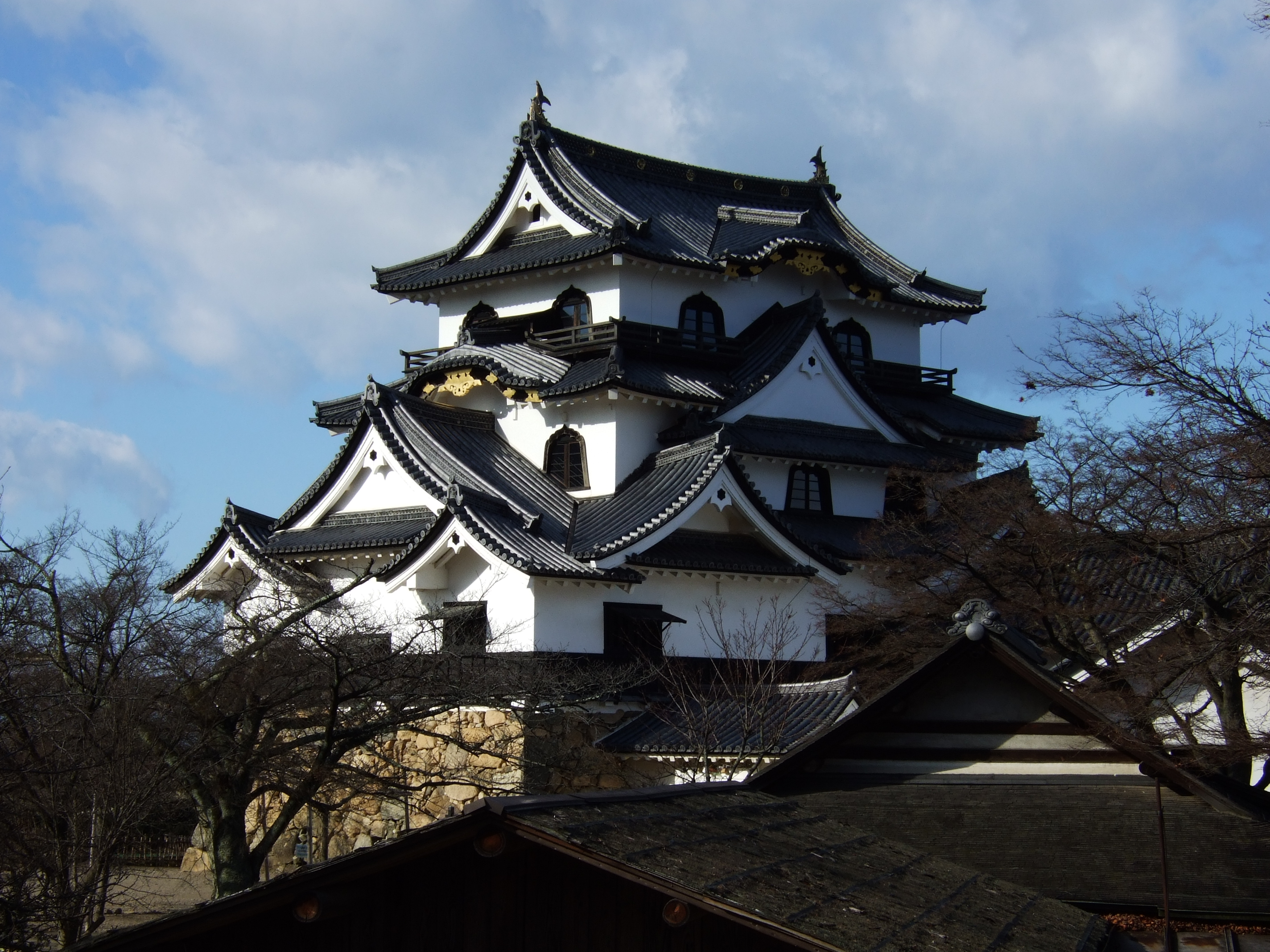
彦根城（天守〈現存・国宝〉）

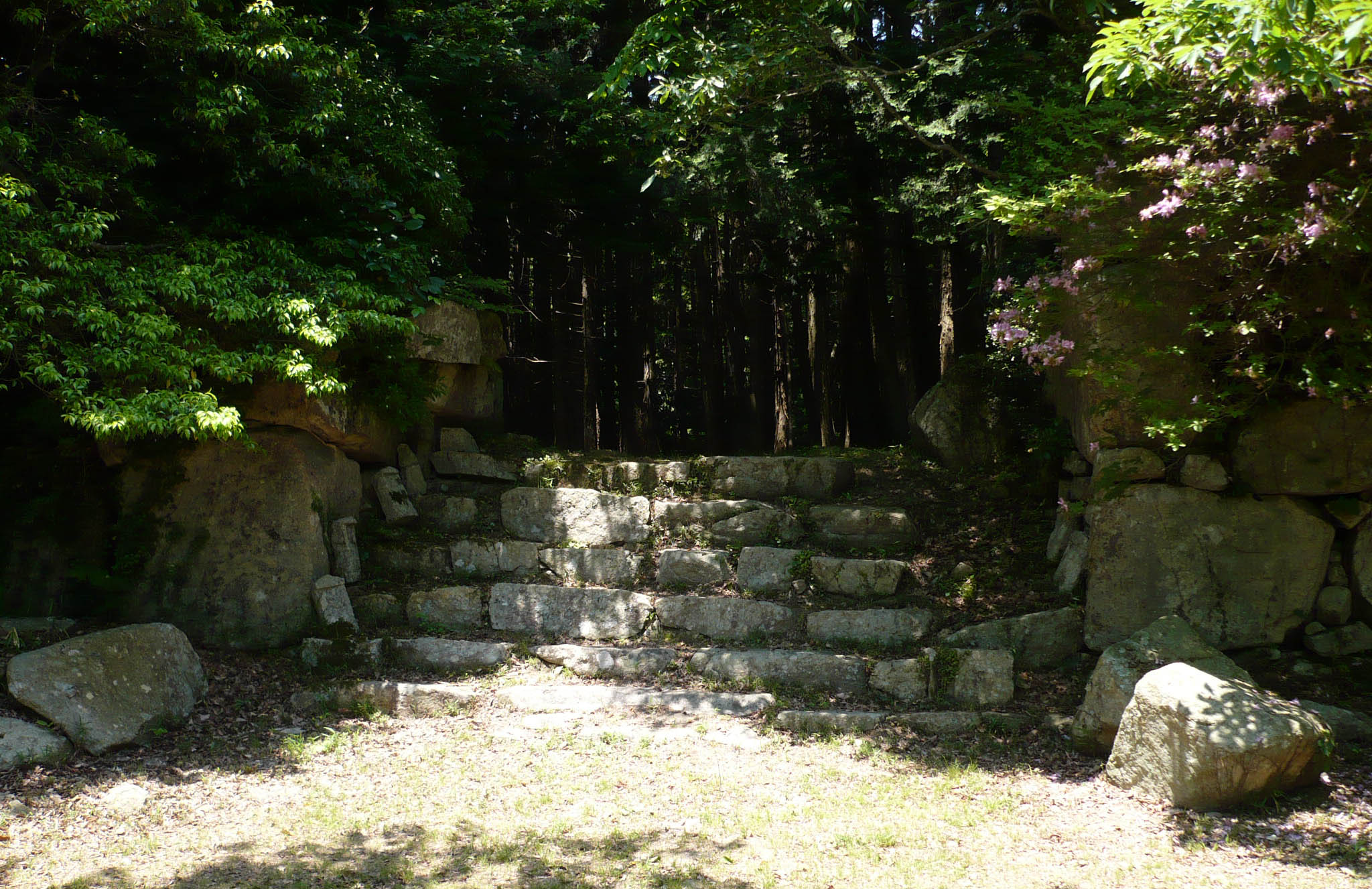
観音寺城跡

- 彦根城
- 安土城
- 大津城
- 小谷城
- 坂本城
- 佐和山城
- 岩神館
- 膳所城
- 長浜城
- 水口城（碧水城）
- 水口岡山城（水口古城）
- 横山城
- 望月城
- 鎌刃城
- 上平寺城
- 東野山城
- 山本山城
- 水茎岡山城

- 観音寺城
- 山崎山城
- 八幡山城
- 壺笠山城
- 宇佐山城
- 日野城
- 音羽城
- 箕作城
- 清水山城
- 大溝城
- 三雲城
- 朽木谷城
- 荒神山城
- 河瀬城
- 肥田城
- 鯰江城
- 高宮城
- 寺村城
- 矢守城
- 和田城

## 京都府

### 山城国
- 二条城（二条御所）
- 勝竜寺城
- 聚楽城（聚楽第）
- 山科本願寺
- 伏見城（桃山城）
- 槇島城
- 嵐山城
- 鹿背山城
- 淀古城
- 淀城
- 船岡山城
- 山崎城（宝寺城・天王山城）
- 堂ノ庭城
- 将軍山城（瓜生山城・北白川城）
- 中尾城
- 東山霊山城
- 阿弥陀ヶ峰城 (京都市)

### 丹波国（南西部を除く）
- 福知山城
- 亀山城
- 八木城
- 神尾山城
- 園部城
- 周山城

### 丹後国

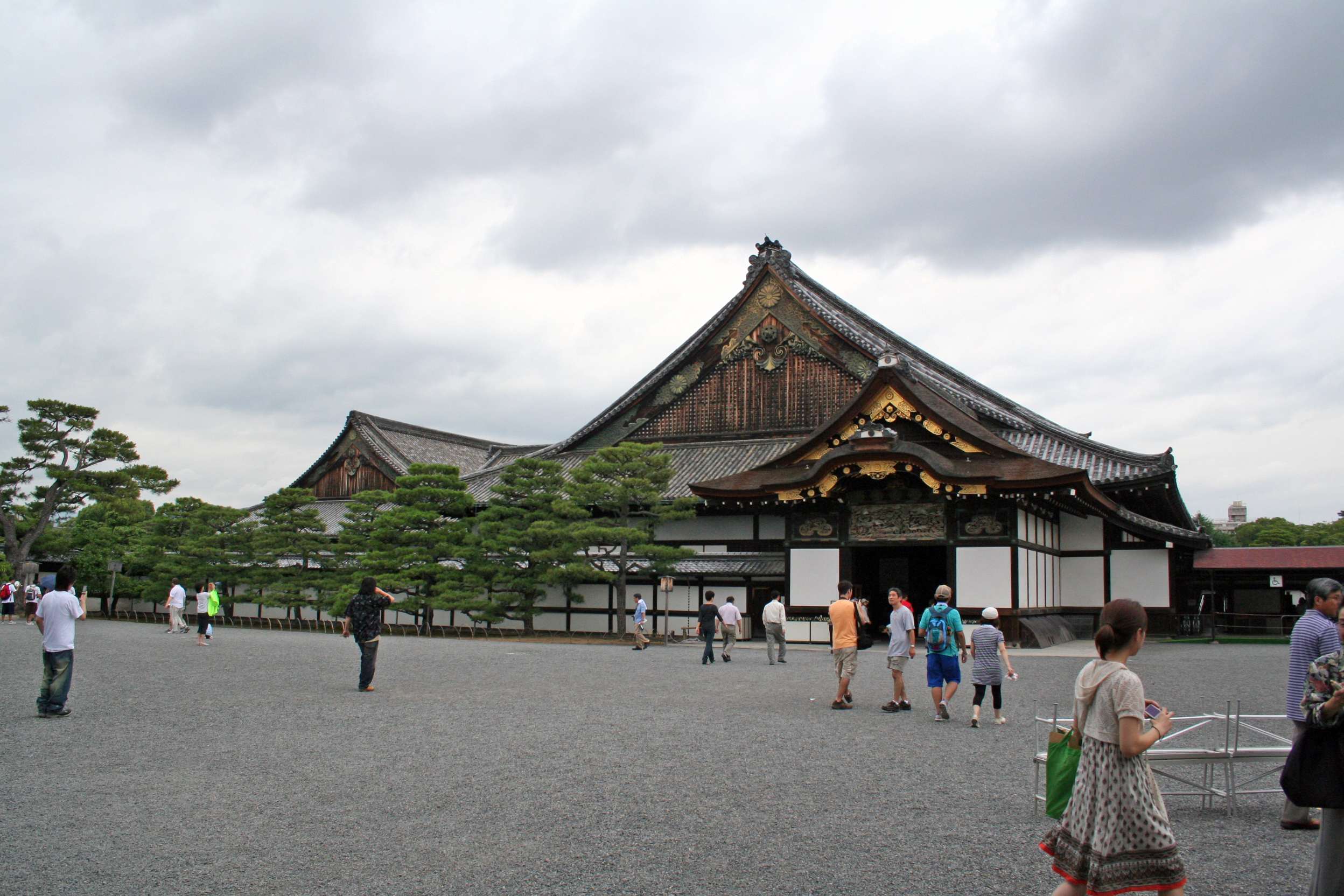
二条城（二の丸御殿〈現存・国宝〉）

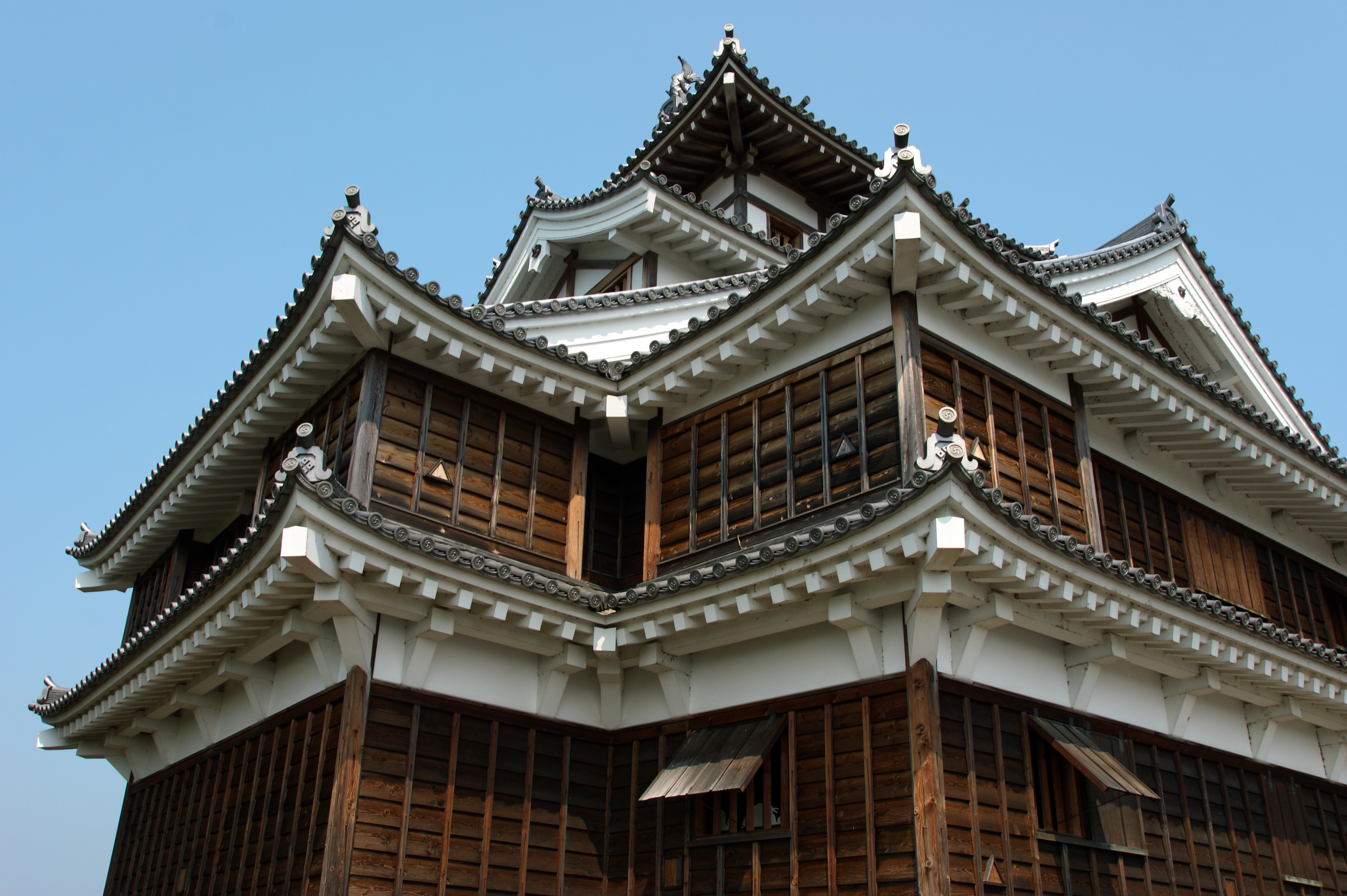
福知山城（天守〈外観復元〉）

- 建部山城
- 今熊野城
- 田辺城（舞鶴城）
- 宮津城
- 弓木城
- 宮津八幡山城

## 大阪府

### 摂津国（東部）
- 大坂城（錦城）
- 池田城
- 茨木城
- 三宅城
- 芥川山城
- 芥川城
- 普門寺城
- 田能城
- 高槻城
- 丸山城
- 野田城
- 福井城
- 安威城
- 安威砦
- 榎並城
- 太田城
- 江口城
- 堀城
- 柴島城
- 大塚城（茶臼山陣城）
- 大和田城
- 郡山城
- 吹田城
- 原田城
- 地黄城（地黄陣屋）
- 石山本願寺
- 佐保来栖山砦

### 和泉国
- 岸和田城（千亀利城）
- 淡輪城
- 深井城
- 畠中城
- 雨山・土丸城
- 千石堀城
- 貝吹山城
- 積善寺城
- 二田城

### 河内国

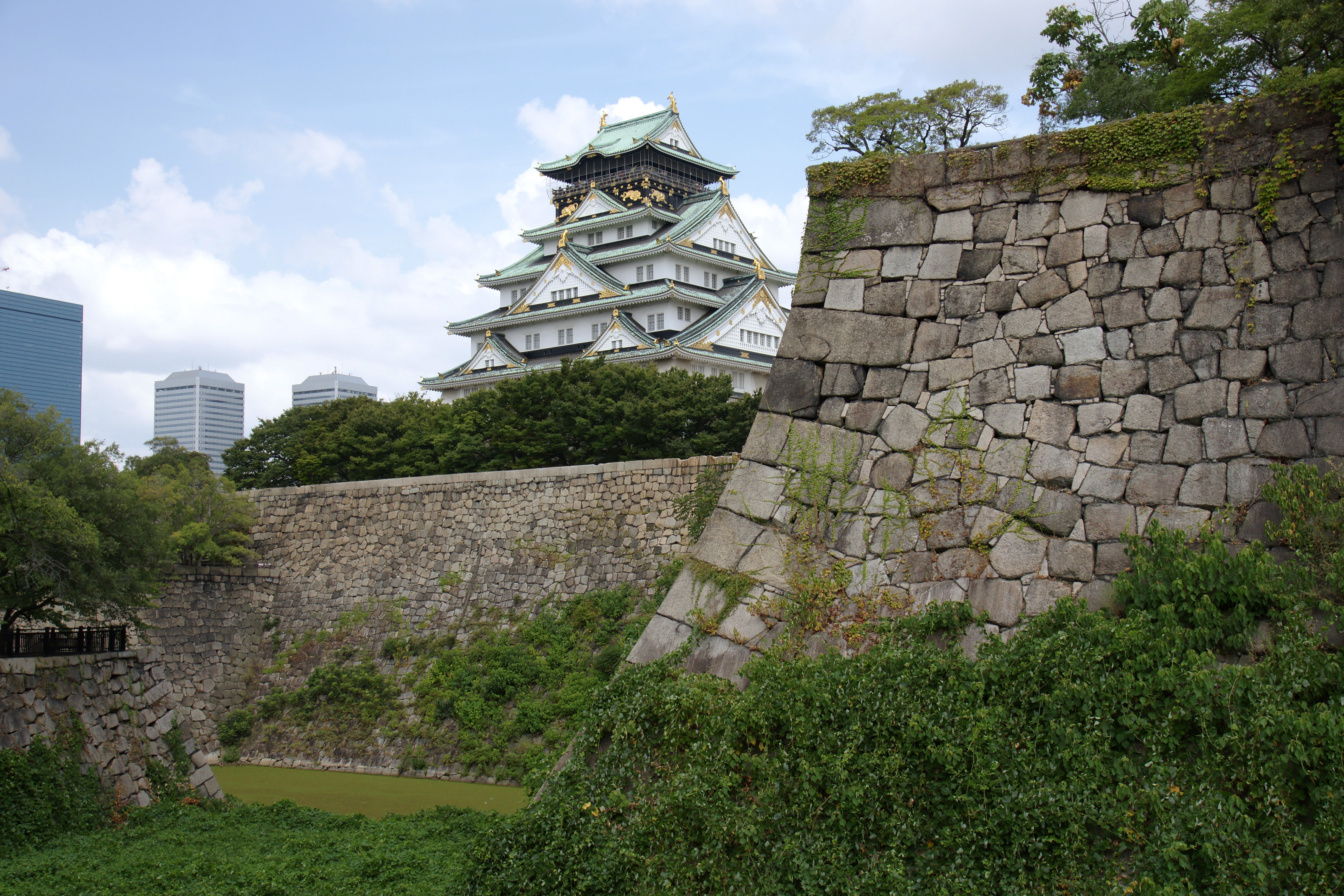
大坂城（本丸石垣と天守〈外観復興〉）

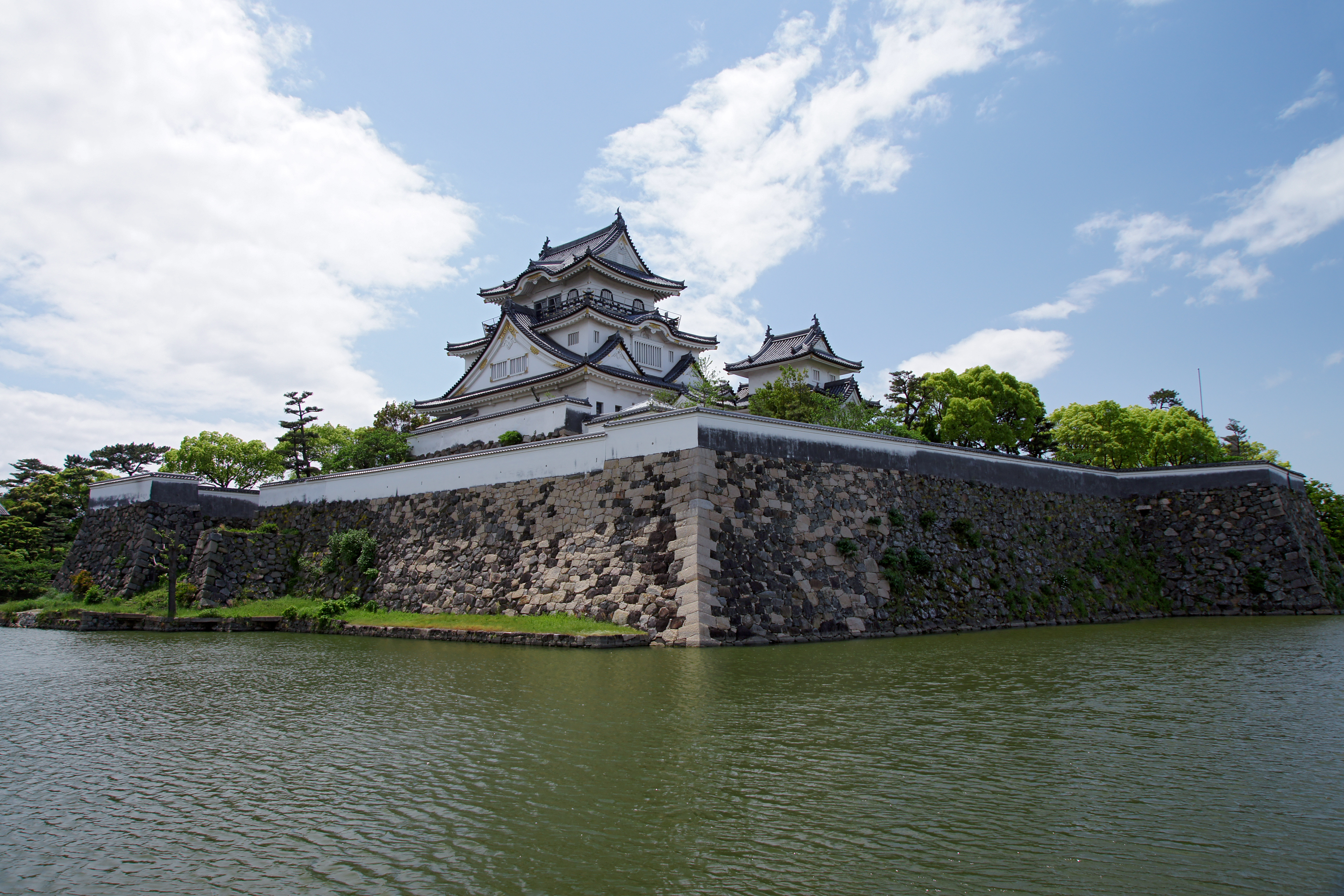
岸和田城（天守〈復興〉）

- 若江城
- 高屋城
- 飯盛山城
- 三箇城
- 交野城
- 枚方城
- 津田城（国見山城）
- 高安城
- 上赤坂城
- 下赤坂城
- 野田城
- 岡山城
- 田原城
- 野崎城
- 千早城
- 平石城
- 小阪城

## 兵庫県

### 摂津国（西部）
- 伊丹城（有岡城）
- 尼崎城（琴浦城）
- 越水城
- 瓦林城
- 丸山城
- 富松城
- 滝山城
- 花隈城
- 兵庫城
- 山下城
- 三田城（車瀬城）
- 茶臼山城
- 鷹尾城
- 上津城
- 新田城
- 松岡城
- 下田中城
- 道場城

### 丹波国（南西部）
- 八上城
- 黒井城（保月城・保築城）
- 篠山城
- 岩尾城
- 金山城

### 但馬国
- 有子山城
- 出石城
- 竹田城
- 豊岡城
- 此隅山城
- 八木城
- 朝倉城
- 宵田城
- 宿南城

### 播磨国
- 姫路城（白鷺城）
- 三木城（釜山城）
- 英賀城（岩繋城）
- 明石城
- 置塩城（藤丸城）
- 淡河城
- 加古川城
- 志方城
- 上月城
- 白旗城
- 御着城
- 龍野城
- 利神城
- 波賀城
- 枝吉城
- 赤穂城
- 神吉城
- 光明寺城
- 小谷城
- 感状山城
- 大嶋城
- 丸山城
- 山崎城
- 中道子山城
- 豊地城
- 善防山城
- 船上城
- 満久城
- 妙見山城

### 淡路国

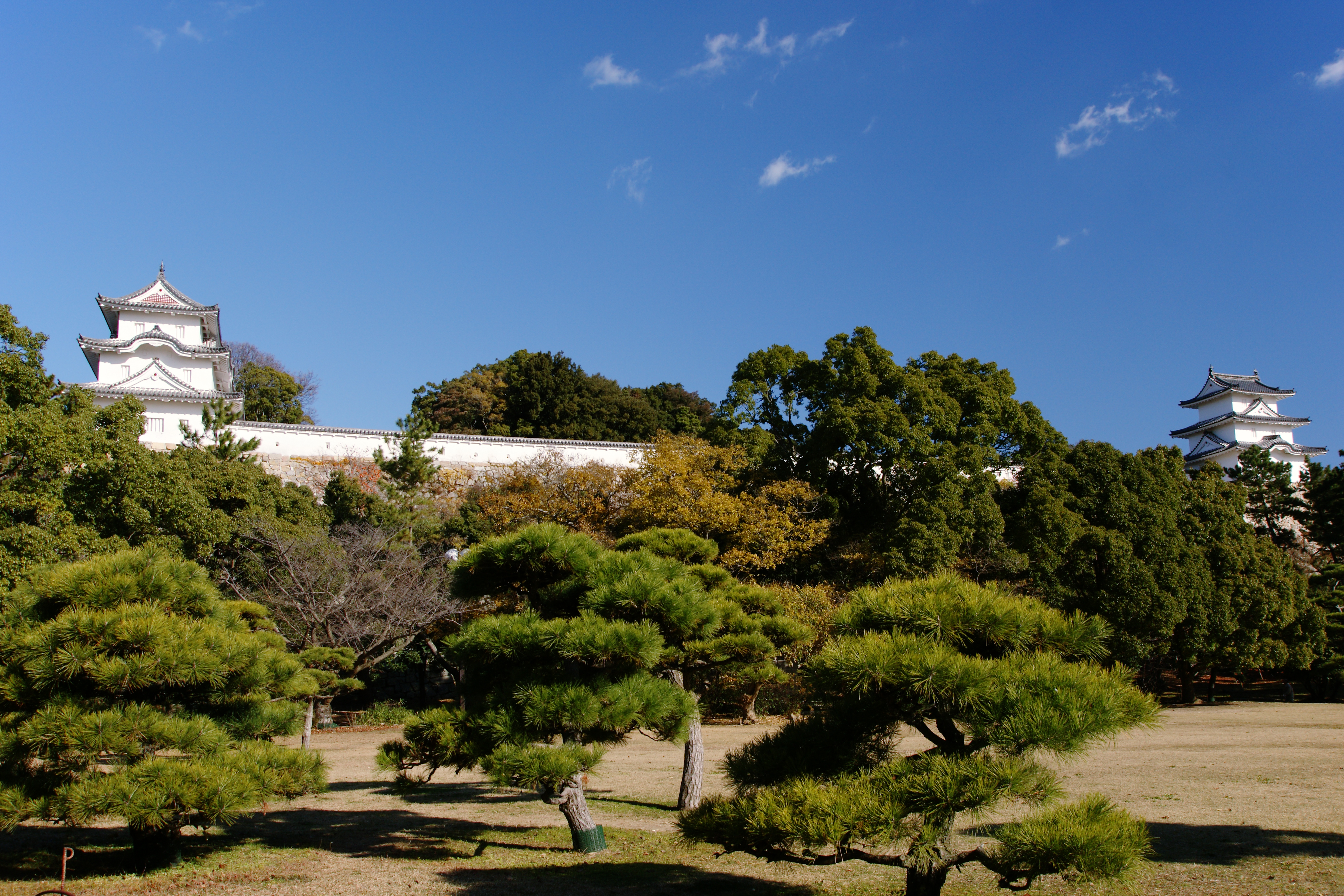
明石城（巽櫓と坤櫓〈いずれも現存・国重文〉）

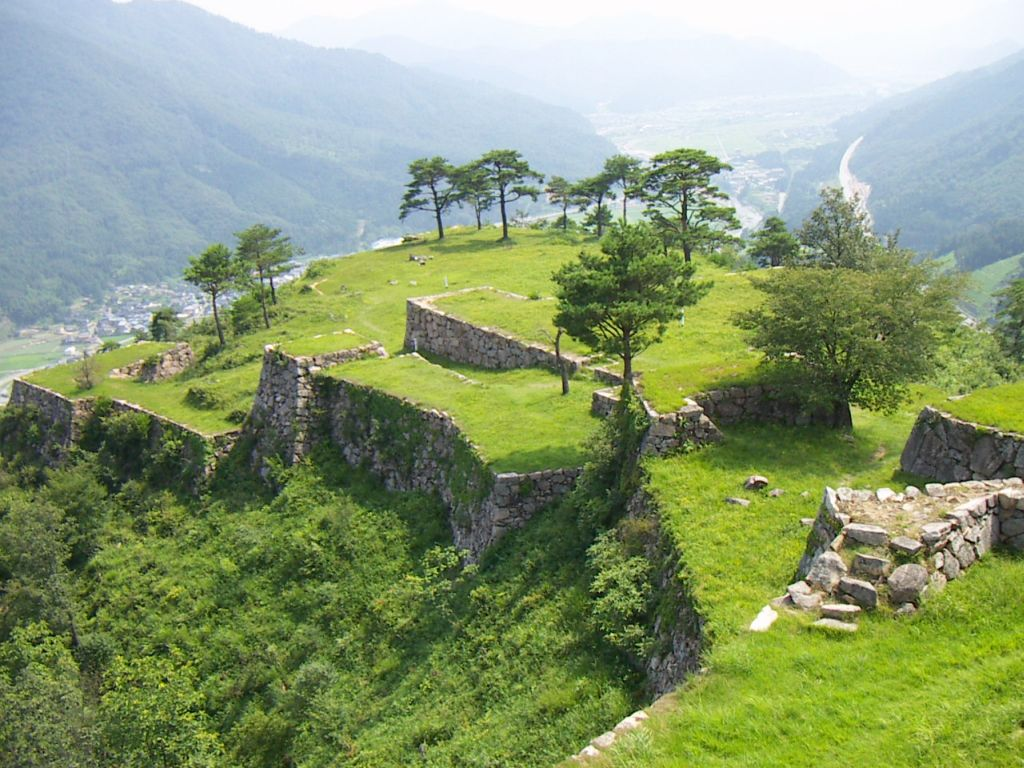
竹田城跡

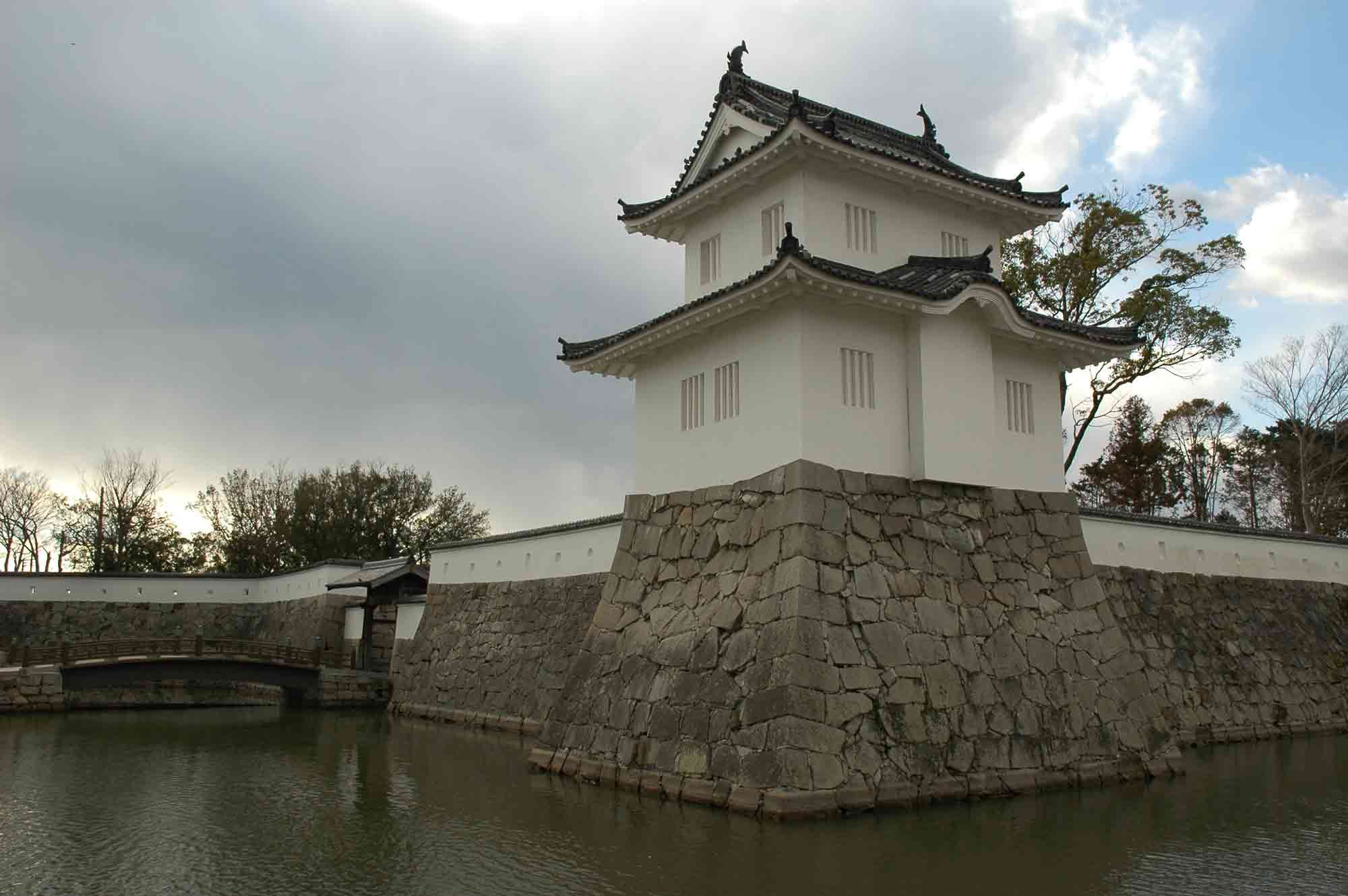
赤穂城（二層隅櫓と大手(高麗)門〈木造復元・隅櫓は外観復元〉）

- 洲本城
- 養宜館

## 奈良県

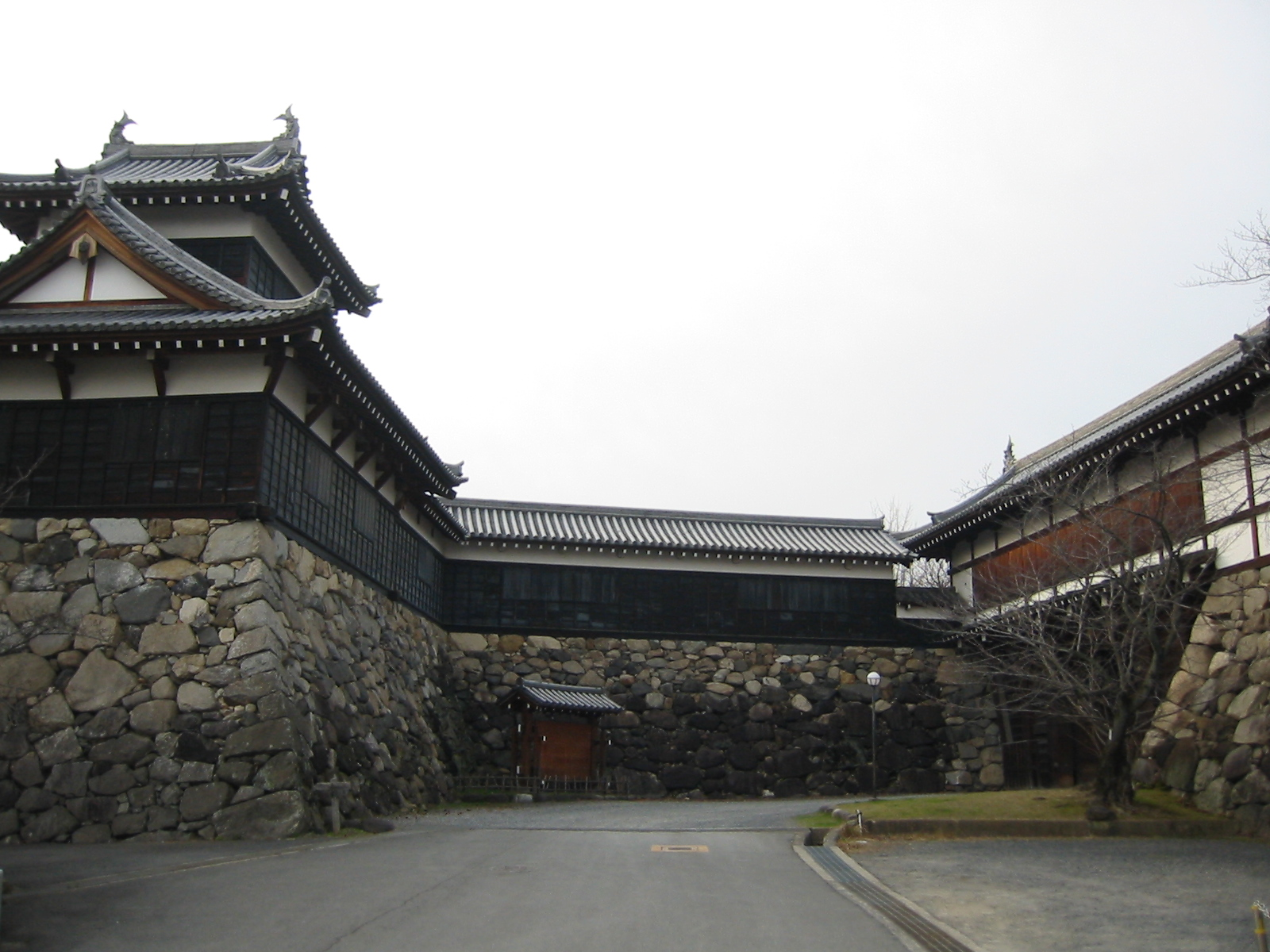
郡山城（追手門桝形〈復元〉）

- 高取城
- 多聞山城
- 柳生城
- 五条二見城
- 信貴山城
- 龍王山城
- 二上山城
- 山田城
- 上庄北城
- 郡山城
- 高山城

- 宇陀松山城
- 筒井城
- 小泉城
- 片岡城
- 辰市城
- 福住中定城
- 椿井城
- 十市城
- 宿院城
- 森屋城
- 佐紀城
- 超昇寺城

## 和歌山県

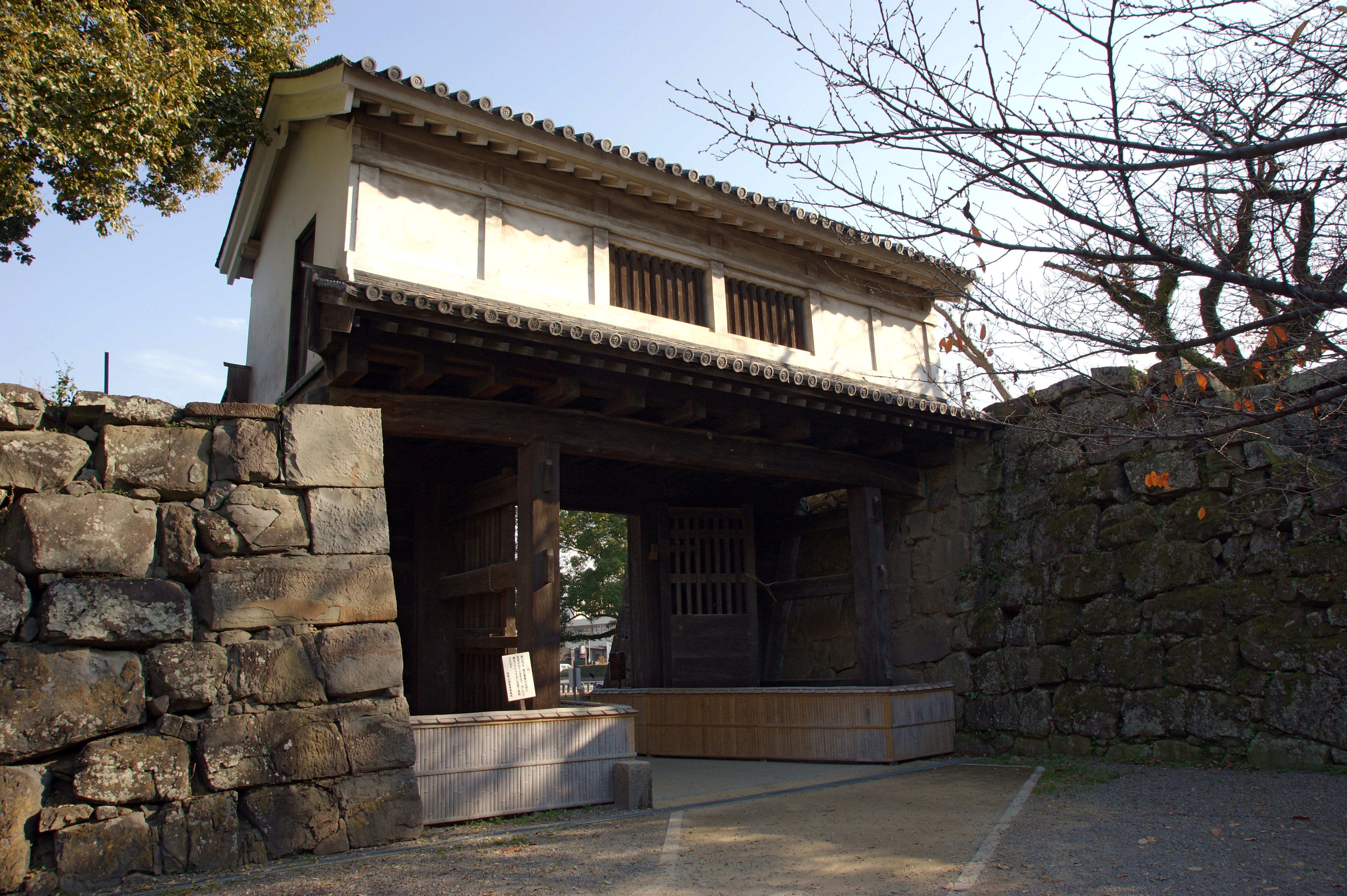
和歌山城（岡口門〈現存・国重文〉）

- 和歌山城
- 新宮城 （丹鶴城・沖見城）
- 太田城
- 雑賀城
- 雑賀崎城
- 岡山城
- 中津城
- 中野城
- 秋月城
- 木本城
- 和佐山城
- 根来城
- 猿岡山城
- 田辺城

- 衣笠城
- 鶴ヶ城
- 湯浅城
- 広保山城
- 鳥屋城
- 平須賀城
- 龍松山城
- 手取城
- 亀山城（湯川城・丸山城）
- 安宅城
- 虎城山城
- 長藪城
- 銭坂城
- 貴志城

## 鳥取県

### 因幡国

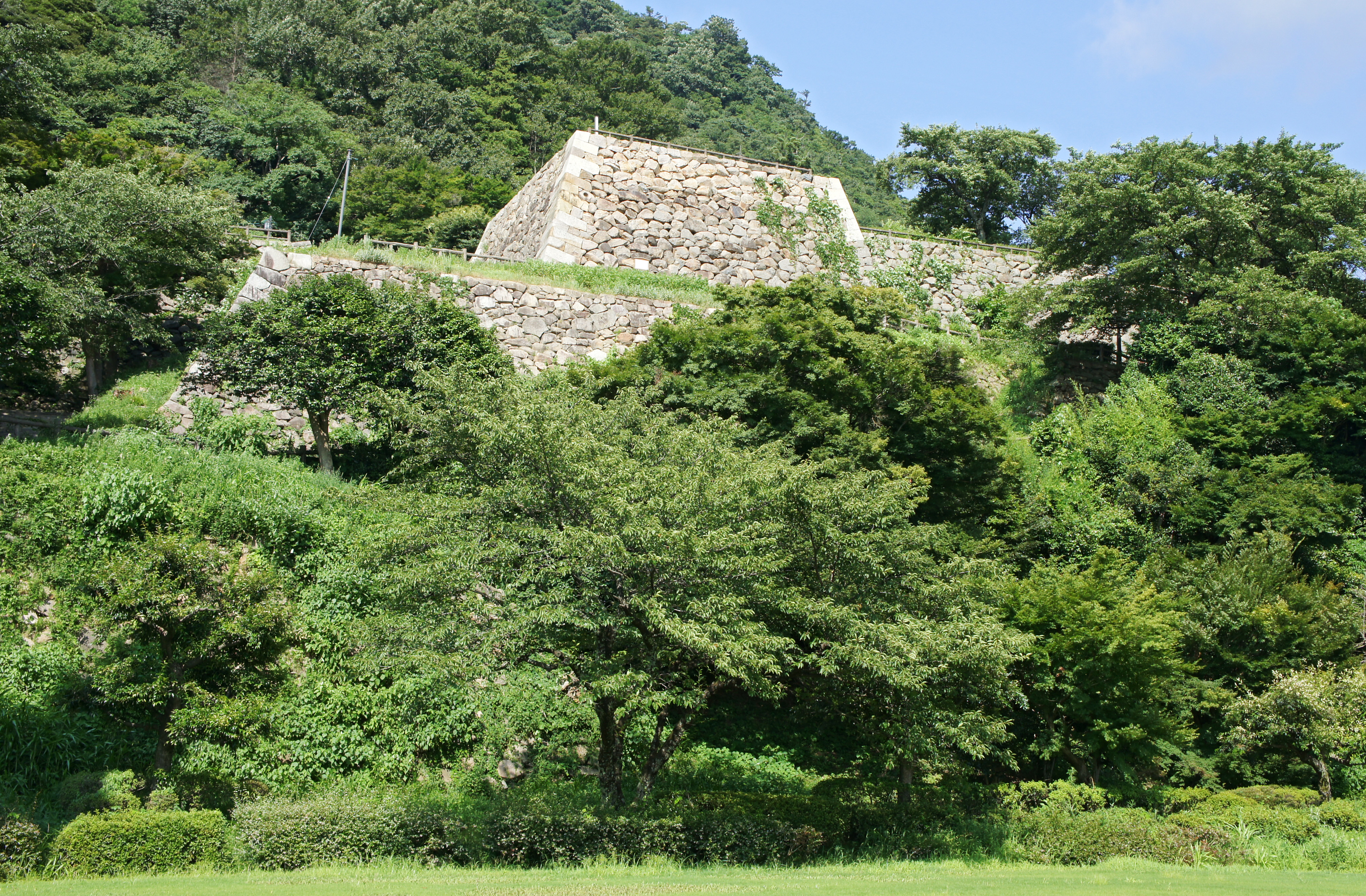
鳥取城跡

- 鳥取城（久松城）
- 丸山城〈高草郡〉
- 丸山城〈邑美郡〉
- 岩崎城
- 雁金山城
- 桐山城
- 景石城
- 山崎城
- 市場城
- 私部城
- 鹿野城
- 蛇山城
- 若桜鬼ヶ城
- 新山城
- 大崎城
- 布勢天神山城
- 道竹城
- 二上山城
- 布勢天神山城
- 防己尾城
- 妙見山城
- 鵯尾城
- 宇部山五本松城
- 雨滝七曲城
- 奥崎丸尾城
- 奥谷城
- 岡崎神社所在古城
- 河原高座城
- 梶原城
- 釜谷城
- 観音山城
- 亀後城
- 狗尸那城
- 栗谷城
- 午房山城
- 向山城
- 荒神山城
- 香音寺城
- 高平城
- 今衣山城

- 坂谷城
- 三津ヶ崎本陣山城
- 山根式田城
- 山本城
- 七曲城
- 秋里城
- 勝山城
- 小畑高尾城
- 小平田蔵谷城
- 松茸尾城
- 城山城
- 杉が尾城
- 生山城
- 青谷大平城
- 赤子田城
- 善田すけたい城
- 早牛城
- 早牛矢島城
- 大滝谷城
- 大平田城
- 猪子山城
- 鳥ヶ城
- 釣山城
- 唐櫃城
- 藤山城
- 徳吉城
- 鍋山城
- 南中尾城
- 楠根山根城城
- 楠城
- 婆ヶ城城
- 伏野城
- 法楽寺城
- 北村城
- 北尾山城
- 鳴滝不動山城
- 養郷小丸山城
- 淀山城
- 露谷城
- 河原城

### 伯耆国

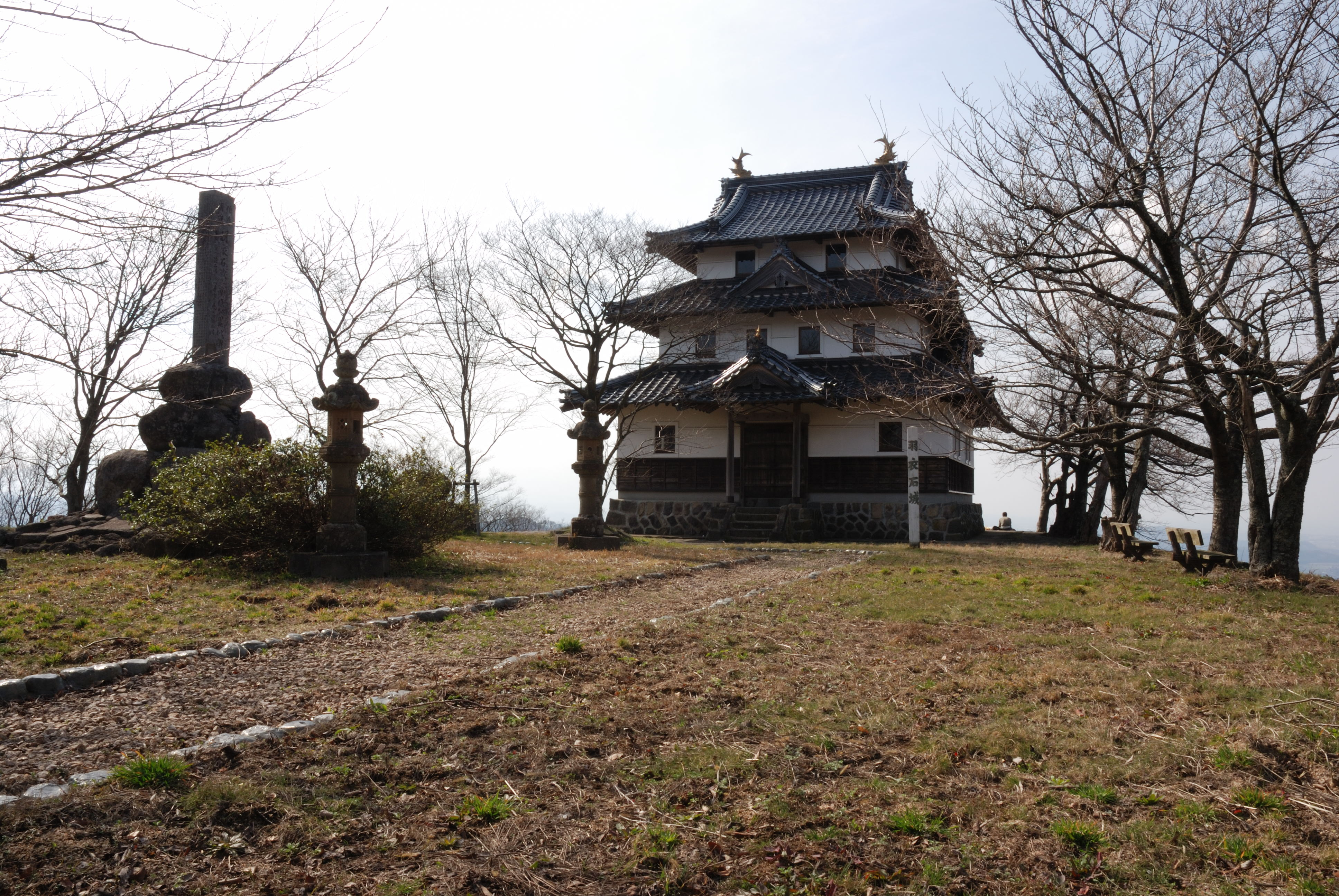
羽衣石城（天守〈模擬〉）

- 米子城（久米城・湊山城）
- 羽衣石城
- 岩倉城
- 尾高城
- 江尾城
- 鏡山城
- 八橋城
- 堤城
- 法勝寺城
- 石井垣城

- 田内城
- 打吹城
- 船上山城
- 淀江城
- 小浪城
- 不動ガ嶽城
- 河口城
- 俣野の土居城
- 手間要害

## 島根県

### 出雲国
- 月山富田城
- 松江城（千鳥城）
- 牛尾城（三笠山城）
- 布部城
- 熊野城
- 白鹿城
- 大西城（高麻城）
- 三沢城
- 三刀屋城
- 高瀬城
- 真木城（夕景城・馬木城）
- 神西城
- 赤穴城（瀬戸山城・衣掛城）
- 十神山城
- 鳶ヶ巣城
- 平田城（手崎城・薬師寺城）
- 満願寺城
- 佐世城（金剛山城）
- 玉造要害山城（湯ノ城）
- 檜ヶ山城
- 荒隈城
- 新山城

### 石見国
- 津和野城
- 七尾城（益田城）
- 浜田城
- 三隅城
- 周布城
- 本明城（音明城）
- 福光城
- 山吹城
- 川本温湯城
- 丸山城
- 藤掛城
- 青杉城
- 鵜の丸城
- 三宅御土居

### 隠岐国

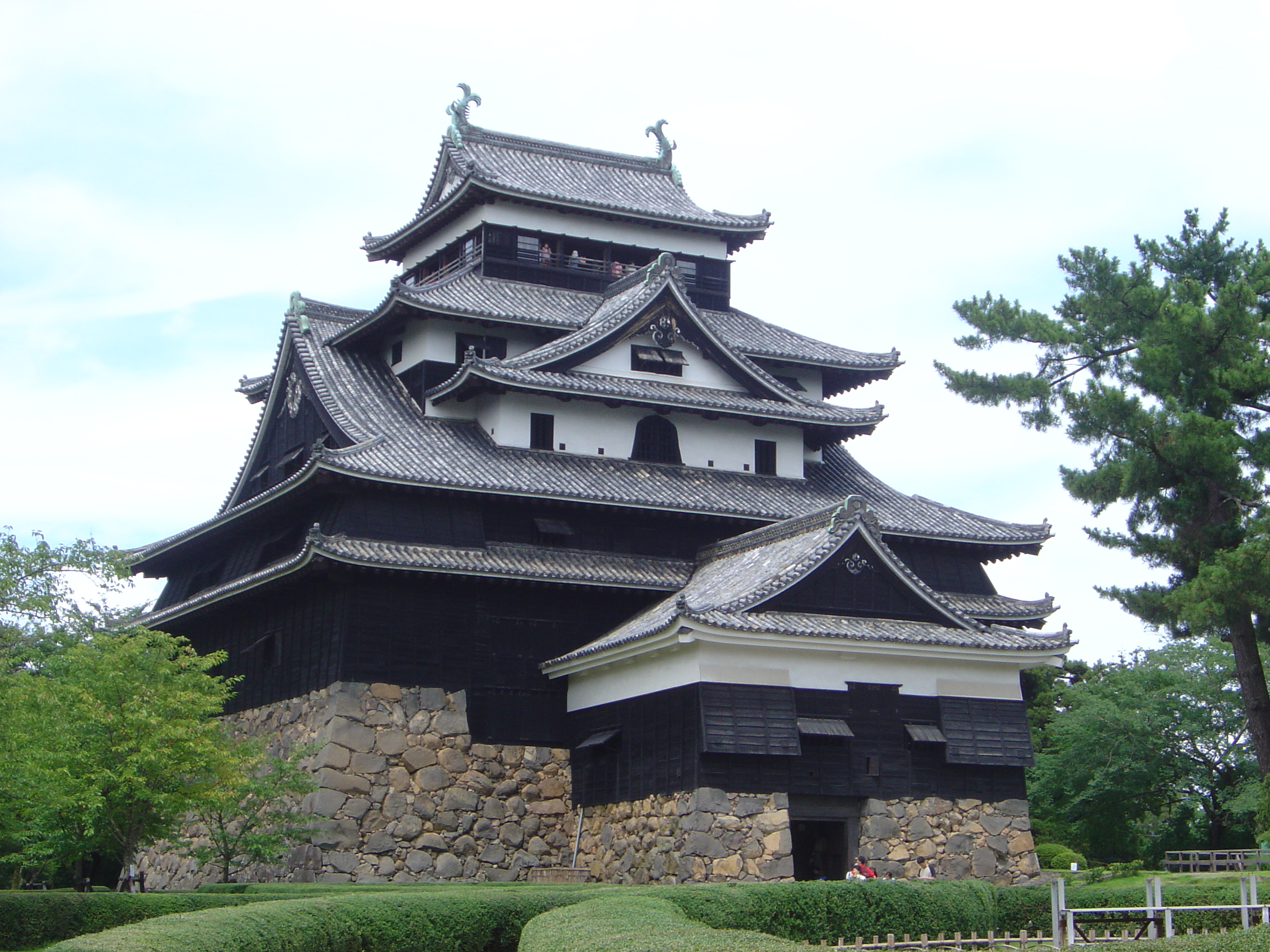
松江城（天守〈現存・国宝〉）

- 国府尾城

## 岡山県

### 備前国
- 岡山城（烏城）
- 乙子城
- 奈良部城
- 砥石城
- 三石城
- 富山城
- 茶臼山城
- 天神山城
- 亀山城（沼城）
- 金川城
- 虎倉城
- 飯盛山城
- 舟山城
- 明善寺城
- 中島城
- 保木城
- 常山城

### 美作国
- 矢筈城
- 大別当城
- 竹山城
- 三星城
- 美和山城
- 稲荷山城
- 津山城（鶴山城）
- 岩屋城
- 高田城
- 麓城
- 勝山城
- 神楽尾城
- 嵯峨山城
- 高野城
- 荒神山城

### 備中国

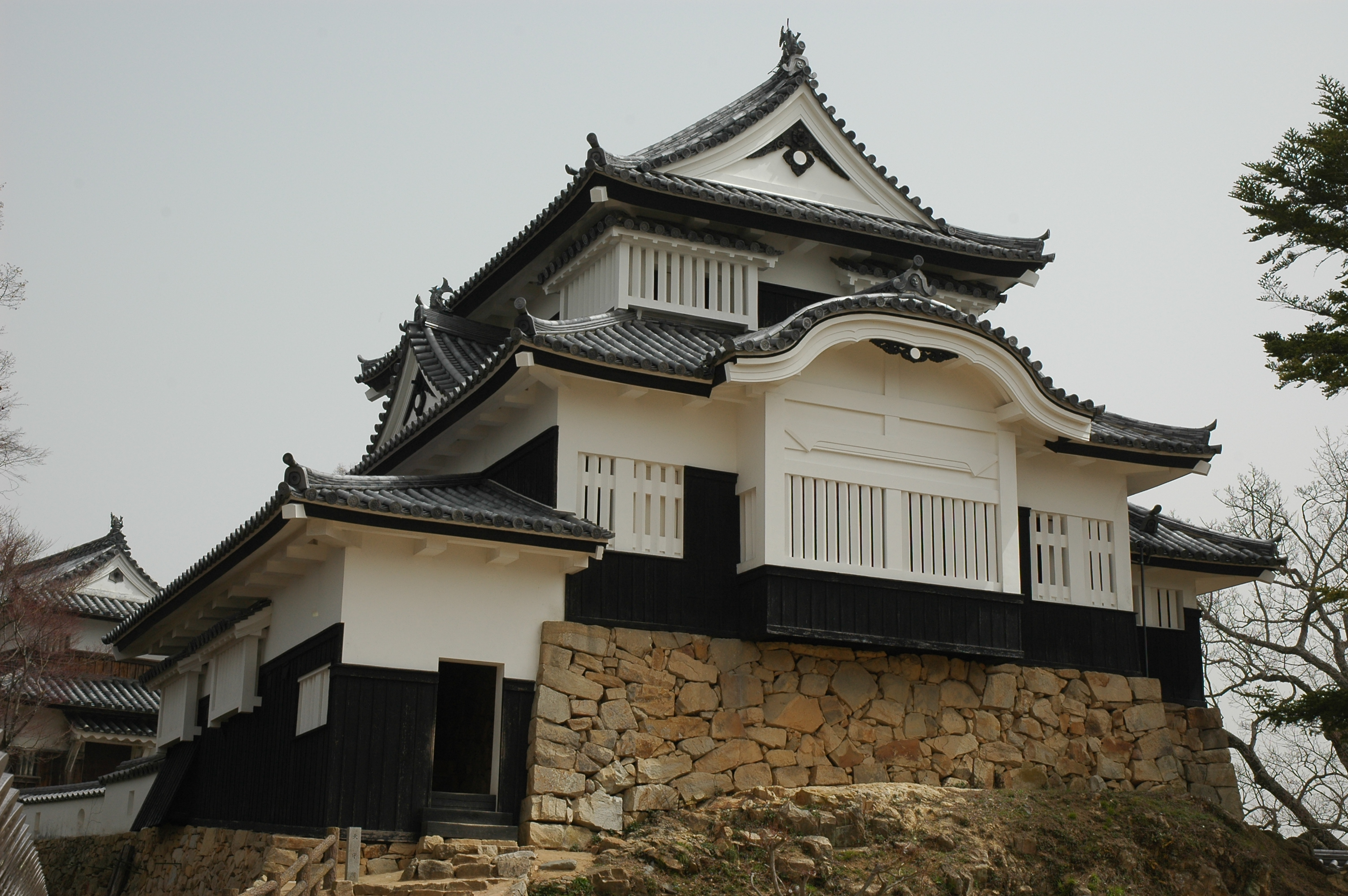
備中松山城（天守〈現存・国重文〉）

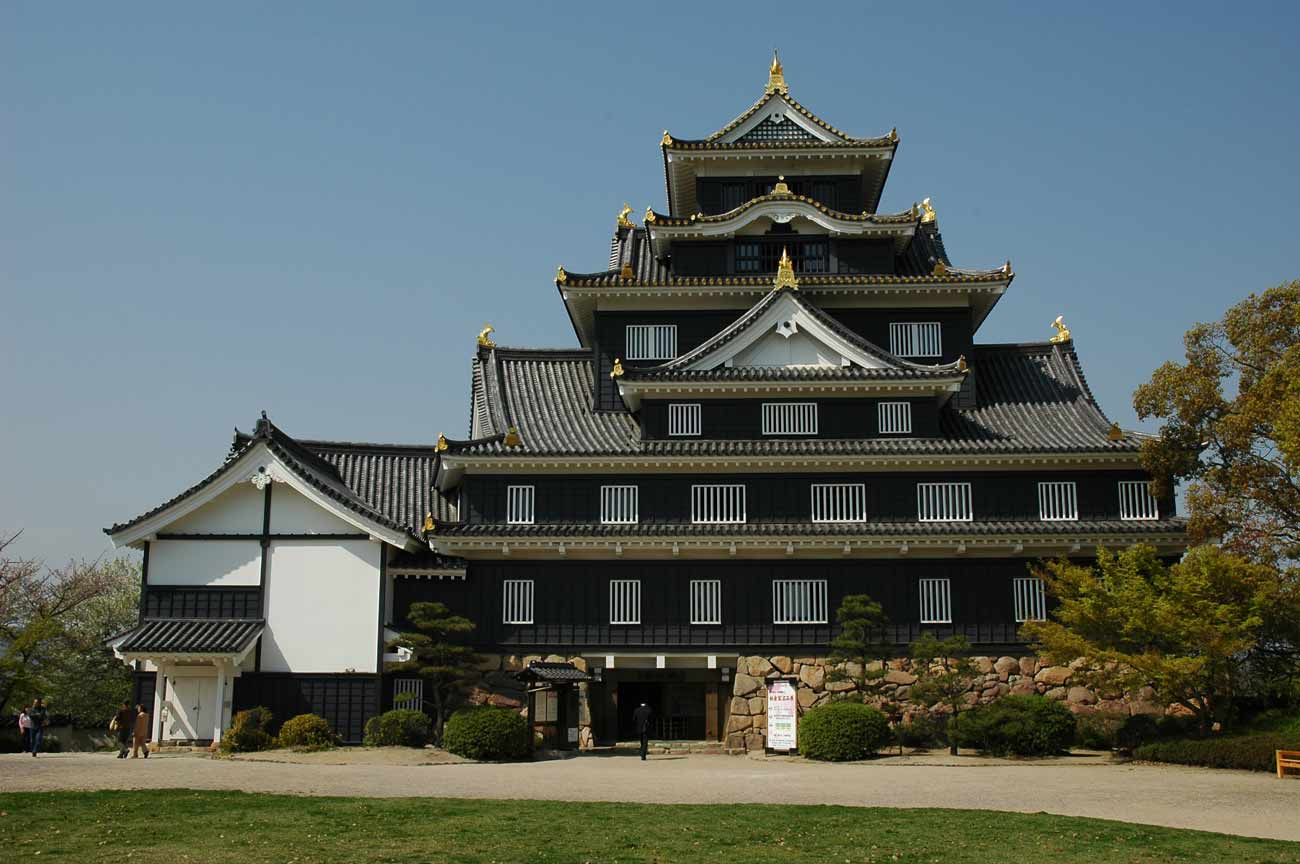
岡山城（天守〈外観復元〉）

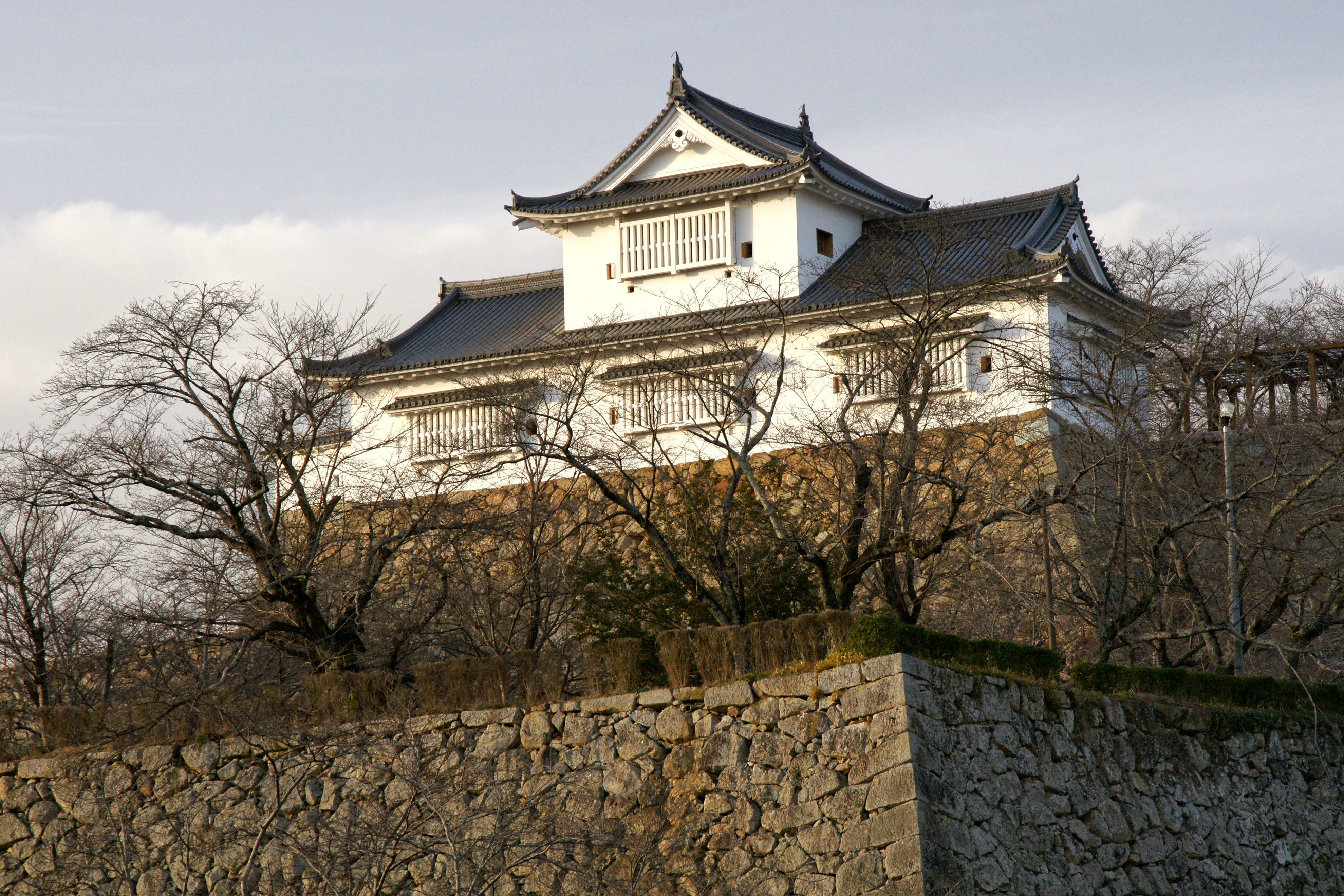
津山城（備中櫓〈復元〉）

- 備中松山城（高梁城）
- 高松城
- 鬼ノ城
- 鬼身城
- 幸山城
- 猿掛城
- 鶴首城
- 成羽城（成羽陣屋）
- 笠岡城
- 楪城
- 下津井城
- 福山城
- 庭瀬城
- 撫川城
- 鴨山城
- 竜王山城
- 青佐山城
- 佐井田城
- 茨城 - 備後国にあるとの説もあり。

## 広島県

### 安芸国

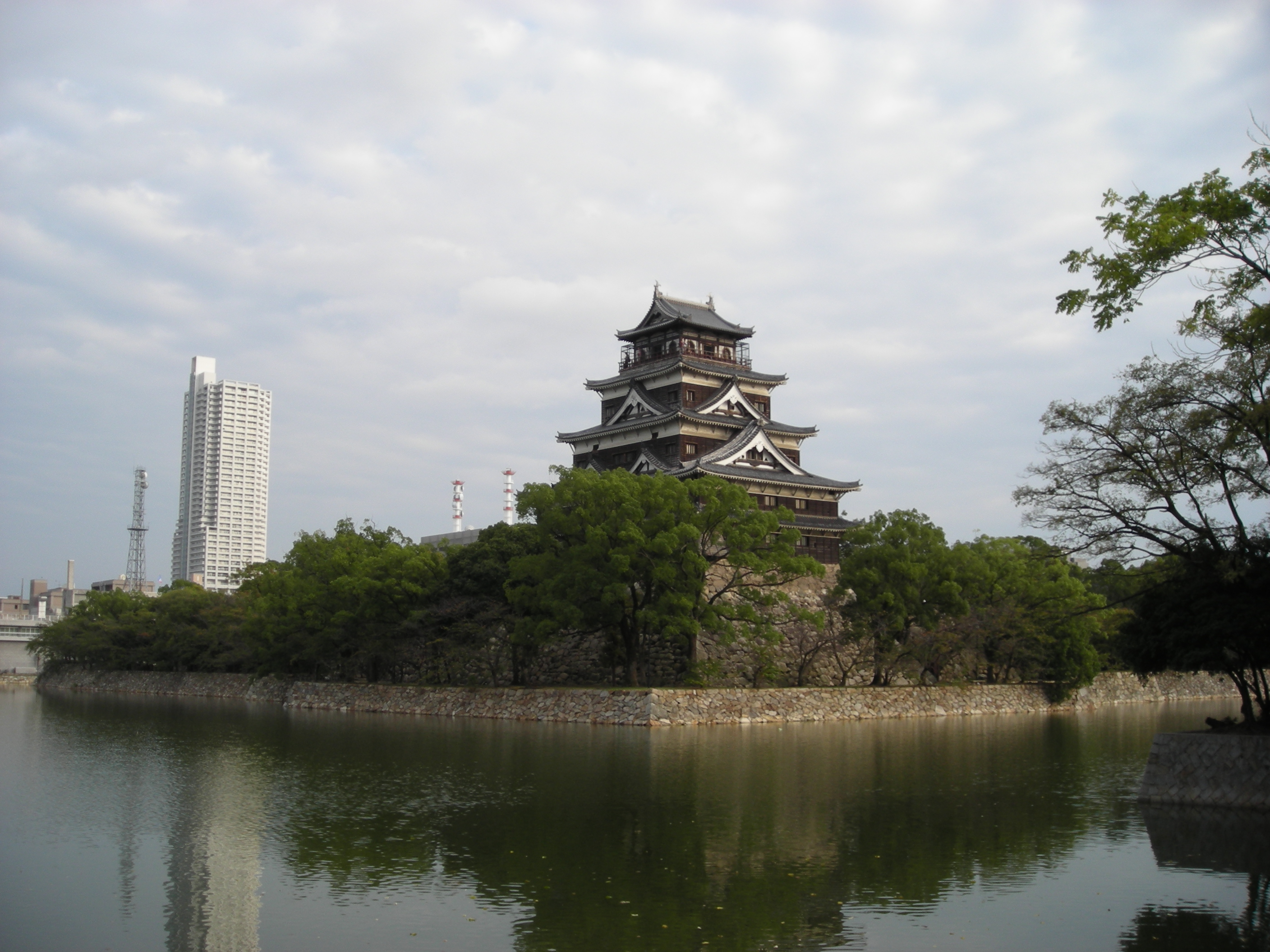
広島城（天守〈外観復元〉）

- 広島城（鯉城）
- 亀居城
- 吉川元春館
- 吉田郡山城
- 宮尾城
- 鏡山城
- 桂城
- 鈴尾城
- 己斐城
- 五龍城
- 御薗宇城
- 高山城
- 佐東銀山城（銀山城）
- 桜尾城
- 三入高松城
- 小倉山城
- 新宮城

- 新高山城
- 仁保城
- 水晶城
- 曽場ヶ城
- 草津城
- 多治比猿掛城
- 鳥籠山城
- 槌山城
- 頭崎城
- 日野山城
- 白山城
- 八木城
- 八条原城
- 米山城
- 木村城
- 矢野城（保木城）

### 備後国

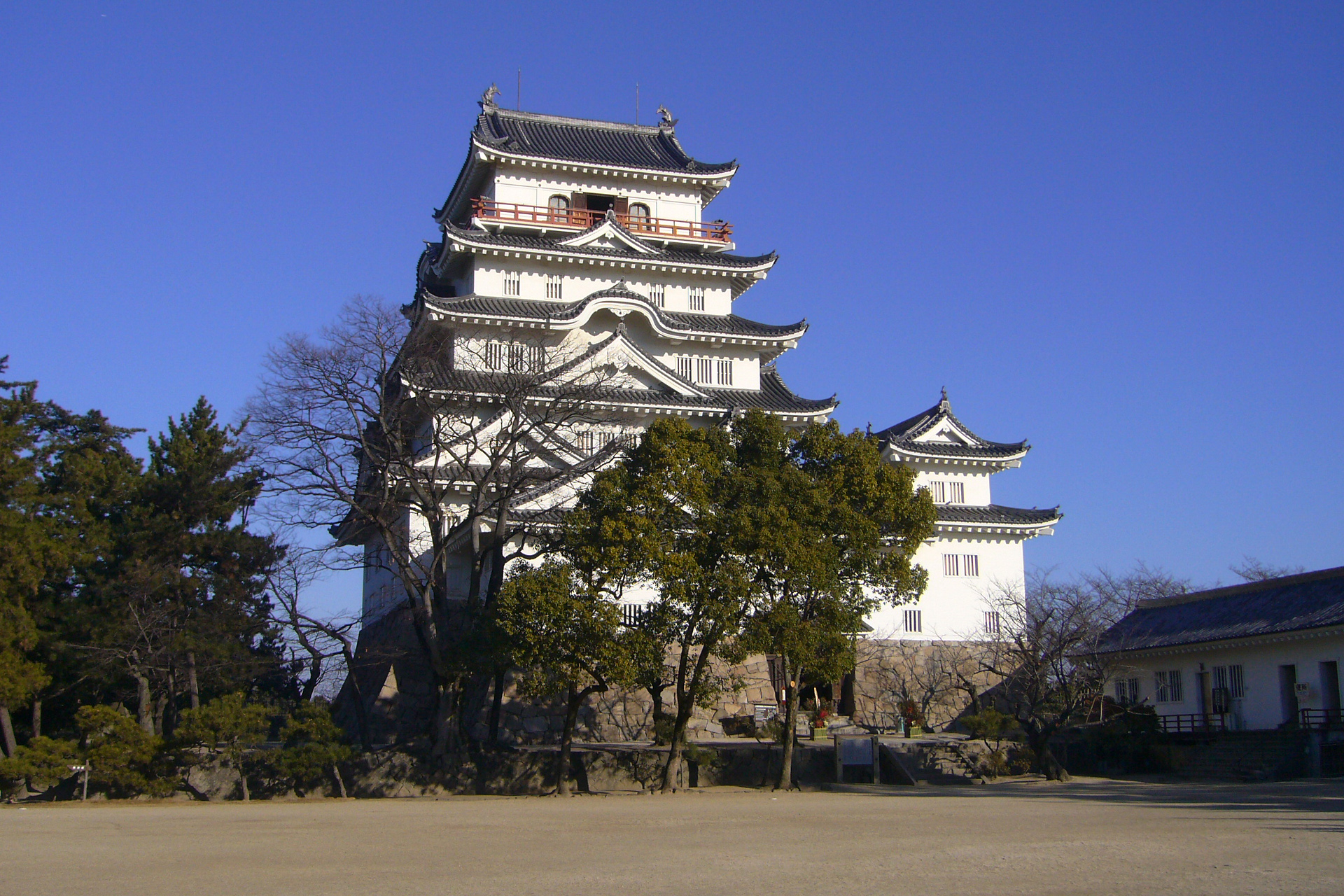
福山城（天守〈復興〉）

- 福山城（葦陽城・久松城）
- 稲村山城
- 茨城
- 旗返山城
- 亀山城
- 九鬼城
- 五品嶽城
- 甲山城
- 桜山城
- 三原城（浮城・三原要害）

- 蔀山城
- 常城
- 神辺城
- 相方城
- 南天山城
- 比叡尾山城
- 比熊山城
- 鷲尾山城
- 鞆城
- 尾関山城
- 高杉城

## 山口県

### 周防国
- 山口城（山口藩庁）
- 大内氏館
- 高嶺城（鴻の峰城）
- 若山城
- 徳山城
- 鞍掛山城
- 蓮華山城
- 右田ヶ岳城
- 岩国城
- 須々万沼城

### 長門国

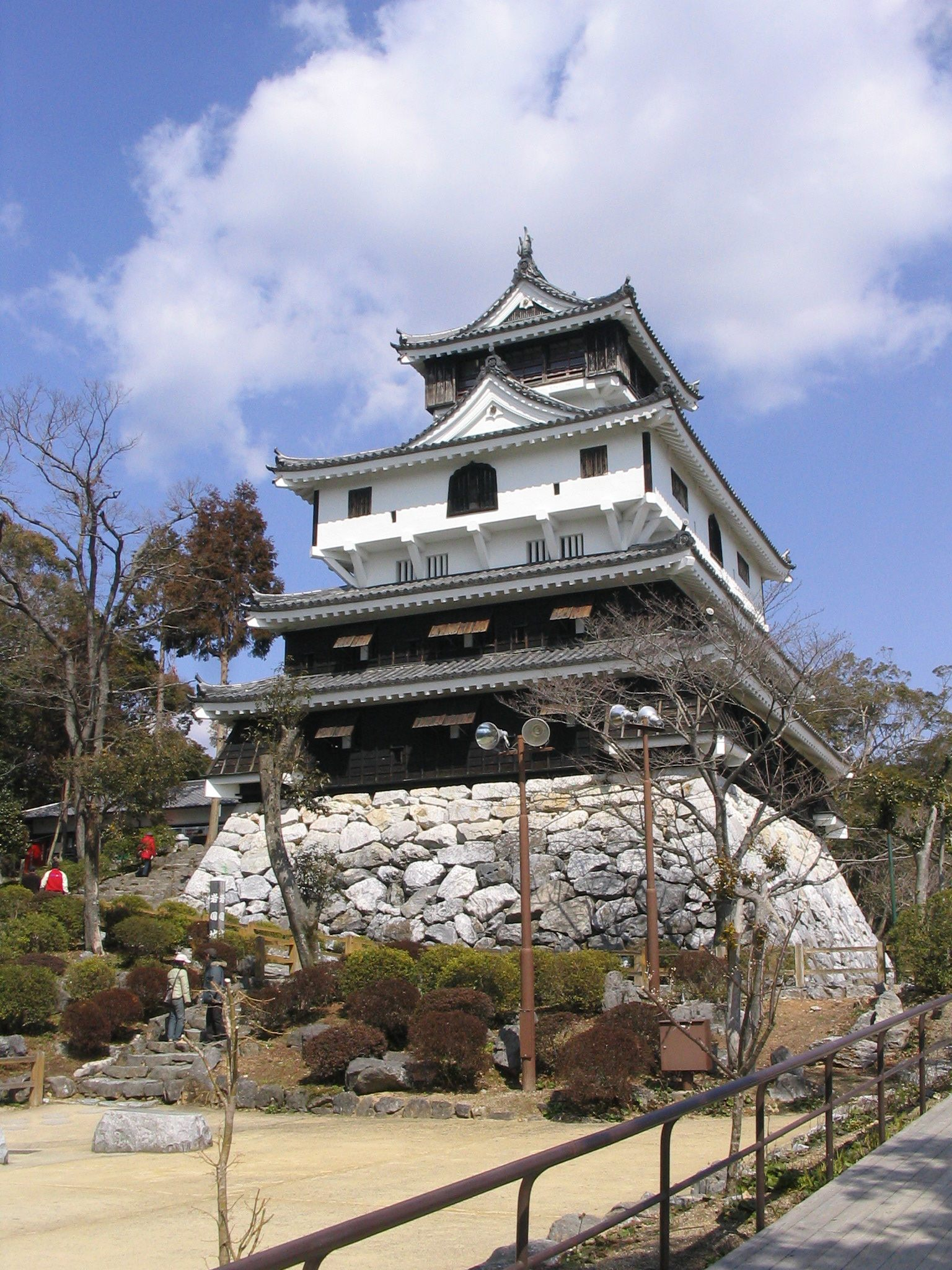
岩国城（天守〈復興〉）

- 萩城（指月城）
- 勝山城（且山城）
- 霜降城
- 櫛崎城（串崎城）
- 青山城
- 長門城
- 矢田城
- 深川城
- 青景城
- 荒滝城
- 賀年城（賀年勝山城）
- 亀山城

## 徳島県

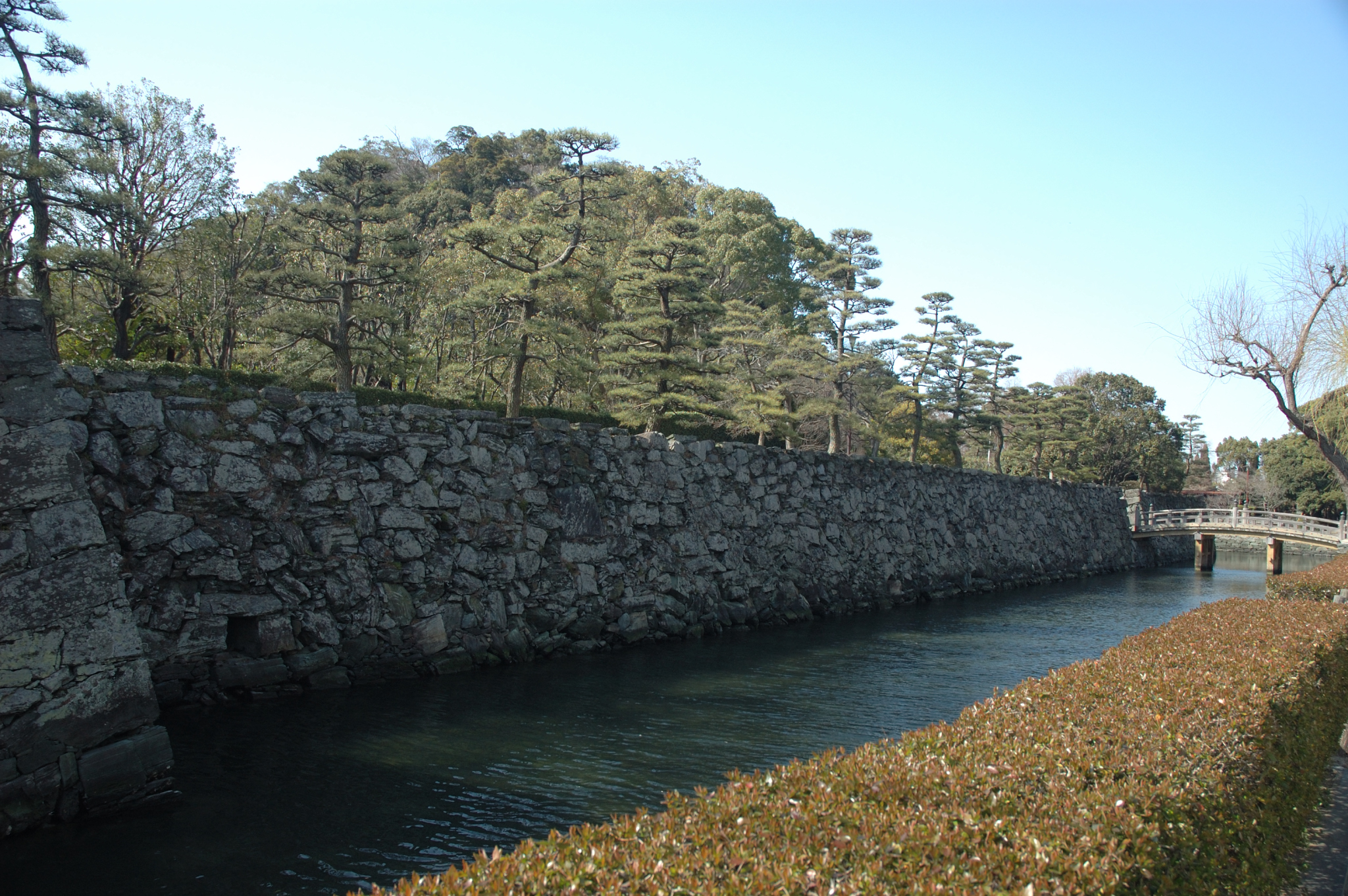
徳島城（石垣〈三の丸〉）

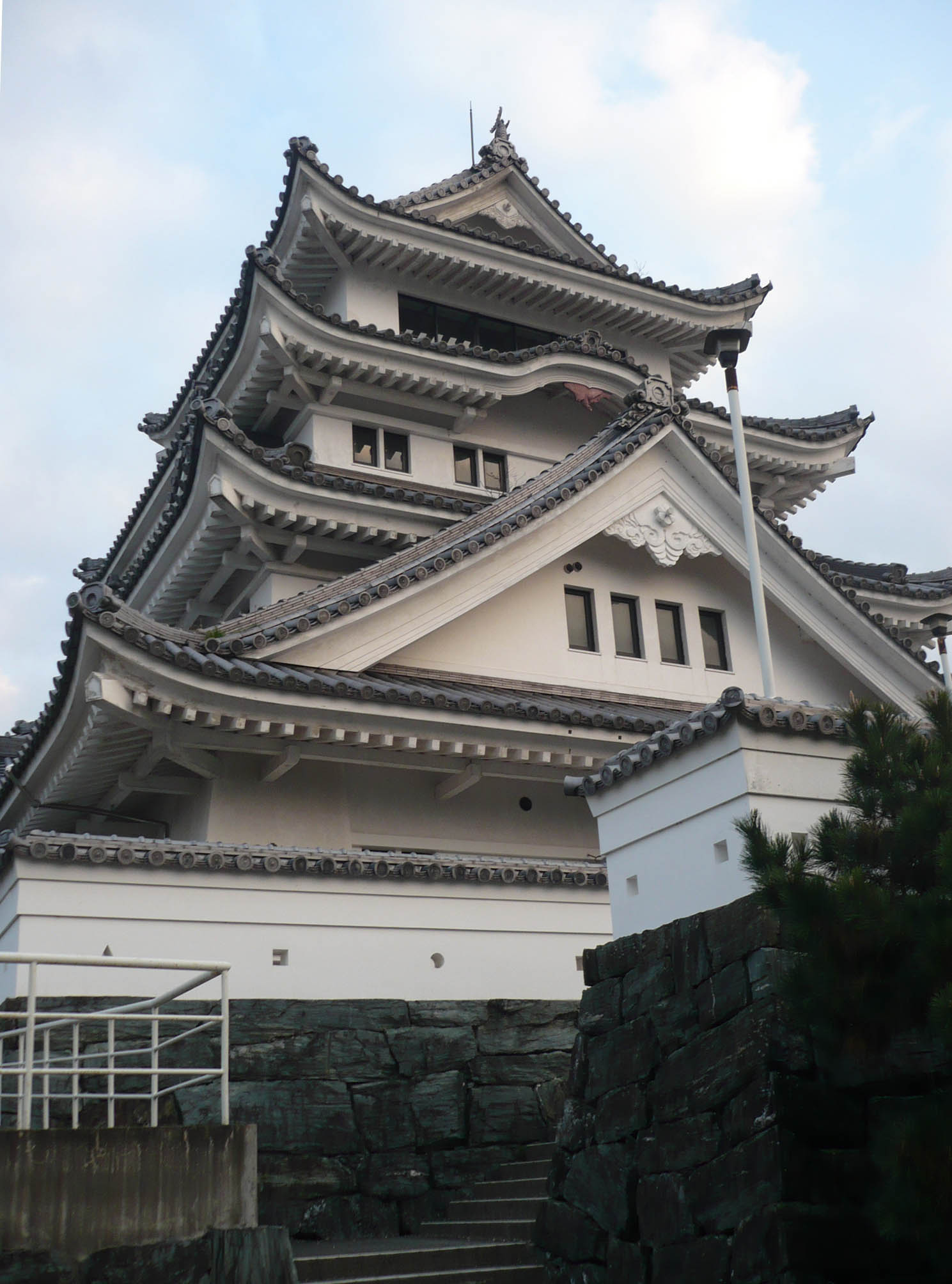
川島城（天守〈模擬〉）

- 徳島城
- 一宮城
- 夷山城
- 撫養城
- 土佐泊城
- 立江城
- 牛岐城
- 川島城
- 上桜城
- 仁宇城
- 岩倉城
- 重清城

- 秋月城
- 日和佐城
- 海部城
- 勝瑞城
- 脇城
- 大西城
- 白地城
- 田尾城
- 西条城
- 木津城
- 板西城
- 七条城

## 香川県

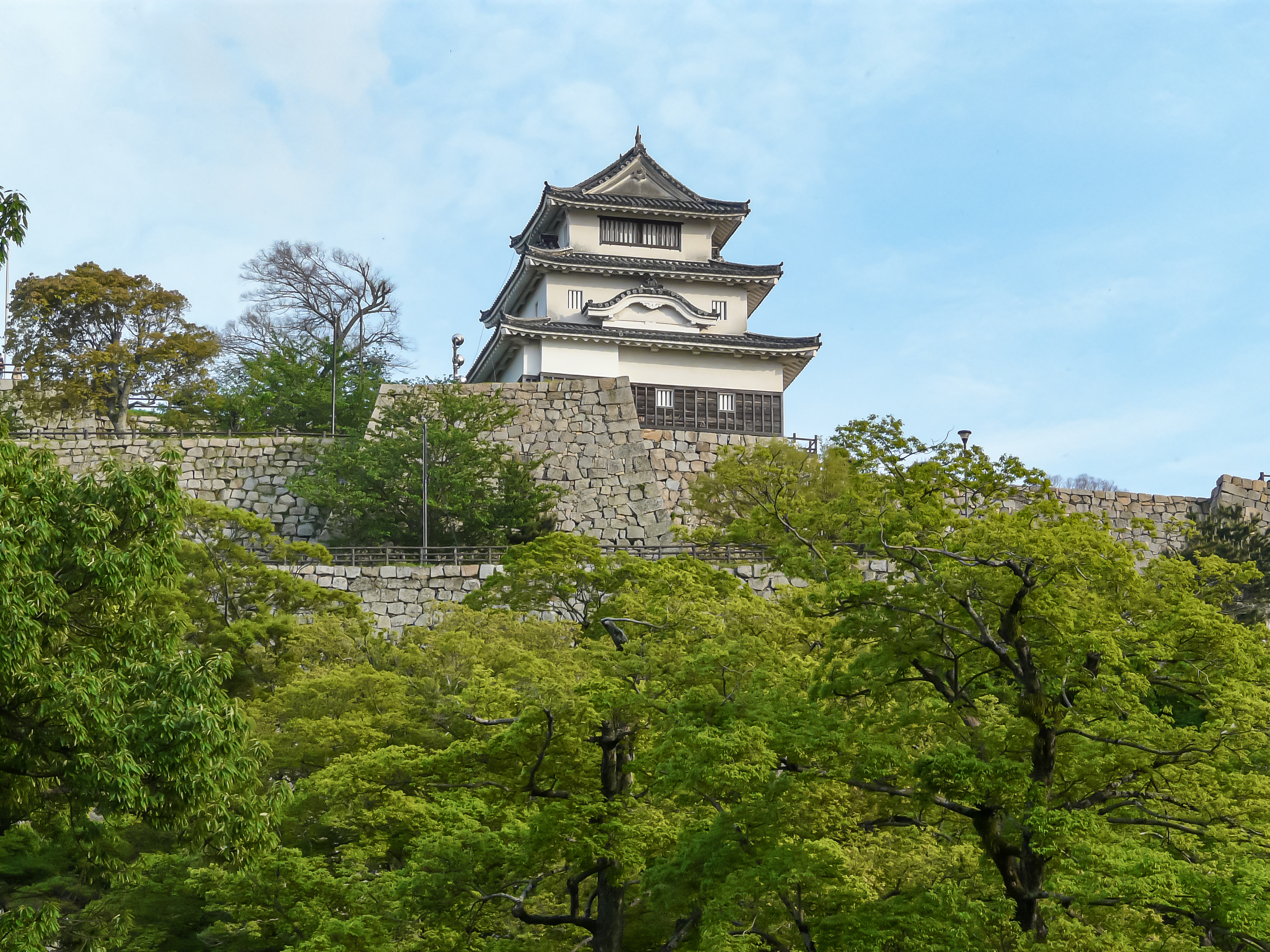
丸亀城（天守〈現存・国重文〉）

- 高松城（玉藻城）
- 丸亀城（亀山城・蓬莱城）
- 天霧城（雨霧城）
- 引田城
- 勝賀城
- 本台山城
- 雨滝城
- 虎丸城
- 藤尾城
- 羽床城

- 笠島城
- 詫間城
- 星ヶ城
- 屋嶋城
- 十河城
- 香西城
- 昼寝城
- 作山城
- 前田城
- 城山城

## 愛媛県

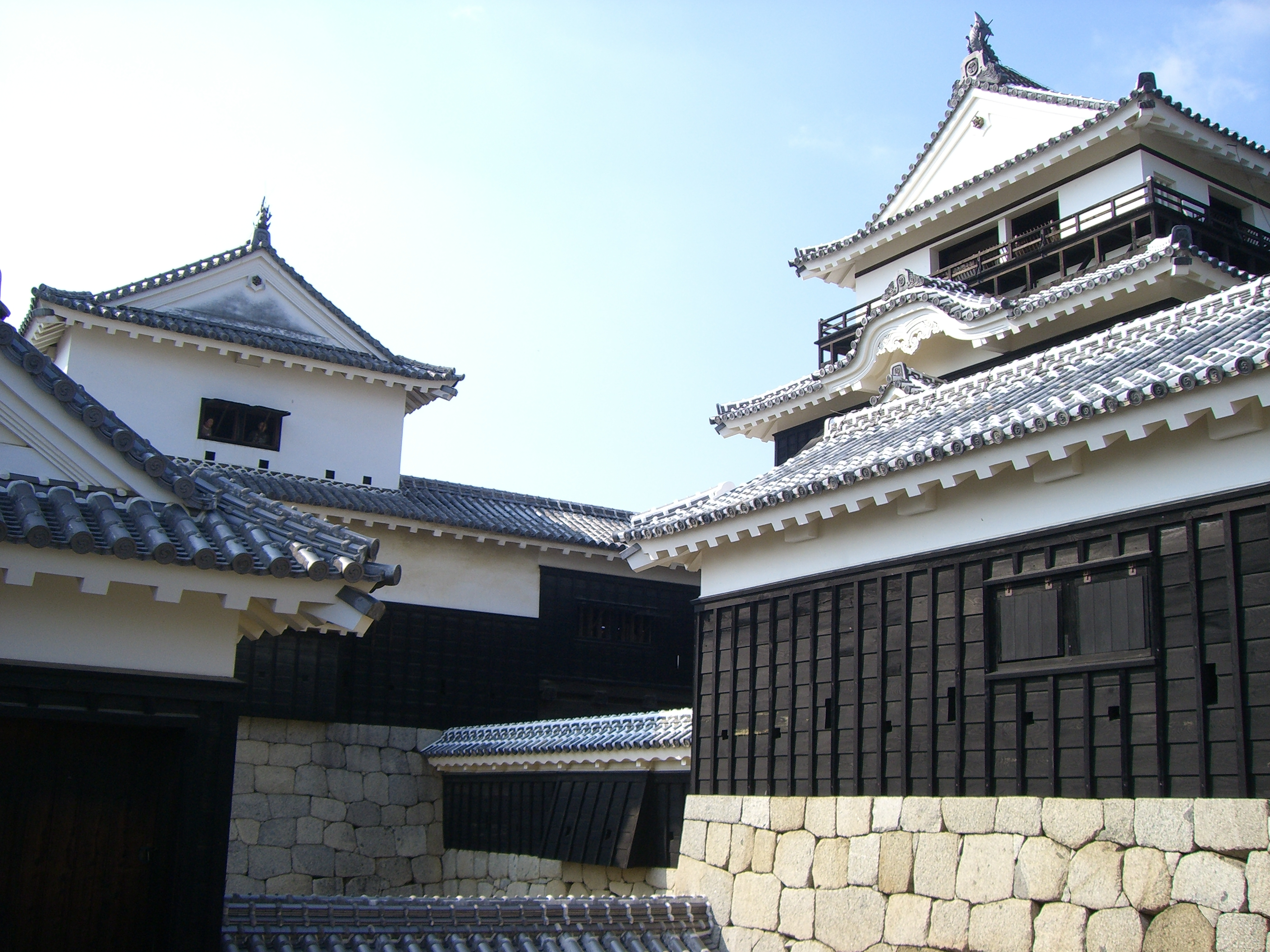
松山城（天守〈現存・国重文〉）

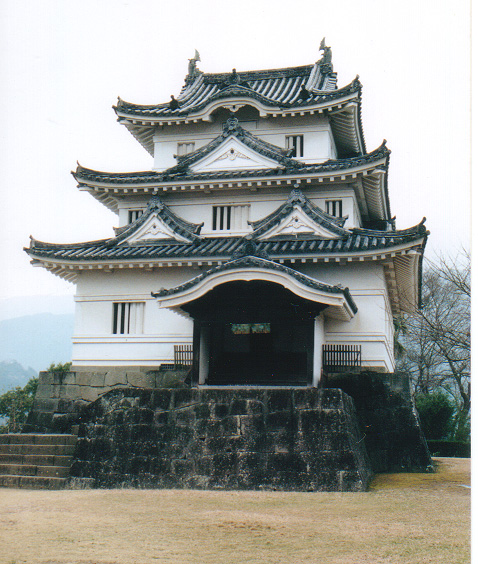
宇和島城（天守〈現存・国重文〉）

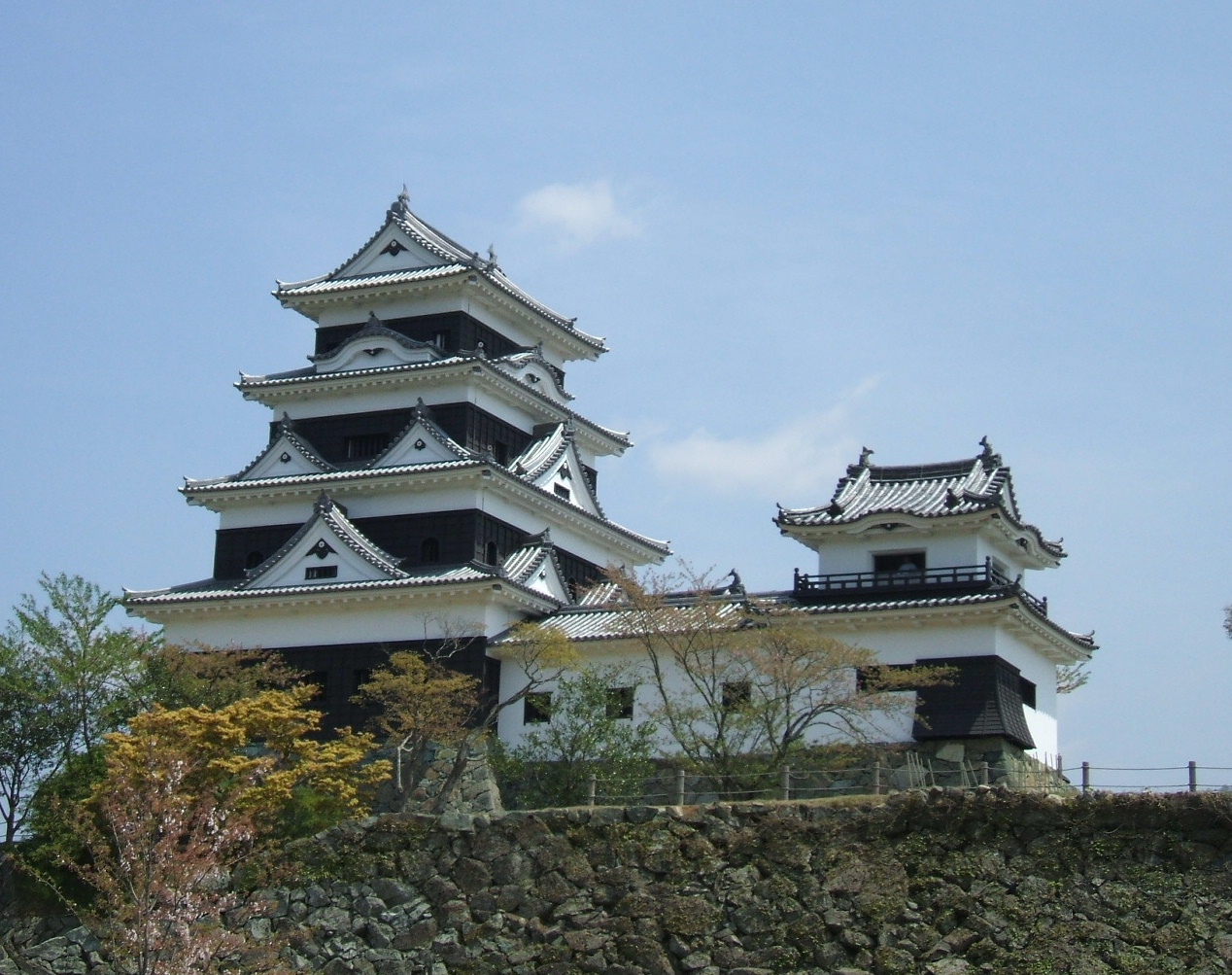
大洲城（天守〈木造復元〉）

- 伊予松山城
- 今治城
- 湯築城
- 高穴城
- 荏原城
- 甘崎城
- 霊仙山城
- 犬尾城
- 一之森城
- 萩森城
- 高峠城
- 象ヶ森城
- 米津城
- 甲之森城
- 黒瀬城
- 龍王城
- 恵良城
- 港山城
- 土居城
- 星の岡城
- 国分山城
- 告森城
- 吉岡山城
- 岡本城
- 金子山城
- 常盤城

- 宇和島城
- 大洲城
- 横山城
- 花見山城
- 縦淵城
- 忽那山城
- 能島城
- 来島城
- 石城
- 法華津本城
- 大森城
- 岡崎城
- 高尾城
- 世田山城
- 鹿嶋城
- 三滝城
- 松前城
- 河後森城
- 土山城
- 大浜城
- 鷺ノ森城
- 海山
- 畠山城
- 松葉城
- 曽根城
- 川之江城

## 高知県

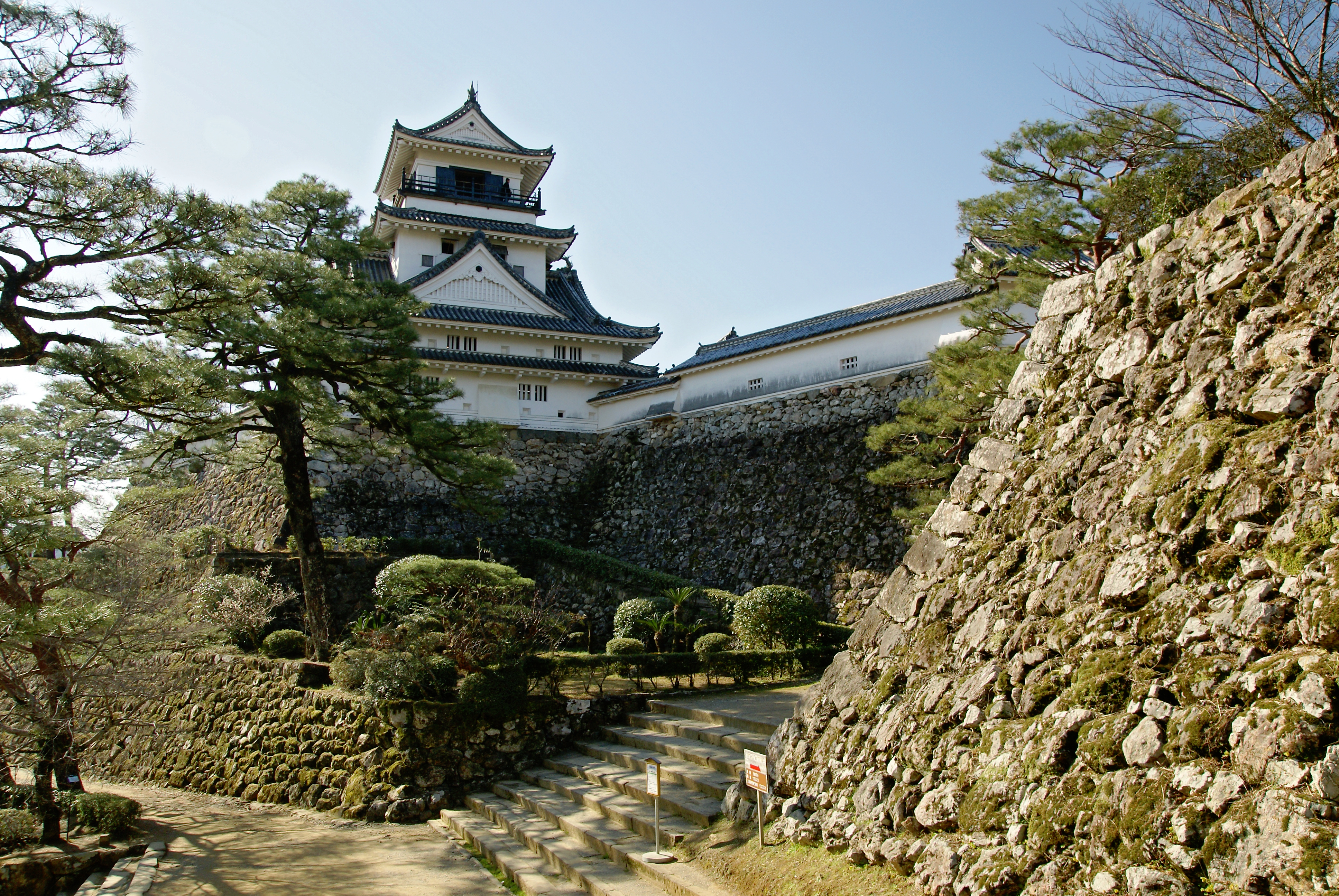
高知城（天守〈現存・国重文〉）

- 岡豊城
- 高知城
- 浦戸城
- 安芸城
- 本山城
- 朝倉城
- 吉良城
- 蓮池城
- 姫野々城

- 中村城
- 久礼城
- 崎浜城
- 宿毛城
- 柏井城
- 森城
- 大津城

## 福岡県

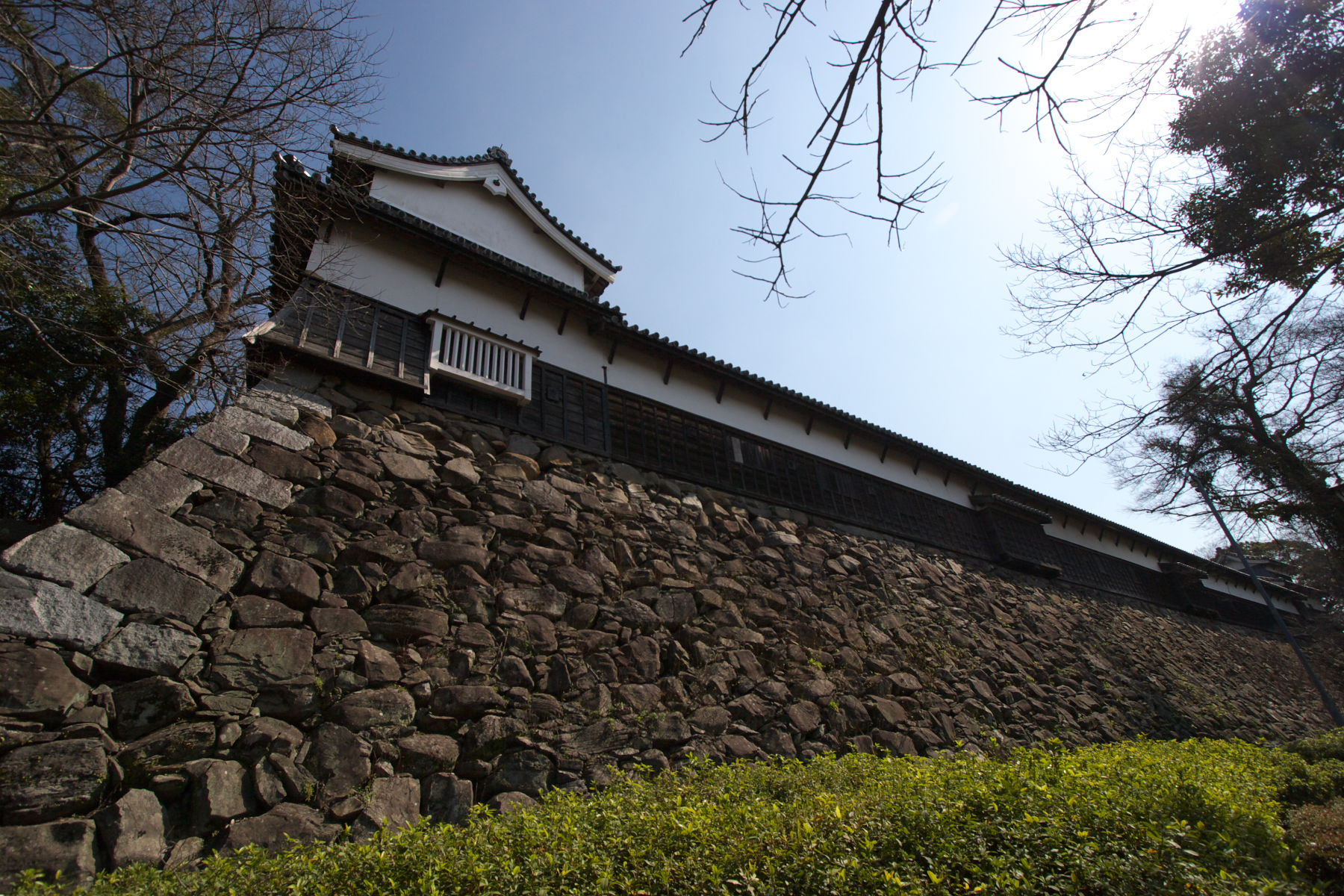
福岡城（南二ノ丸多聞櫓〈現存・国重文〉）

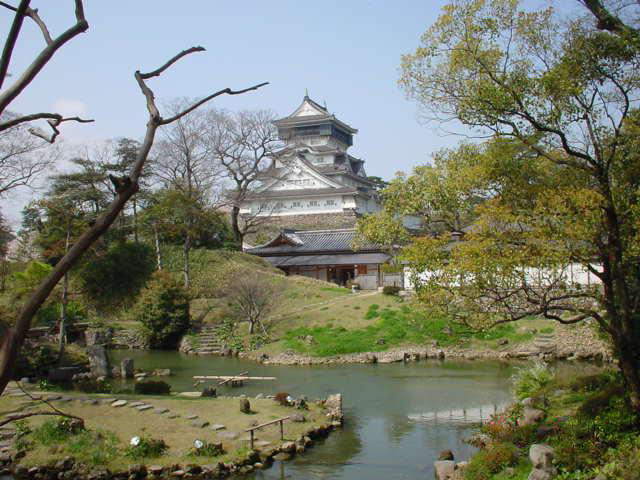
小倉城（天守〈復興〉）

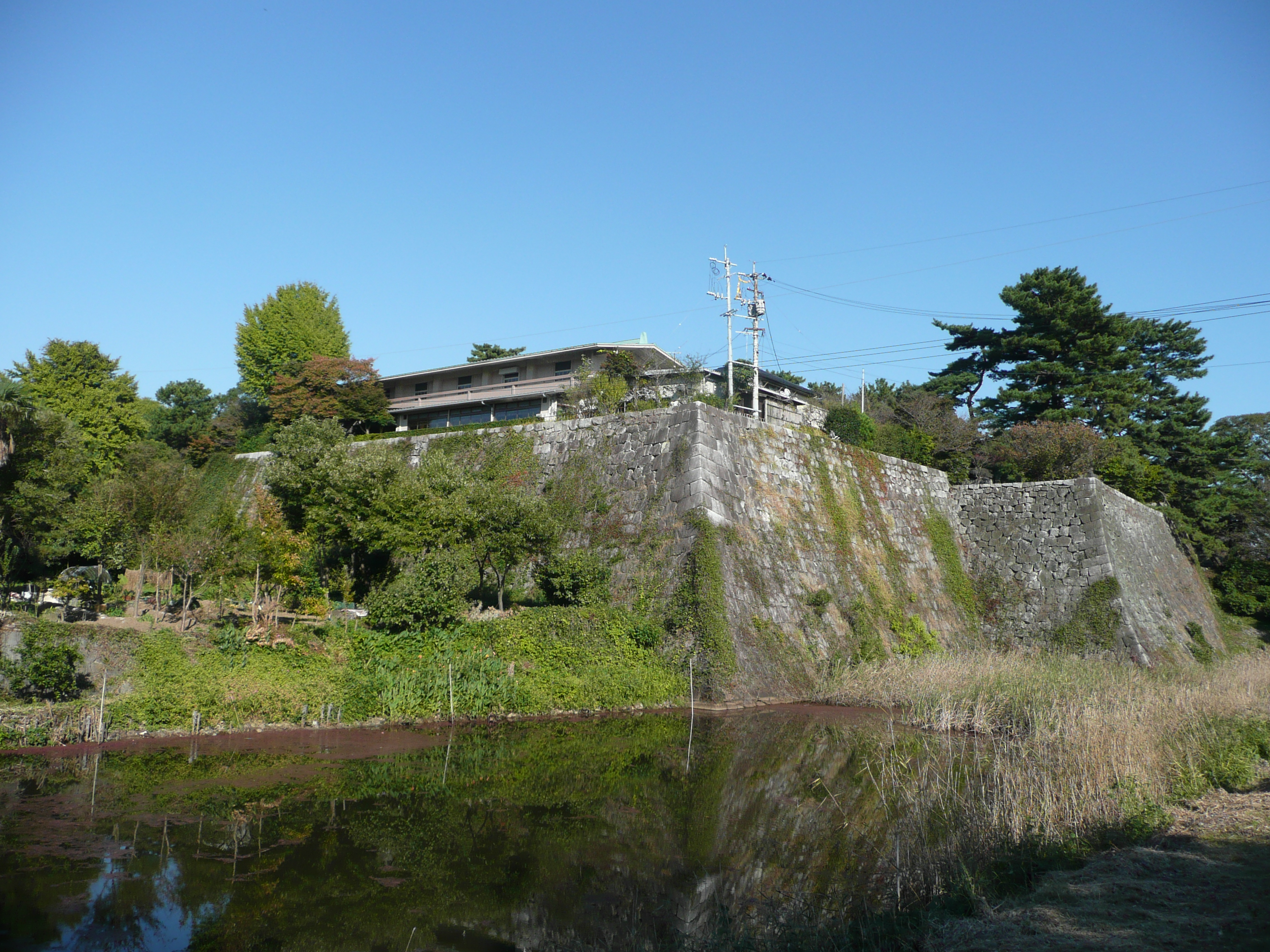
久留米城（本丸石垣）

- 福岡城（舞鶴城）
- 小倉城
- 久留米城
- 名島城
- 岩屋城
- 水城
- 蒲池城
- 黒崎城
- 立花山城
- 蔦ヶ嶽城
- 香春岳城
- 岩石城
- 秋月城
- 益富城
- 古処山城
- 城井谷城
- 柳瀬城
- 稲光城
- 南原城
- 覗山城
- 宝山城
- 蓑島城
- 旭城
- 大宰府（大宰府政庁跡）
- 有智山城
- 障子ヶ岳城
- 長岩城

- 大野城
- 柳川城（舞鶴城）
- 榎津城
- 酒見城
- 貫城
- 門司城
- 三角山城
- 寒竹城
- 山隈城
- 怡土城（高祖城）
- 長野城
- 発心城
- 上伊良原城
- 山下城
- 大坂山城
- 小倉山城
- 繋城
- 舞岳城
- 岳山城
- 白山城
- 豊前松山城
- 花尾城
- 高野山城
- 八木山城
- 馬ヶ岳城
- 若松城

## 佐賀県

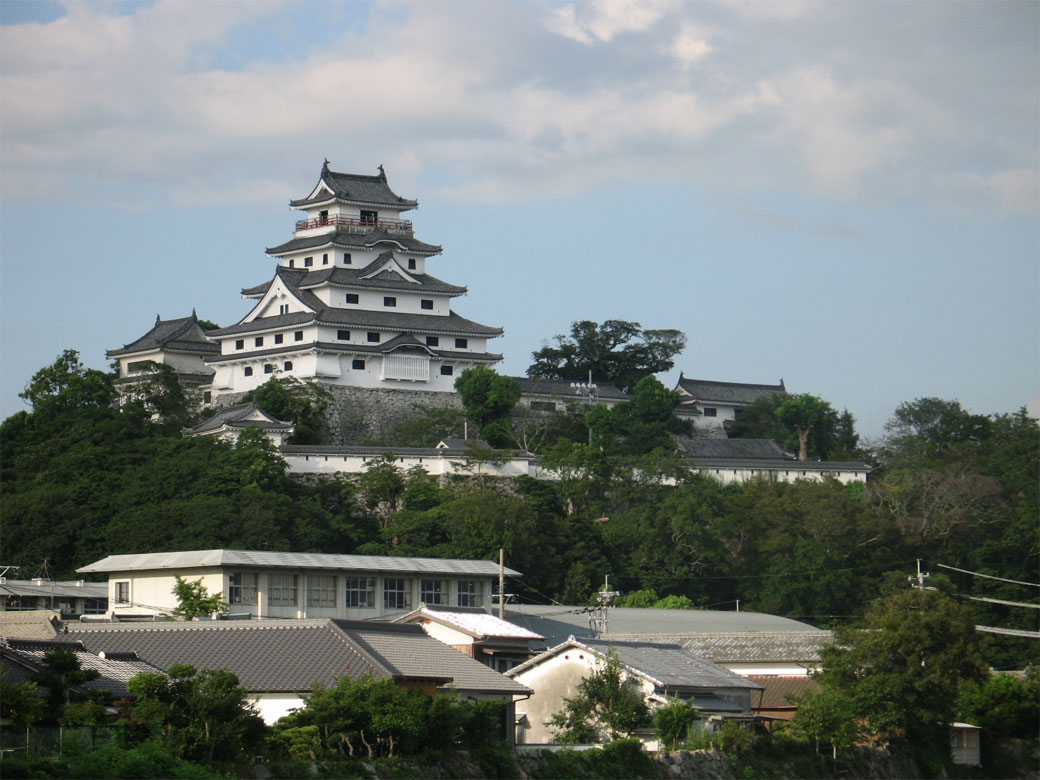
唐津城（天守〈模擬〉）

- 佐賀城
- 名護屋城
- 唐津城
- 吉野ヶ里
- 千葉城（肥前千葉城）
- 基肄城
- 須古城
- 勢福寺城
- 蓮池城
- 朝日山城
- 姉川城
- 綾部城
- 臥牛城
- 勝尾城
- 西島城
- 梶峰城
- 岸岳城
- 獅子ヶ城
- 伊万里城
- 唐船城
- 佐嘉飯盛城
- 武雄城
- 高木城
- 直鳥城
- 三瀬城
- 蟻尾城
- 与賀城
- 鷲巣城
- 高田城
- 白虎山城

## 長崎県

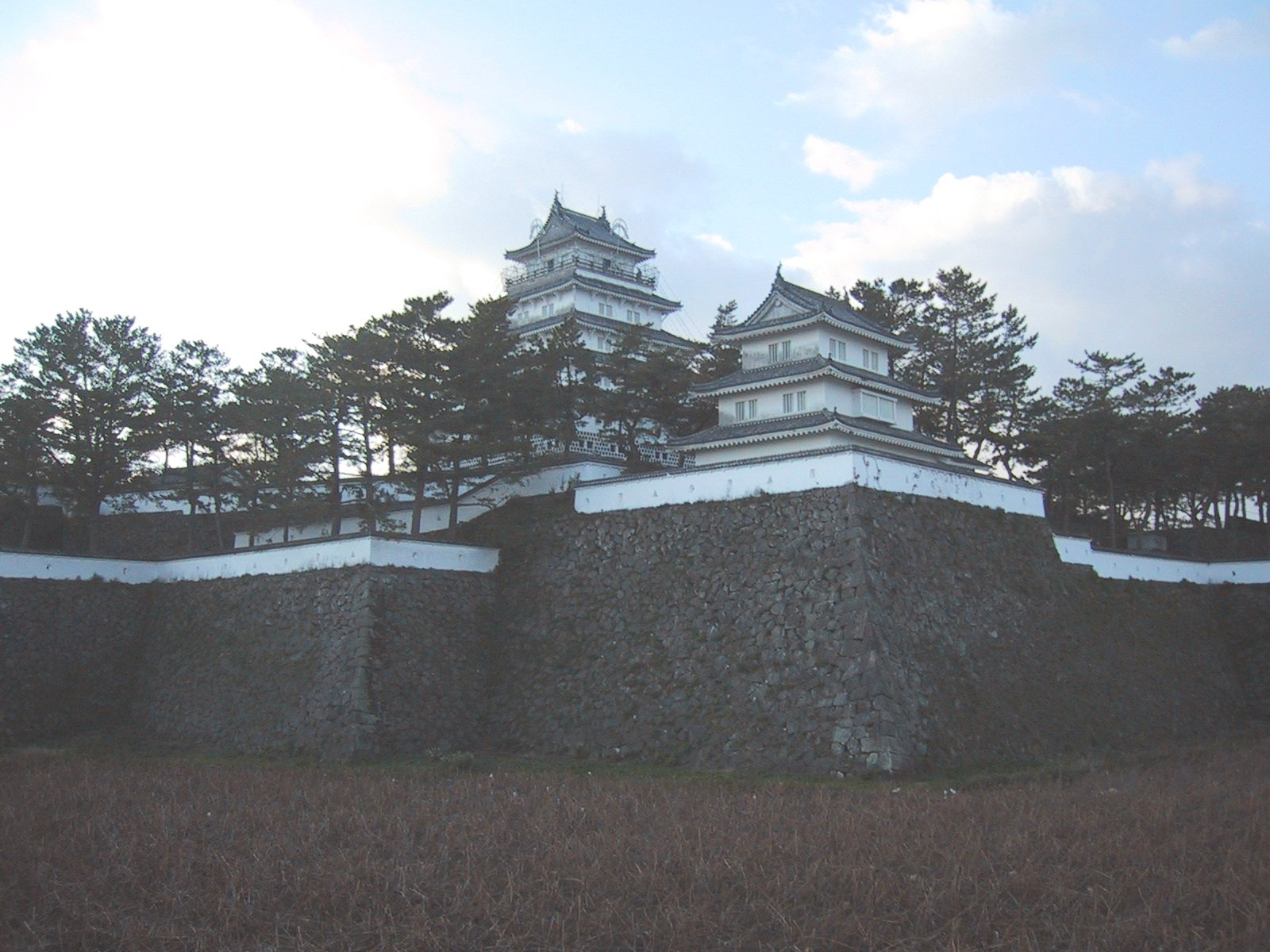
島原城（天守〈復興〉）

- 島原城
- 原城
- 桟原城
- 玖島城（大村城）
- 厳原城
- 金田城
- 鶴亀城
- 日野江城（日之江城）
- 大垣城
- 深江城
- 金山城
- 多比良城
- 神代城
- 鍋島陣屋
- 守山城
- 山田城
- 釜蓋城
- 里城
- 陣笠城
- 田平御館
- 河原城
- 小峰城（長崎県東彼杵郡）
- 小峰城（長崎県佐世保市）
- 三城城

- 平戸城
- 清水山城
- 金石城（厳原城・府中城）
- 三城城
- 勝本城
- 石田城
- 勘次ヶ城
- 高津城
- 風早城
- 樋詰城
- 生池城
- 船匿城
- 古舘
- 郡城
- 鶴翔城
- 覩城
- 鉢形城
- 中浦城
- 亀尾城
- 魚見岳台場
- 富江陣屋
- 勘次ヶ城
- 出島（築島）
- 深堀陣屋

## 熊本県

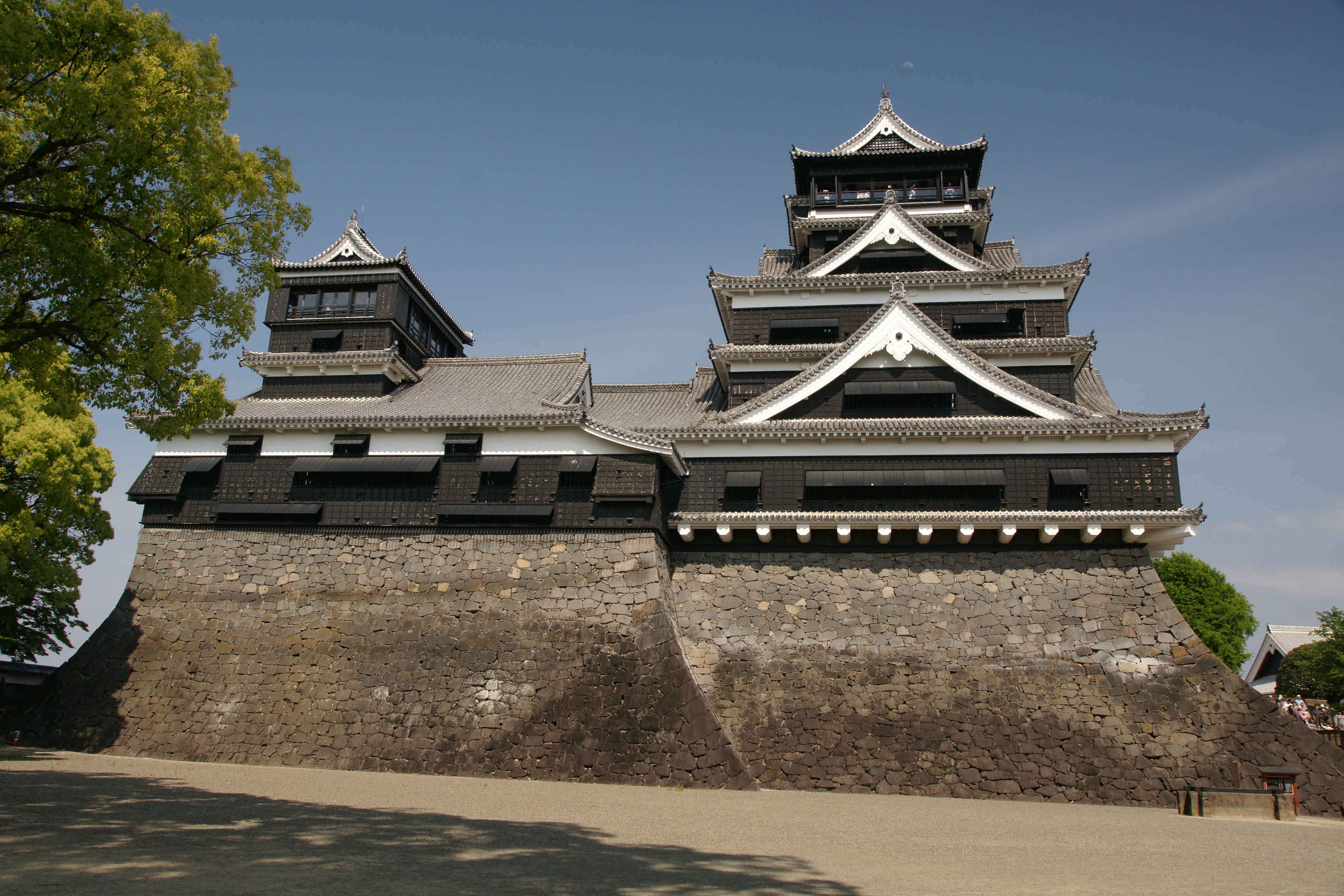
熊本城（天守群〈外観復元〉）

- 熊本城（銀杏城）
- 隈本城
- 千葉城
- 宇土城
- 田中城
- 岩尾城
- 鞠智城
- 菊池城
- 鍋城
- 佐敷城
- 山鹿城
- 木山城
- 山田城

- 人吉城
- 古麓城（八代城・飯盛城・鷹峯城）
- 麦島城（八代城）
- 八代城（松江城）
- 水俣城
- 本渡城
- 富岡城
- 竹迫城
- 南関城
- 御船城
- 堅志田城

## 大分県

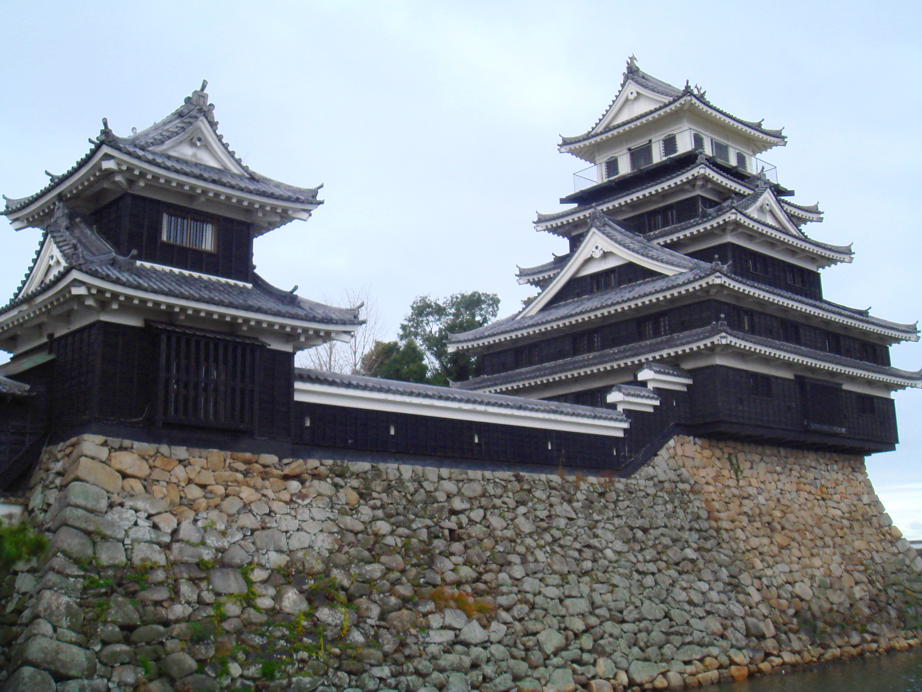
中津城（天守〈模擬〉）

- 中津城（扇城）
- 長岩城
- 時枝城
- 妙見嶽城
- 光岡城
- 龍王城
- 高田城
- 真玉城
- 杵築城
- 日出城（暘谷城）
- 府内城（大分城）
- 平田城
- 大友館
- 上原館

- 高崎山城
- 鶴崎城
- 臼杵城（丹生島城）
- 佐伯城
- 朝日嶽城
- 栂牟礼城
- 日田城（大蔵城）
- 日隈城
- 永山城（丸山城）
- 玖珠城
- 角牟礼城
- 岡城

## 宮崎県

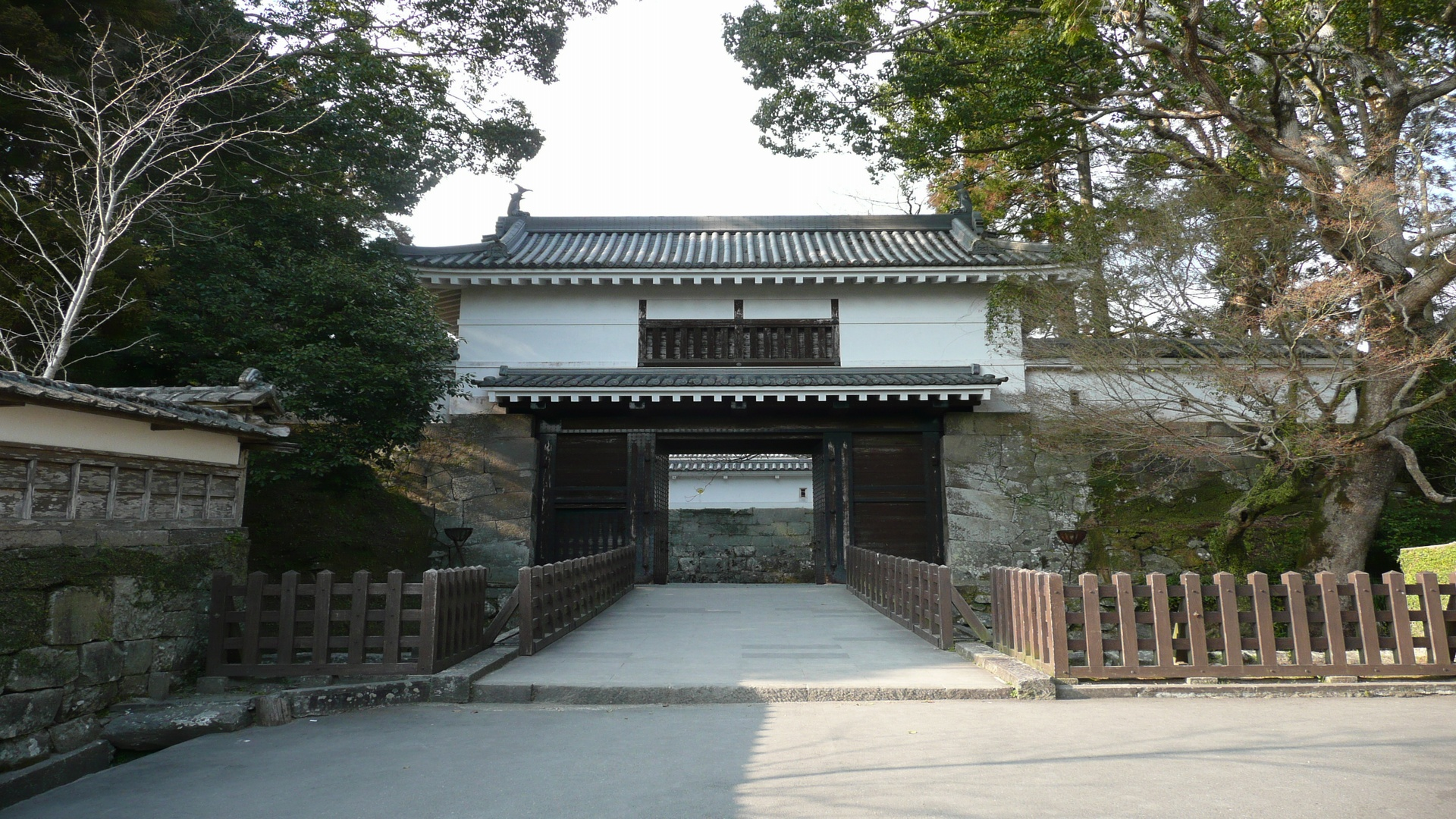
飫肥城（大手門〈再建〉）

- 飫肥城
- 宮崎城
- 石塚城
- 延岡城（縣城）
- 高鍋城（舞鶴城）
- 松尾城
- 西階城
- 井上城
- 浦城城
- 綾城
- 高城
- 月山日和城（高城）
- 穆佐城（高城）
- 清武城
- 佐土原城
- 都於郡城
- 新納石城
- 曽井城
- 天ヶ城
- 山田城
- 梶山城
- 勝岡城
- 樺山城
- 櫛間城

- 野尻城
- 紙屋城
- 戸崎城
- 飯野城（亀城）
- 加久藤城
- 大明神城（大明司塁）
- 徳満城
- 園田城
- 馬関田城（東福城）
- 桶平城（田原陣）
- 大河平城
- 今城
- 小林城（三ツ山城）
- 三ツ山城（吉富城）
- 野首城
- 岩牟礼城（岩瀬城）
- 内木場城（木葉城）
- 須木城（鶴丸城）
- 高原城（松ヶ城）
- 都之城
- 安永城
- 野々美谷城
- 志和池城
- 梅北城
- 中山城（仲山城）
- 亀頭山城（亀頭城）

## 鹿児島県

### 薩摩国
- 清水城
- 内城
- 鹿児島城（鶴丸城）
- 東福寺城
- 伊作城（亀丸城）
- 加世田城
- 平佐城
- 一宇治城
- 串木野城
- 清色城
- 虎居城
- 堂崎城
- 出水城
- 大口城
- 馬越城
- 知覧城
- 頴娃城（獅子城）
- 小山田城
- 松尾城 (薩摩国川辺郡)
- 平山城（薩摩国）

### 大隅国
- 加治木城
- 高山城（肝属城）
- 国分城（舞鶴城）
- 清水城（舞鶴城）
- 国見城
- 佐多城
- 蒲生城
- 岩剣城
- 横川城
- 廻城
- 平房城
- 富隈城

### 日向国（南部）

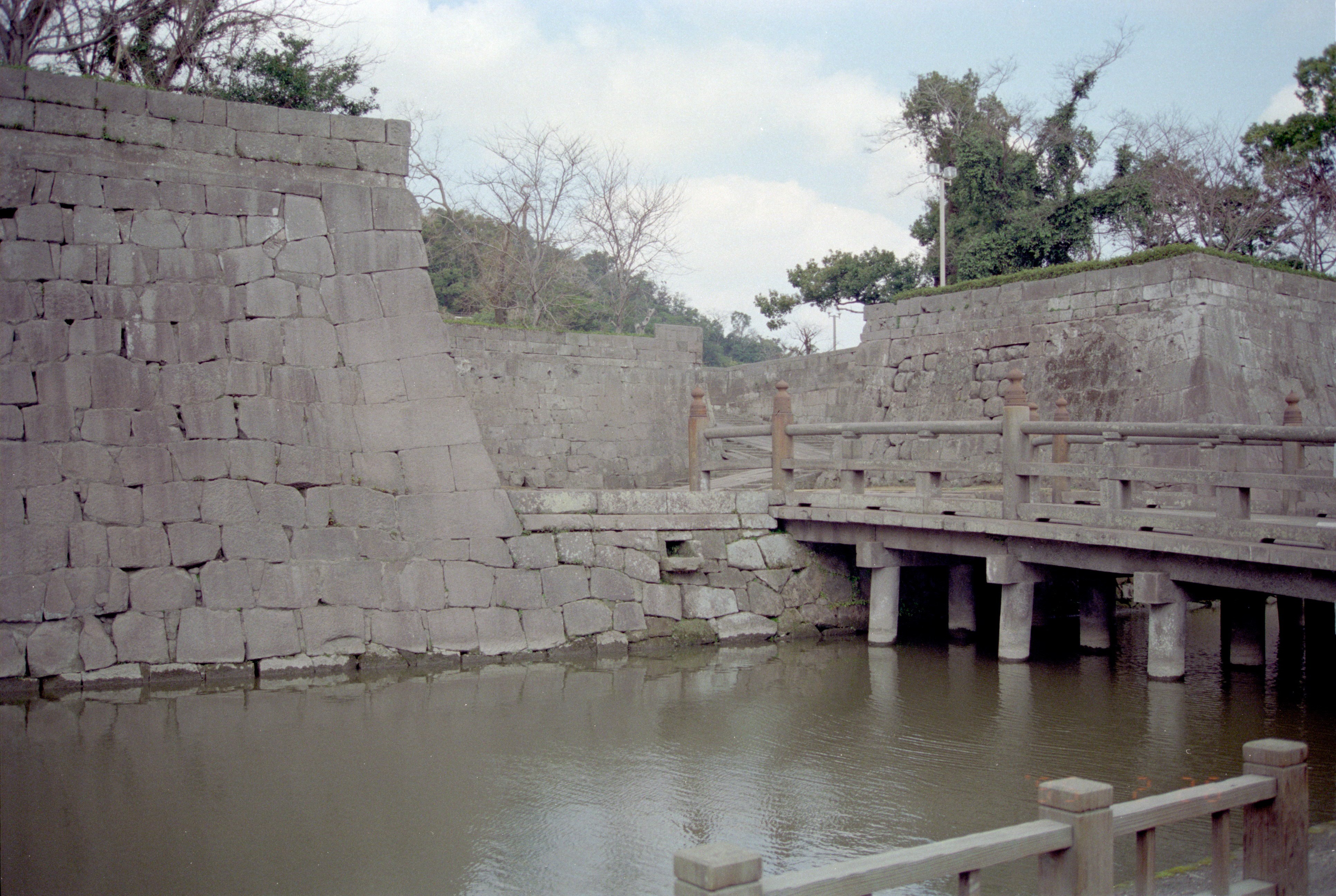
鹿児島城（大手門跡）

- 志布志城
- 松山城

## 沖縄県

### 中山
- 首里城
- 中城城
- 勝連城
- 浦添城
- 座喜味城
- 伊波城
- 伊祖城
- 山田城
- 恩納城
- 泊城〈読谷村〉
- 屋良城
- 北谷城
- 三重城
- 津喜武多城
- 幸地城
- 棚原城
- 新垣城
- 台城
- 越来城
- 知花城
- 平安座西城
- 伊計城
- 江州城
- 喜屋武城
- 具志川城〈うるま市〉
- 安慶名城
- 泊城〈うるま市〉
- 大城城〈北中城村〉
- 安谷屋城
- 喜舎場城
- 火根城

### 南山
- 玉城城
- 知念城
- 垣花城
- 糸数城
- 具志川城〈糸満市〉
- 長嶺城
- 豊見城城
- 瀬長城
- 兼城城
- 照屋城
- 南山城（島尻大里城）
- 真栄里城
- 真壁城
- 上里城
- 石原城（伊原城）
- 米須城
- 摩文仁城
- 多田名城
- 具志頭城
- 佐敷城
- 八重瀬城
- 勢理城
- 船越城
- 志喜屋城
- 知名城
- 大城城〈南城市〉
- 島添大里城（大里城）
- フェンザグスク
- テミグラグスク
- ミントングスク

### 北山
- 今帰仁城
- 羽地城
- 親城
- 久志城
- 金武城
- 名護城
- 親川城
- 屋我城
- 陣城
- 津波城
- 根謝銘城
- 奥間城
- 田名城
- 椎名城
- 伊是名城
- 天城城

### 久米島
- 伊敷索城
- 具志川城〈久米島町〉
- 宇江城城
- 登武那覇城
- クニ城
- ウニシ城
- 塩原城
- 与那嶺城

### 宮古地方
- 高腰城
- 西銘城
- フルスト原遺跡
- 上のつづ城
- 保里城
- 飛鳥城
- 大浦多志城
- 大嶽城
- 汀間嘉城
- 喜佐真城
- 久場嘉城
- 上比屋城

### 八重山地方

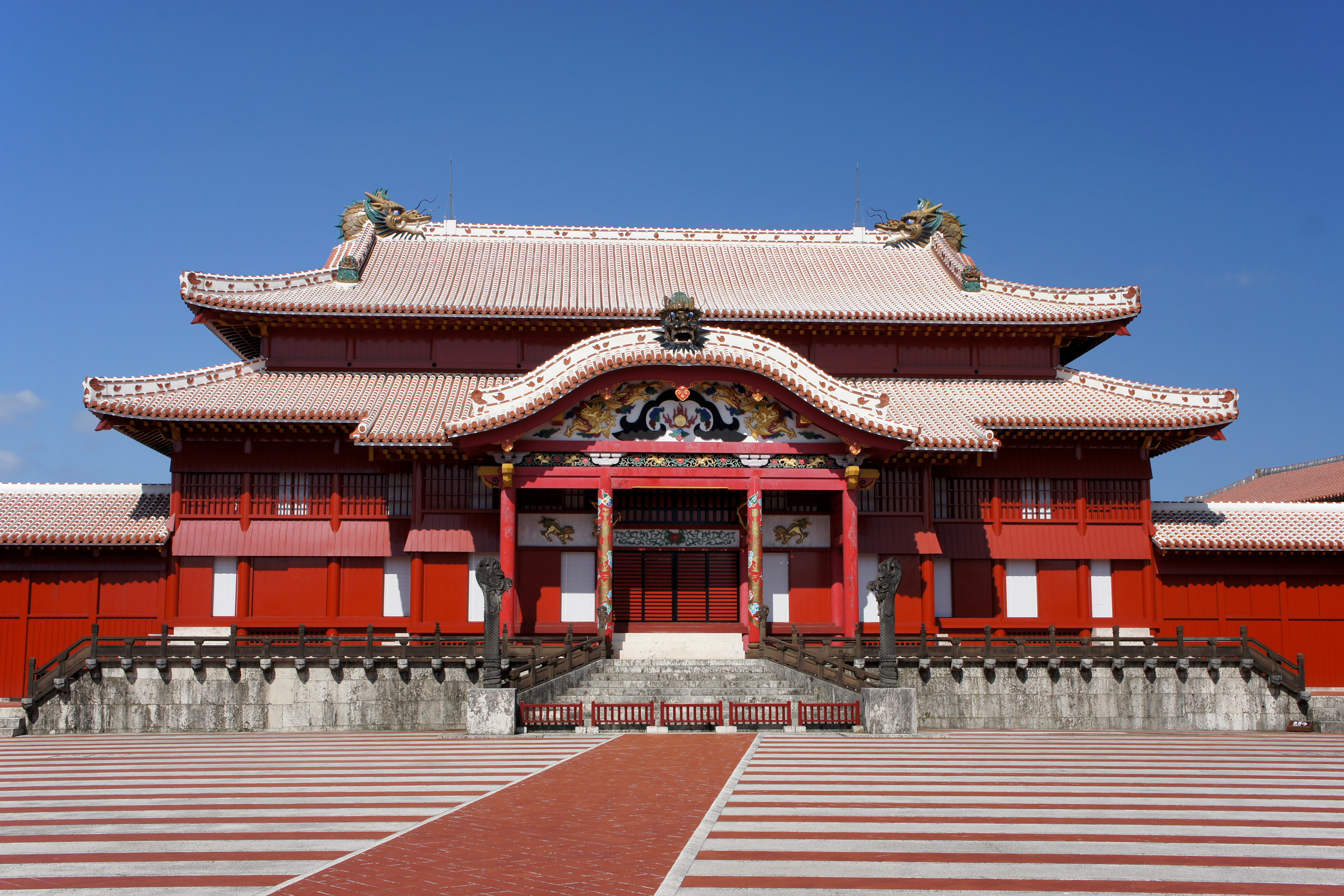
首里城（世界遺産・写真は正殿〈復元〉）

- 下田原城
- 石スク山城
- 富崎ガバネ城
- 川平城

関連
- グスク

## 朝鮮半島

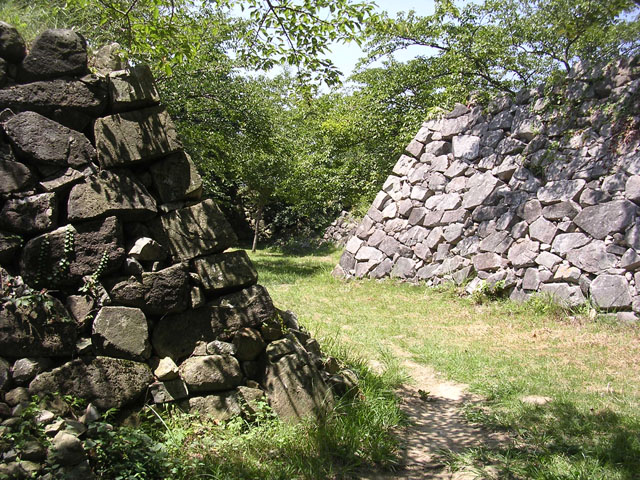
西生浦城跡

- 蔚山城
- 西生浦城
- 林浪浦城
- 機張城
- 東萊城
- 釜山城
- 釜山支城
- 亀浦城
- 加徳支城
- 加徳城
- 金海竹島城
- 梁山城
- 孤浦城
- 農所城
- 馬沙城
- 馬山城

- 安骨浦城
- 熊川城
- 永登浦城
- 松真浦城
- 長門浦城
- 見乃梁城
- 固城城
- 泗川城
- 釜山鎮城
- 子城台
- 徳橋城
- 昌原城
- 南海城
- 順天城